# Quimperlé
Cet article possède un paronyme, voir Quimper.
Quimperlé (prononcé en français : [kɛ̃pɛʁle]) est une commune française, située dans le département du Finistère en région Bretagne.

## Géographie

### Situation et site
Quimperlé est située dans le sud-est du Finistère, à 19 km au nord-ouest de Lorient et à 44 km à l'est de Quimper. Le territoire communal s'étend sur 3 173 hectares et englobe en plus de la ville des zones non urbanisées qui appartenaient, avant leur rattachement à Quimperlé en 1791, à la paroisse de Lothéa et à la trève de Trélivalaire. Cet espace est occupé en partie par la forêt domaniale de Carnoët qui s'étend sur 750 ha, dont 565 ha sont situés sur le territoire de Quimperlé. Cette belle futaie de chênes et de hêtres a été partiellement dévastée lors de l'ouragan de 1987. Un programme de reboisement fut alors entrepris. Le célèbre Pardon des Oiseaux s'y déroula depuis bien avant 1843 (date du premier témoignage) jusqu'en 1991.
D'un point de vue historique, la ville appartient à la Cornouaille. Cependant une petite partie de son territoire, correspondant à l'ancienne trève de Saint-David, qui dépendait de la paroisse de Rédené, se rattache au Vannetais.
| - Localisation de Quimperlé sur une carte des communes du Finistère. - Carte de la commune de Quimperlé (tracé en orange de la limite communale). |

| - Carte topographique de la commune de Quimperlé. |

| Mellac         | Tréméven        | Rédené |
| Baye           | Quimperlé       | Rédené |
| Moëlan-sur-Mer | Clohars-Carnoët | Guidel |

A. Marteville et P. Varin, continuateurs d'Ogée décrivaient ainsi Quimperlé en 1845 :

« Quimperlé, jolie petite ville située au confluent de l'Isole et de l'Ellé (...). Cette ville est resserrée de l'est à l'ouest entre les deux rivières, qui coulent du nord au midi, en faisant une presqu'île de la partie qu'elles embrassent. Au sud-ouest s'élève une colline dite la montagne Saint-Michel, couverte d'un autre quartier, ou haute ville. [Outre] ces deux parties distinctes, il y a encore le quartier de Lanvignon [Lovignon] à l'est, celui de Combout au nord-ouest ; enfin celui du Bourgneuf, fondé en 1271 par le duc Jean. »

### Le Port

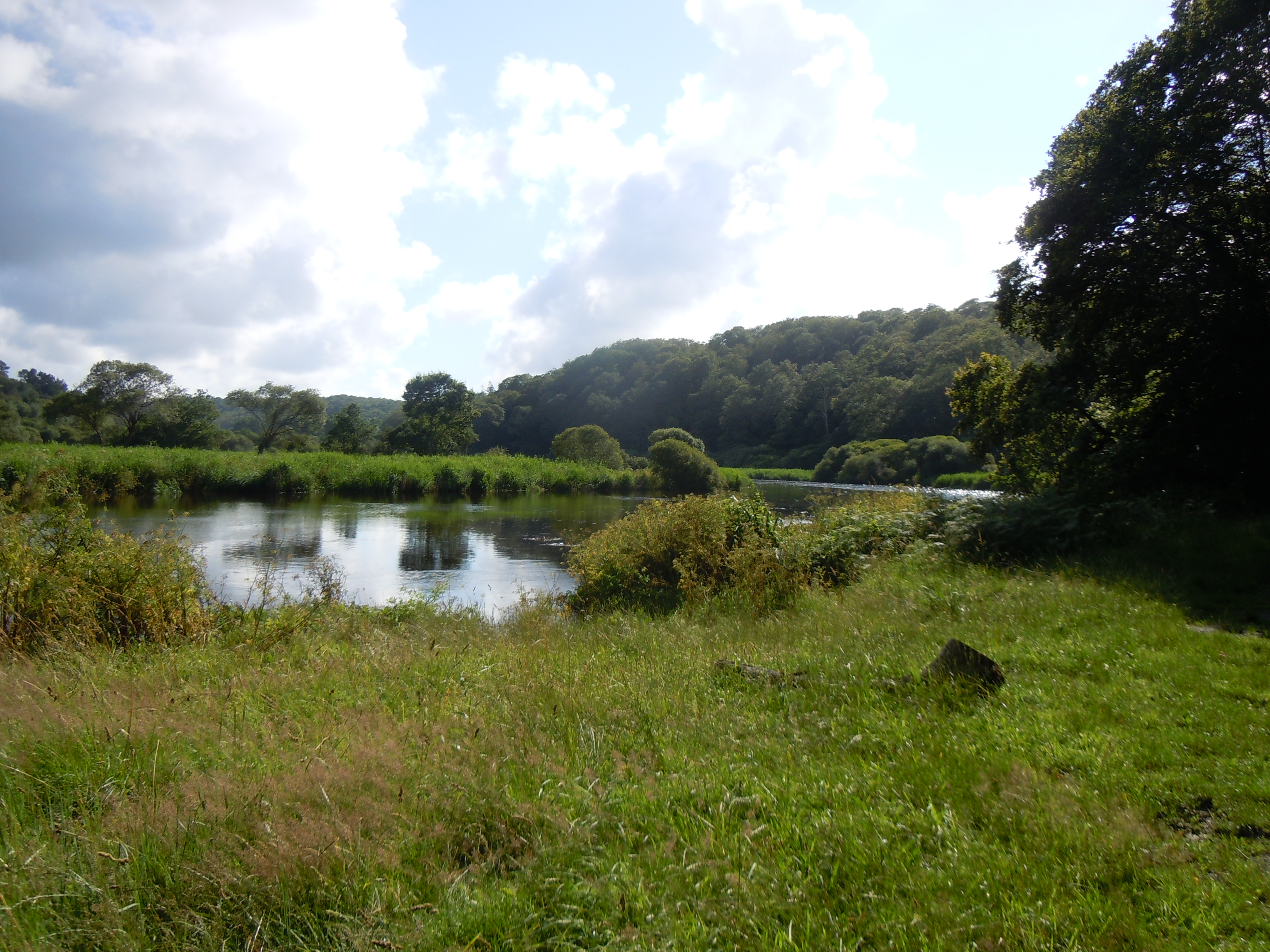
Le site de l'ancien port de la Véchène en pleine forêt de Carnoët.

Quimperlé est typiquement une « ville-pont », née à l'endroit où se trouvait traditionnellement le premier pont sur l'estuaire, à la limite entre la partie maritime et la partie fluviale de la vallée. Ce fut aussi un port, dont l'existence est attestée dès l'Antiquité ; détruit par les Vikings en 878, l'activité reprit par la suite, notamment après la création de l'abbaye Sainte-Croix au XIIe siècle et resta relativement prospère jusqu'au XIXe siècle, exportant des grains, et important vins, sel, épices et calcaire de construction ; de belles maisons de négociants, datant du XVIe siècle au début du XIXe siècle témoignent de cette activité ; Quimperlé commerce alors avec les Flandres, l'Angleterre et les ports de la côte atlantique jusqu'à Madère ; sur le « quay » (actuel quai Brizeux), le rez-de-chaussée des maisons était occupé par les entrepôts accueillant grains, sels et vins, les locaux d'habitation étant situés aux étages. L'envasement progressif de la Laïta accentua les difficultés de navigation, Jacques Cambry les évoquait déjà en 1794-1795 :

« (...) Une barre qui n'existait pas il y a quarante ans s'est formée au Pouldu, à l'embouchure de la Laïta. Des bancs de sable changeant de position à chaque marée, et des arbres tombés dans son lit rendent très difficile l'entrée du port de Quimperlé (..). Jadis les barques de cent tonneaux se rendoient jusqu'au quai de cette ville ; celles de cinquante y parviennent présentement avec peine ; la mer s'élève au quai de sept à huit pieds dans les hautes marées. »

La construction de ports situés plus en aval sur la rive droite de la ria, en pleine forêt de Carnoët, fut décidée dans le courant du XIXe siècle à la Véchène, au Passage et au Pré Mathurin (ce dernier situé dans la commune de Clohars-Carnoët), servant principalement à l'exportation du bois de la forêt de Carnoët. L'arrivée du chemin de fer en 1863 porta un coup fatal au port de Quimperlé, désormais fréquenté uniquement par quelques bateaux de plaisance.
L'Ellé fut une rivière à saumons très appréciée des pêcheurs ; jusqu'au XVIIIe siècle, cette pêche lucrative dépendait de l'abbaye Sainte-Croix et était pratiquée en plaçant des barrages (gored en breton) percés de trous munis de filets (on y capturait alors jusqu'à 8 000 saumons par an) ; les bords de l'Ellé sont restés non construits en raison de la fréquence des inondations (d'où l'actuel parc des Gorets, un jardin public qui doit son nom à ces anciennes pêcheries).

### Ville haute et ville basse
On distingue traditionnellement une ville haute et une ville basse. La Basse Ville (centre aristocratique et religieux) s'est développée autour de l'église Saint-Colomban dont il ne subsiste plus qu'une façade et de l'abbaye bénédictine Sainte-Croix de Quimperlé tandis que la Haute ville s'est développée autour de l'église Saint-Michel et de sa place (centre d'origine commerçant).

Albert Robida, Les Bords de l'Ellé à Quimperlé (vers 1900), lithographie.

Albert Robida, Les Bords de l'Isole à Quimperlé (vers 1900), lithographie.

La ville basse occupe la zone de terrain de la presqu'île de confluence enserrée entre les cours de l'Ellé et de l'Isole, transformée en île artificielle par la création de douves joignant les deux cours d'eau peu avant leur confluence, ainsi que les rives de la Laïta. L'ancienne abbaye bénédictine Sainte-Croix est à l'origine du noyau urbain initial en raison des fortifications entourant et protégeant l'abbaye à partir du XIIIe siècle, et de l'attrait du minihi (sauveté de Clos Gurthiern). L'essor démographique nécessite d'autres extensions urbaines extra-muros : le faubourg du Gorrequer (route de Carhaix), celui de Lovignon (route de Vannes). Pour contrebalancer la puissance de Sainte-Croix, le duc Jean Ier de Bretagne fonda en 1264 sur la rive gauche, donc dans l'évêché de Vannes, le monastère des Dominicains (« abbaye blanche », surnom probablement donné à cette abbaye en hommage à Blanche de Navarre, épouse du duc fondateur Jean Ier de Bretagne, à moins que ce ne soit une allusion à la couleur de la robe des moines), à l'origine du développement du faubourg du Bourg Neuf, longtemps mal relié à la ville jusqu'à la construction tardive (car refusée jusqu'alors par l'abbaye Sainte-Croix) du pont des Jacobins (puis du  Bourgneuf) enjambant l'Ellé en 1643. La diminution des troubles favorise l'essor de l'artisanat et du commerce, facilités par l'existence d'un port d'importance notable : la Laïta est alors remontée, à marée haute, par des bateaux de mer de 10 à 60 tonneaux, pourvus d'équipages pouvant aller jusqu'à 15 hommes, obtenant le droit de franche foire pour Saint-Michel, qui devient paroisse dès le XIe siècle, et le Bourg Neuf en 1434.
La cité dépendait entièrement de l'abbé de Sainte-Croix, véritable seigneur féodal, à la fois administrateur, juge et représentant de la force publique. Sous l'autorité de l'abbé, un chambrier assurait la gestion financière, un avoué aux décisions sans appel assurait la justice, y compris le droit de haute justice (peine de mort), un voyer assurait la perception des impôts. D'autre part l'abbé disposait du droit épiscopal sur toutes les églises possédées par l'abbaye dans le diocèse.
Une bonne partie de la Basse Ville est inondable. D'ailleurs les quais Brizeux et Surcouf sont régulièrement noyés sous les eaux de la Laïta. L'hôtel Brizeux est un indicateur visuel très pratique pour mesurer la hauteur d'eau lors d'une crue.
Une agglomération de moindre importance s'est également développée autour de l'Abbaye blanche, sur la rive gauche de la Laïta, face à la montagne Saint-Michel. Celle-ci a pris le nom de Bourgneuf.
La zone urbanisée s'est par la suite étendue notamment en direction de l'ouest à la suite de la construction de la gare ferroviaire en 1862-1863. Aujourd'hui, cette zone urbanisée déborde en direction du nord sur la commune voisine de Mellac, Stang Veil et la cité de Ty Lann constituant des faubourgs de l'agglomération quimperloise.
La Haute Ville occupe au contraire les parties hautes avec la montagne Saint-Michel.

### Hydrographie

#### Réseau hydrographique
Pour un article plus général, voir Réseau hydrographique du Finistère.
La commune est située dans le bassin Loire-Bretagne. Elle est drainée par l'Ellé, la rivière l'isole, l'Isole, le Dourdu, le Frout, le ruisseau de la Fontaine au loup et divers autres petits cours d'eau,.
L'Ellé, d'une longueur de 76 km, prend sa source dans la commune de Glomel et se jette  dans la Laïta, estuaire formé par l'Ellé et l'Isole en limite de Guidel et de Clohars-Carnoët, après avoir traversé 16 communes.  Les caractéristiques hydrologiques de l'Ellé [la Laïta] sont données par la station hydrologique située sur la commune. Le débit moyen mensuel est de 16,5 m3/s. Le débit moyen journalier maximum est de 283 m3/s, atteint lors de la crue du 13 décembre 2000. Le débit instantané maximal est quant à lui de 404 m3/s, atteint le même jour.
L'Isole, d'une longueur de 48 km, prend sa source dans la commune de Roudouallec et se jette  dans l'Ellé sur la commune, après avoir traversé huit communes.  Les caractéristiques hydrologiques de l'Isole sont données par la station hydrologique située sur la commune. Le débit moyen mensuel est de 4,4 m3/s. Le débit moyen journalier maximum est de 98,6 m3/s, atteint lors de la crue du 26 janvier 1995. Le débit instantané maximal est quant à lui de 153 m3/s, atteint le 13 décembre 2000.
Le Dourdu, d'une longueur de 10 km, prend sa source dans la commune de Mellac et se jette  dans l'Ellé sur la commune.

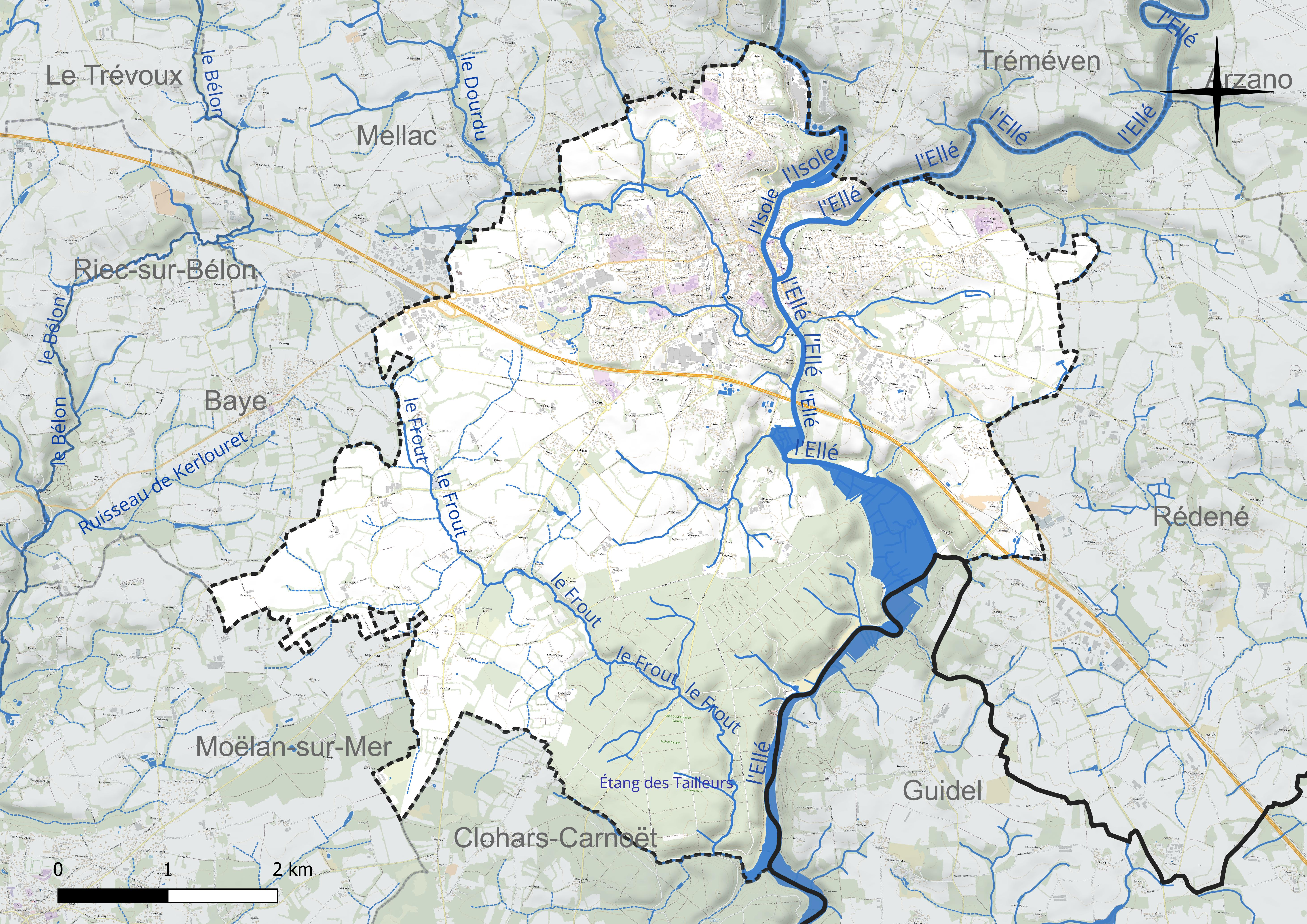
Réseau hydrographique de Quimperlé.

Deux plans d'eau complètent le réseau hydrographique : l'étang des Loups, d'une superficie totale de 0,1 ha (0 ha sur la commune) et l'étang des Tailleurs (0,1 ha),.

#### Inondations

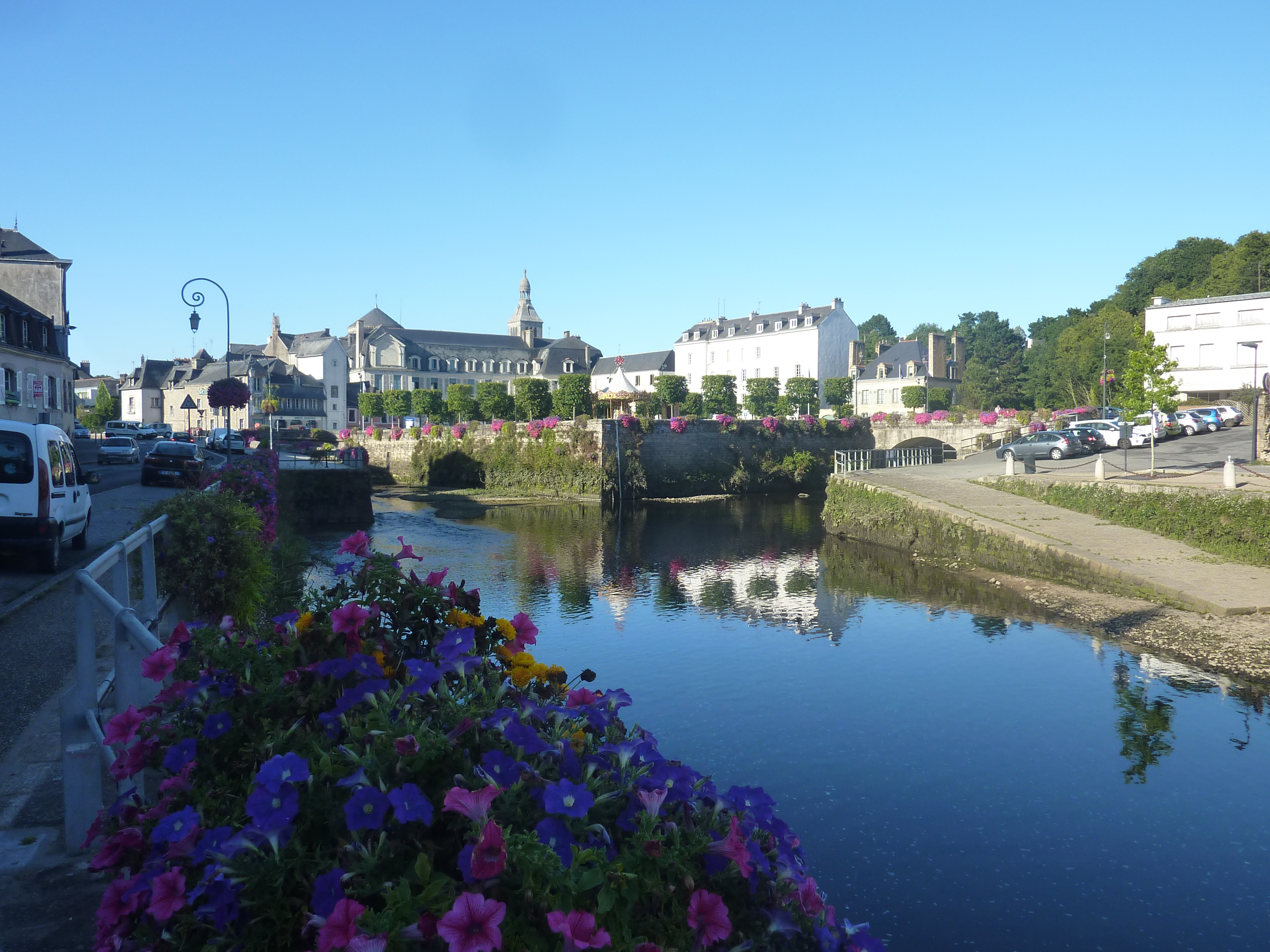
Quimperlé : la confluence Isole-Ellé qui forme, au premier plan, la Laïta.

Quimperlé est située à la jonction des vallées de l'Ellé et de l'Isole dont la confluence forme la ria de la Laïta. Le site est très encaissé, ce qui explique que la partie basse de la ville soit sujette à des inondations à répétition, qui s'expliquent aussi par la forte pluviosité sur le bassin versant de ces cours d'eau formé pour l'essentiel des montagnes Noires, la nature peu perméable des roches granitiques et schisteuses de ce bassin versant ; l'Ellé par exemple a un débit moyen de 9,3 mètres cubes par seconde, mais il peut atteindre des valeurs beaucoup plus fortes lors des crues : 119 m3/s en 1974, 260 m3/s en 2000 ; l'Isole a un débit moyen de 4 m3/s, mais a atteint un débit de 167 m3/s lors des inondations de décembre 2000 ; la Laïta dépasse 5,39 mètres, coupant la ville en deux ; 50 personnes durent être évacuées et les dégâts furent considérables.

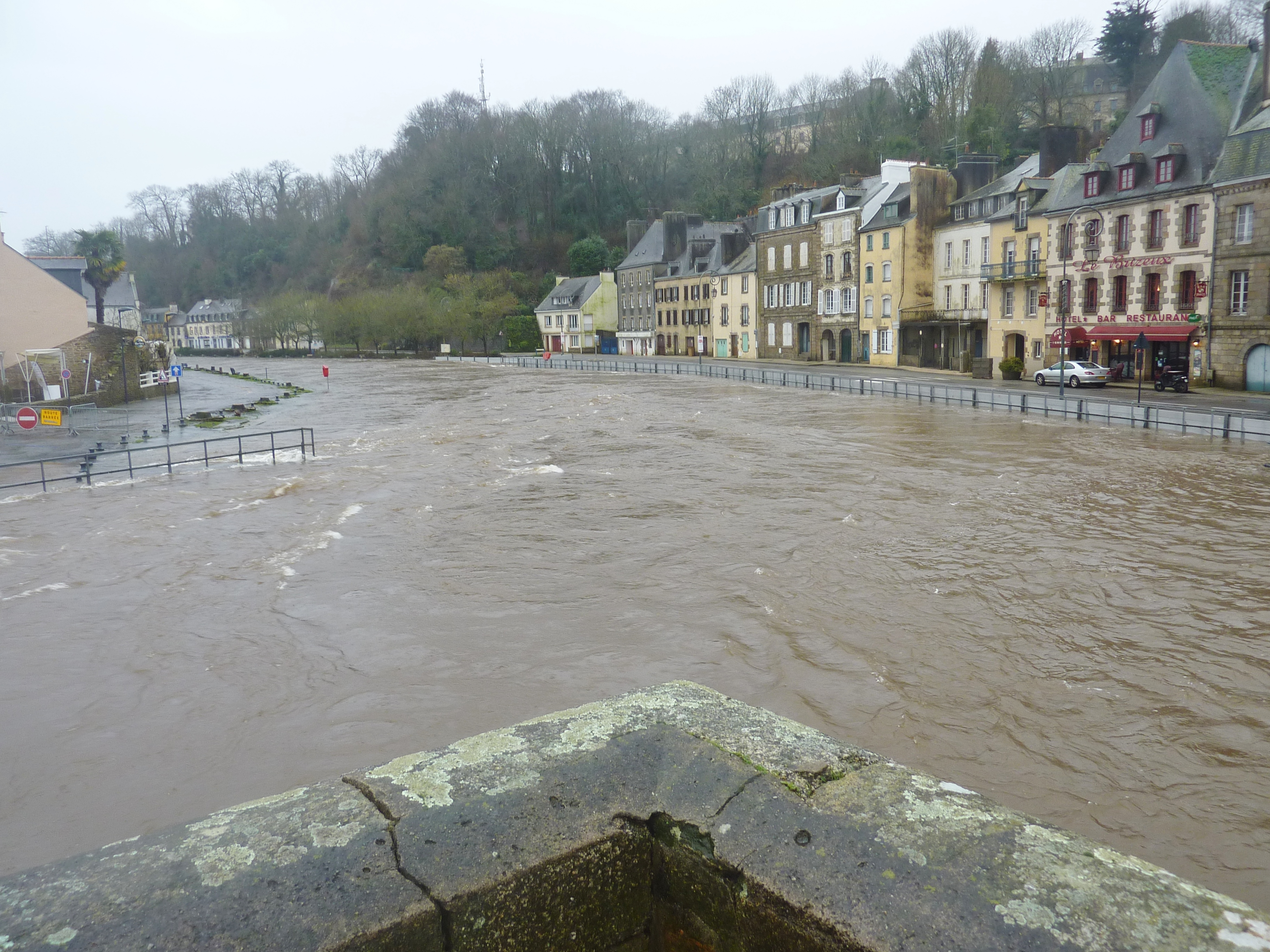
Les inondations du 6 février 2014 vues de la confluence Isole-Ellé.

Mais ces crues ont été aggravées par le passé par les aménagements survenus en amont (le pic des eaux de l'Isole constaté à Scaër arrivait plus de 24 heures plus tard à Quimperlé par le passé, mais le délai n'est plus que de 6 heures de nos jours en raison de l'arasement des talus, du remblaiement de zones humides et de l'imperméabilisation croissante des sols du bassin versant) ainsi que par les aménagements urbains : « L'Isole a été rétrécie et endiguée aux XVIIIe et XIXe siècles par la construction d'immeubles en amont du Pont Salé et par la construction de la rue de la Tour-d'Auvergne, qui a remplacé des jardins à l'arrière des anciennes maisons de la rue Savary. Sur les bords de l'Ellé, la zone marécageuse de Lovignon a été remblayée au XVIIe siècle. Quant au lit de la Laïta, il a été progressivement rétréci par des digues construites en contrebas de la Retraite et par la construction du quai Surcouf à la fin du XVIIIe siècle ». Le lit de l'Isole fut aussi rétréci, notamment vers 1900, lors de la construction d'une turbine au Moulin de la Ville en remplacement de la roue à aubes précédemment existante. La coïncidence des crues avec de forts coefficients de marées (l'influence de la marée se fait sentir jusqu'à la place Charles-de-Gaulle) joue un effet aggravant, mais de modeste importance.
L'histoire a retenu entre autres les inondations de 1642, 1699, 1724, 1726, 1744, de la nuit du 10 au 11 août 1746 (« les eaux qui ont crû dans moins de trois heures d'une hauteur extraordinaire, et ont coulé avec une rapidité surprenante, ont enlevé les arches de trois ponts de cette ville, qui sont ceux du Moulin, du Salé et du Gorrequer, et ébranlé beaucoup ceux de Terre de Vannes et du Bourgneuf »), de 1776 (« (...) la perfide petite rivière Ysol (...) d'une rapidité affreuse, après avoir enlevé des parties de prairies considérables, culbuté des moulins et tous les petits gorets, enleva le pont du Moulin, principal passage vers Nantes, Brest (...) »), 1754, du 25 octobre 1776, 1878, février 1883 (« La place de Lovignon ressemblait à un lac et l'on passait en bateau dans le rue du Goréquer, où les deux rivières, l'Ellé et l'Isole, se rejoignaient. (...) La place au Lait était également couverte d'eau dans la partie basse et les maisons de la rue au Salé ont également été envahies »), 1925, 1974, fin janvier et début février 1995 où la Laïta déborda de 1,56 mètre au-dessus des quais (« Et l'on découvre aujourd'hui, à nos dépens, le rôle de rétention de l'eau que joue [que jouaient] les talus (...), les anciennes zones humides (...), souvent drainées, remblayées, bitumées et construites. Mais surtout, (...) il faut interdire les nouvelles constructions dans les zones inondables »), décembre 2000 où la Laïta déborda de 2,49 mètres sur le quai Brizeux (« La Laïta a eu un débit de 35 millions de m³ en 24 heures. Elle ne peut en supporter [sans inonder] que 15 millions de m³ dans ce même temps »), du 12 décembre 2001, du 25 décembre 2013 (qui provoqua notamment l'effondrement d'une maison), du 2 janvier 2014 et de début février 2014, celles-ci ayant d'ailleurs tendance à devenir de plus en plus fréquentes. Depuis 2010, des mesures sont prises au niveau du bassin versant par le syndicat mixte Ellé-Isole-Laïta, et un PAPI (Programme d'Actions de Prévention des Inondations) progressivement mis en œuvre.

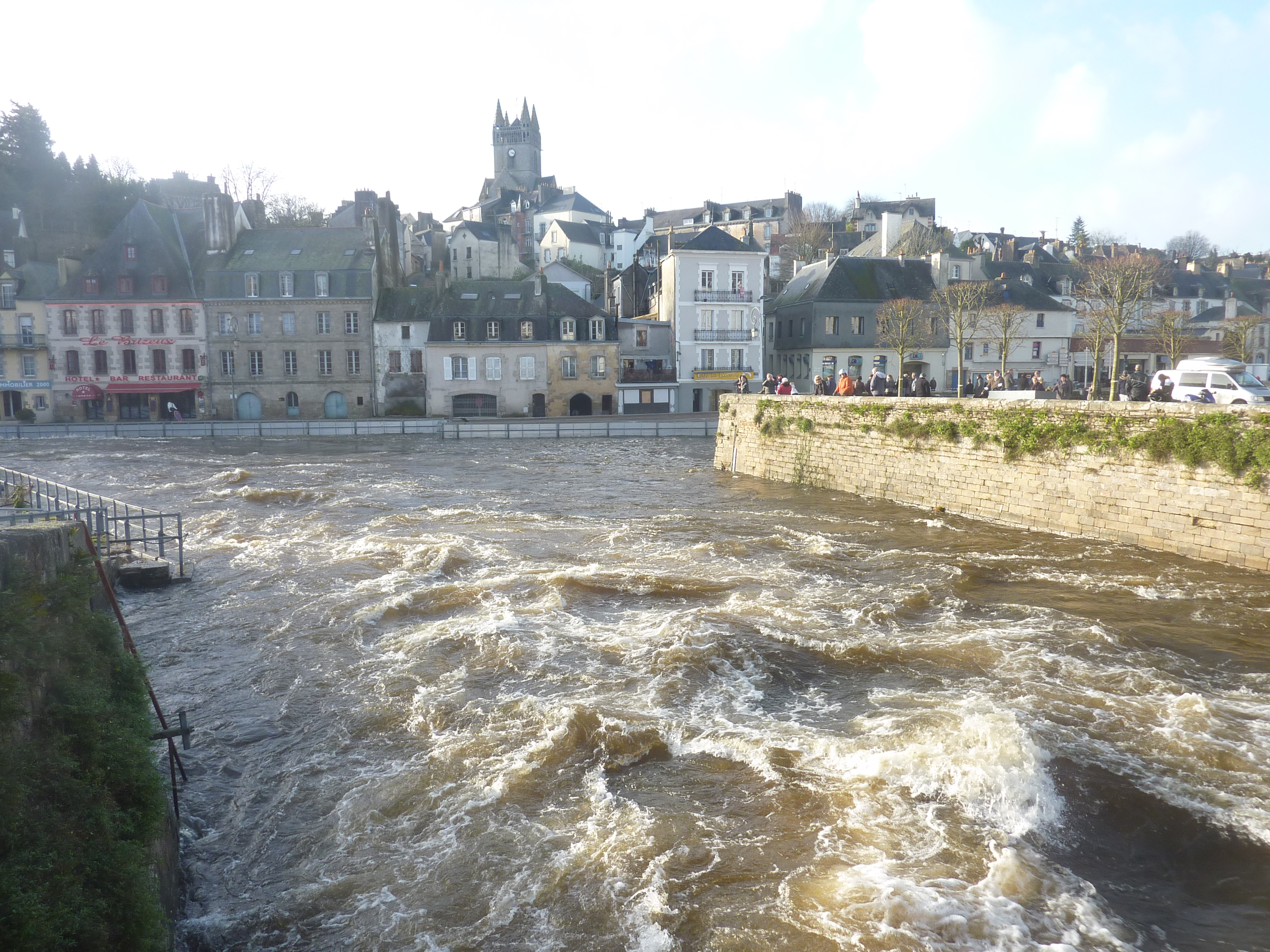
Quimperlé : l'Ellé en crue à sa confluence avec l'Isole (3 janvier 2014).
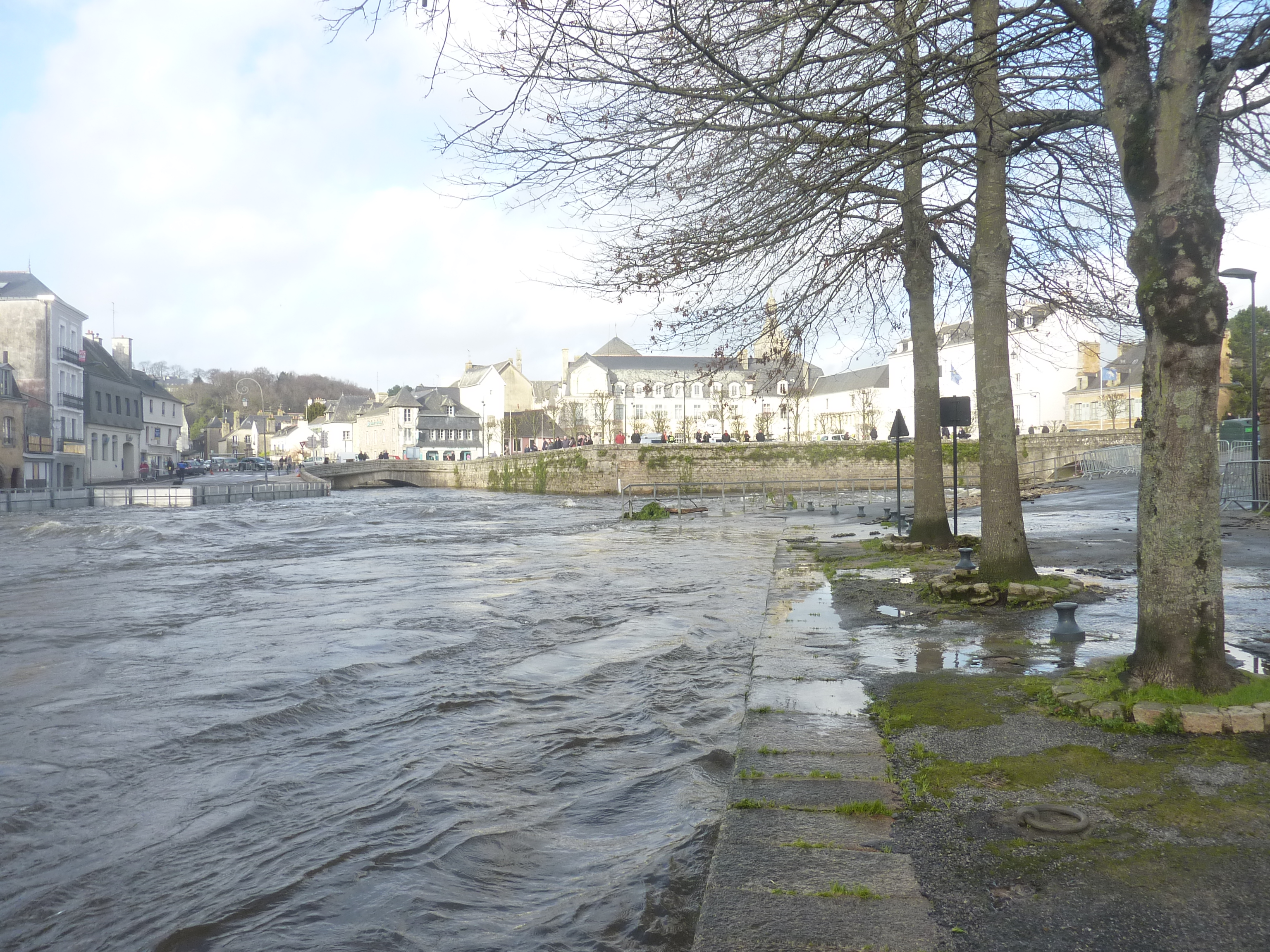
Inondations à Quimperlé : le confluent Isole-Ellé en crue (3 janvier 2014).
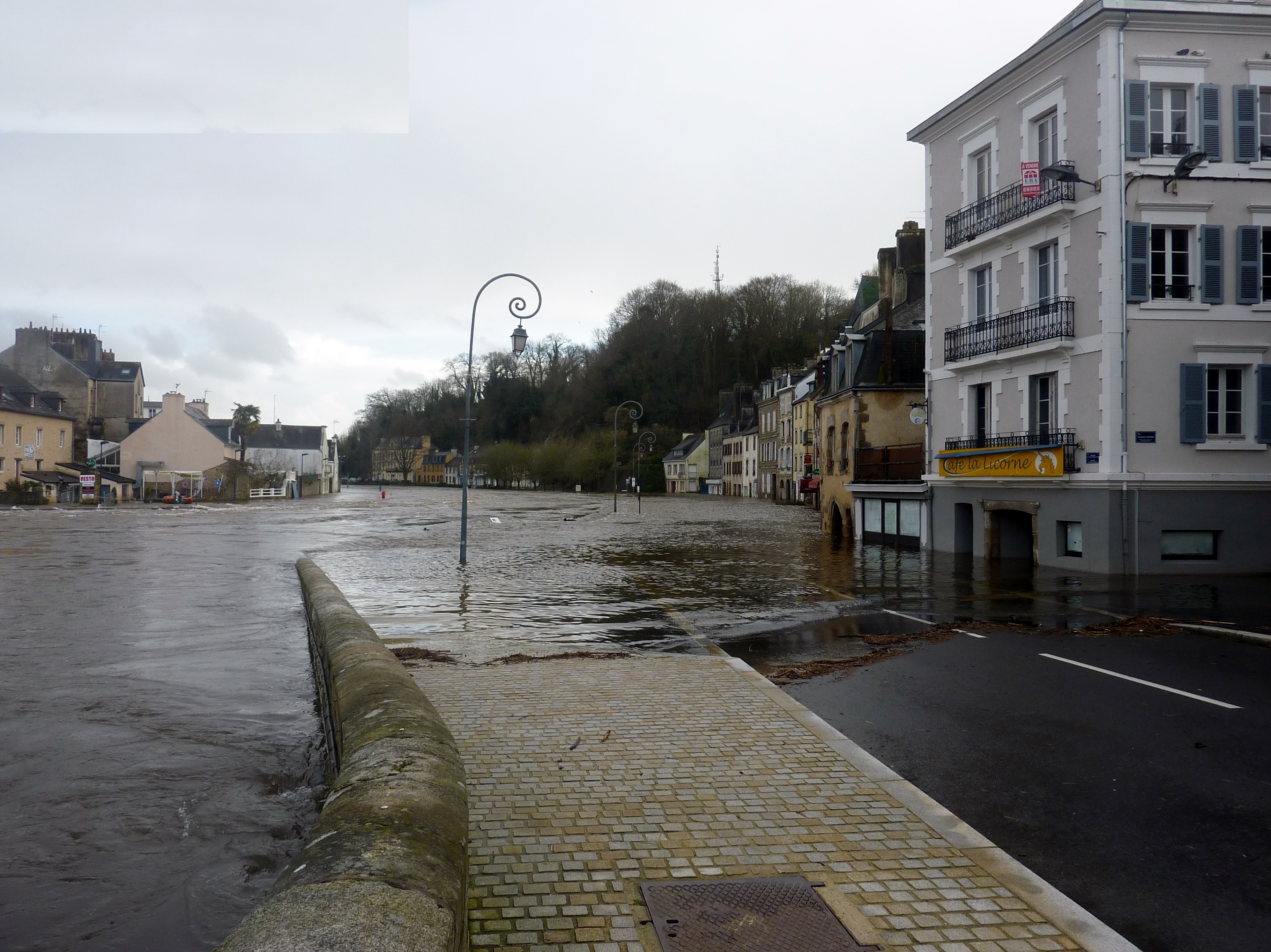
Inondations à Quimperlé : la Laïta en crue, le quai Brizeux inondé (8 février 2014) 1.
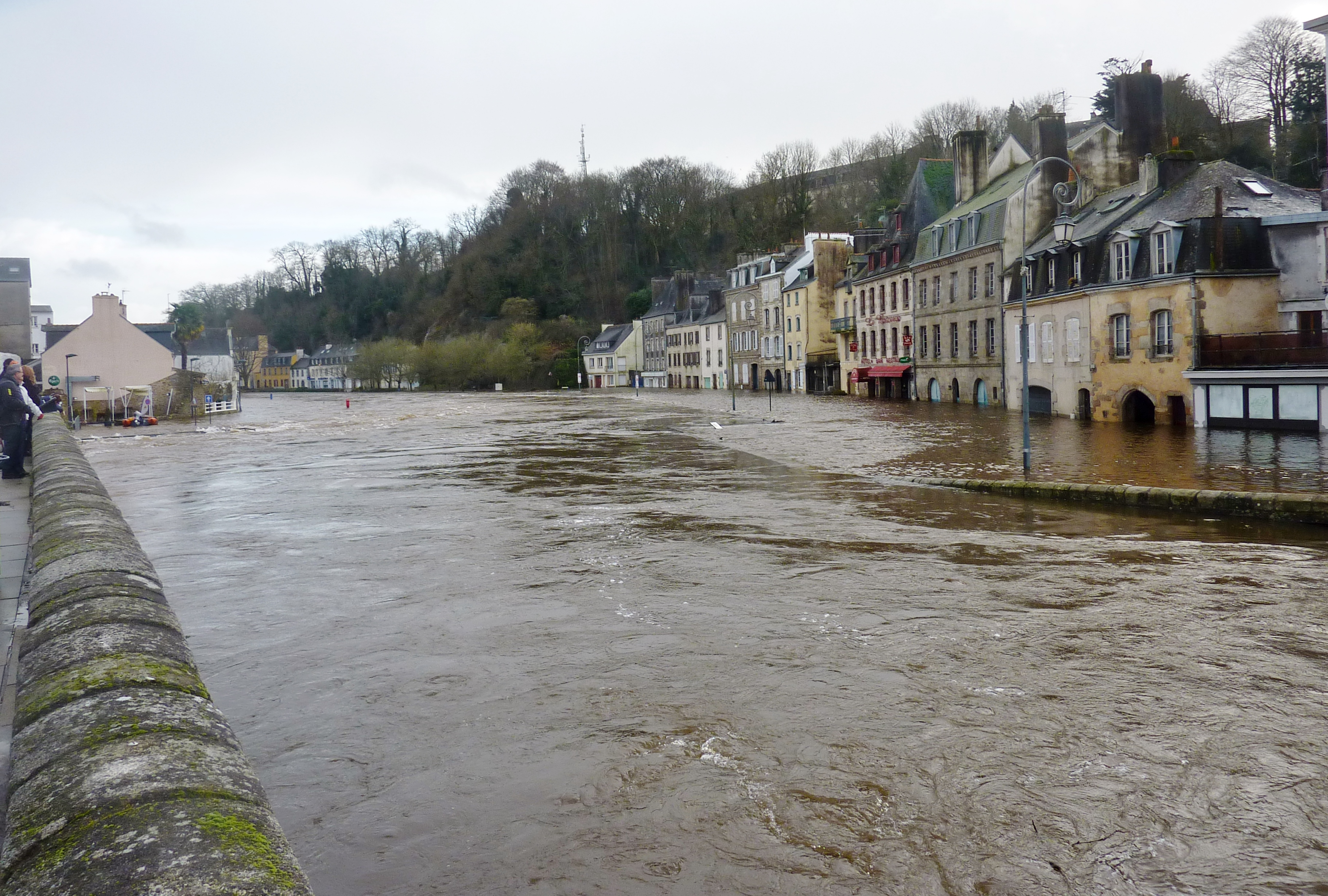
Inondations à Quimperlé : la Laïta en crue, le quai Brizeux inondé (8 février 2014) 2.
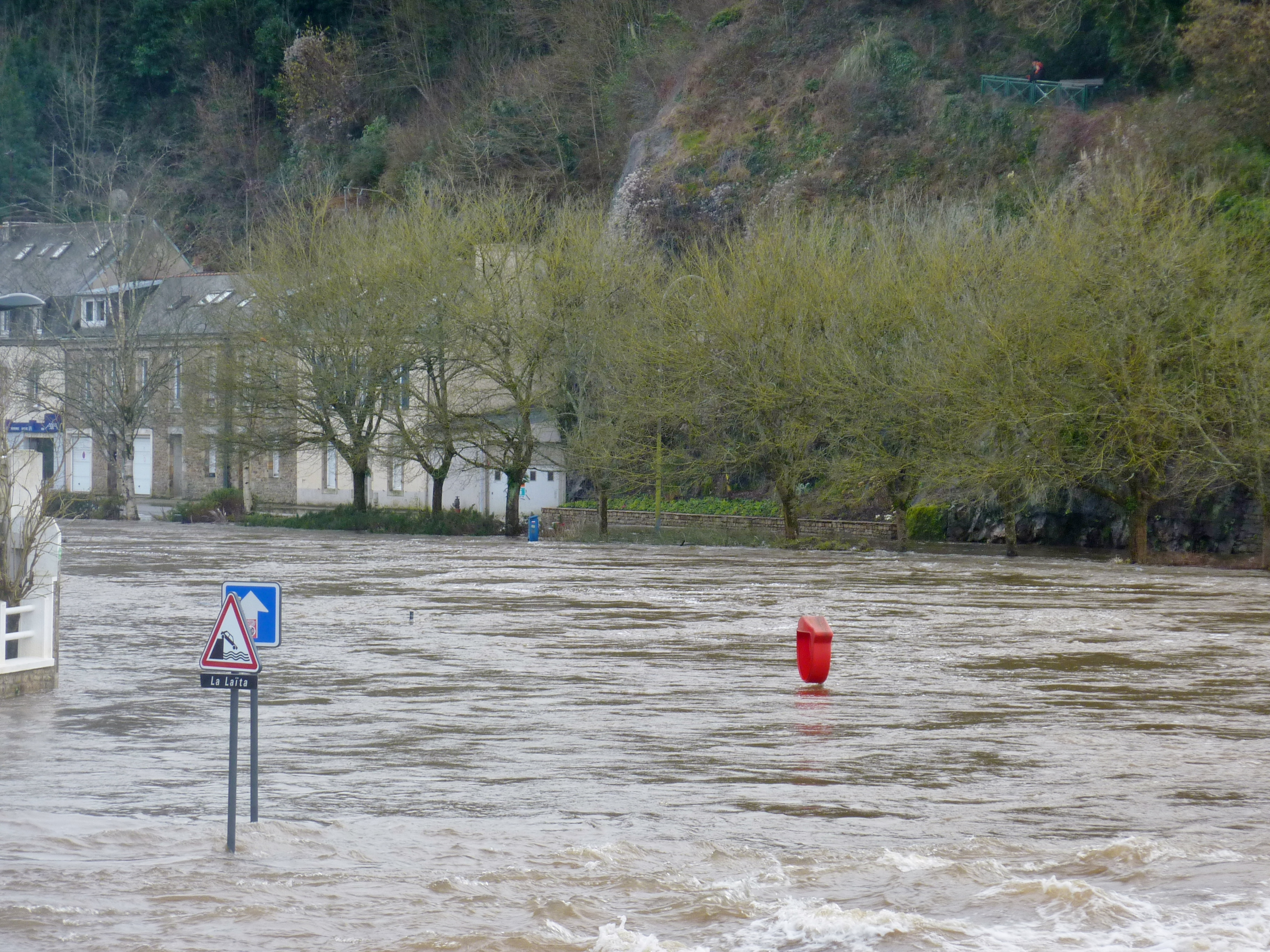
Inondations à Quimperlé : la Laïta en crue, le quai Brizeux inondé (8 février 2014) 3.
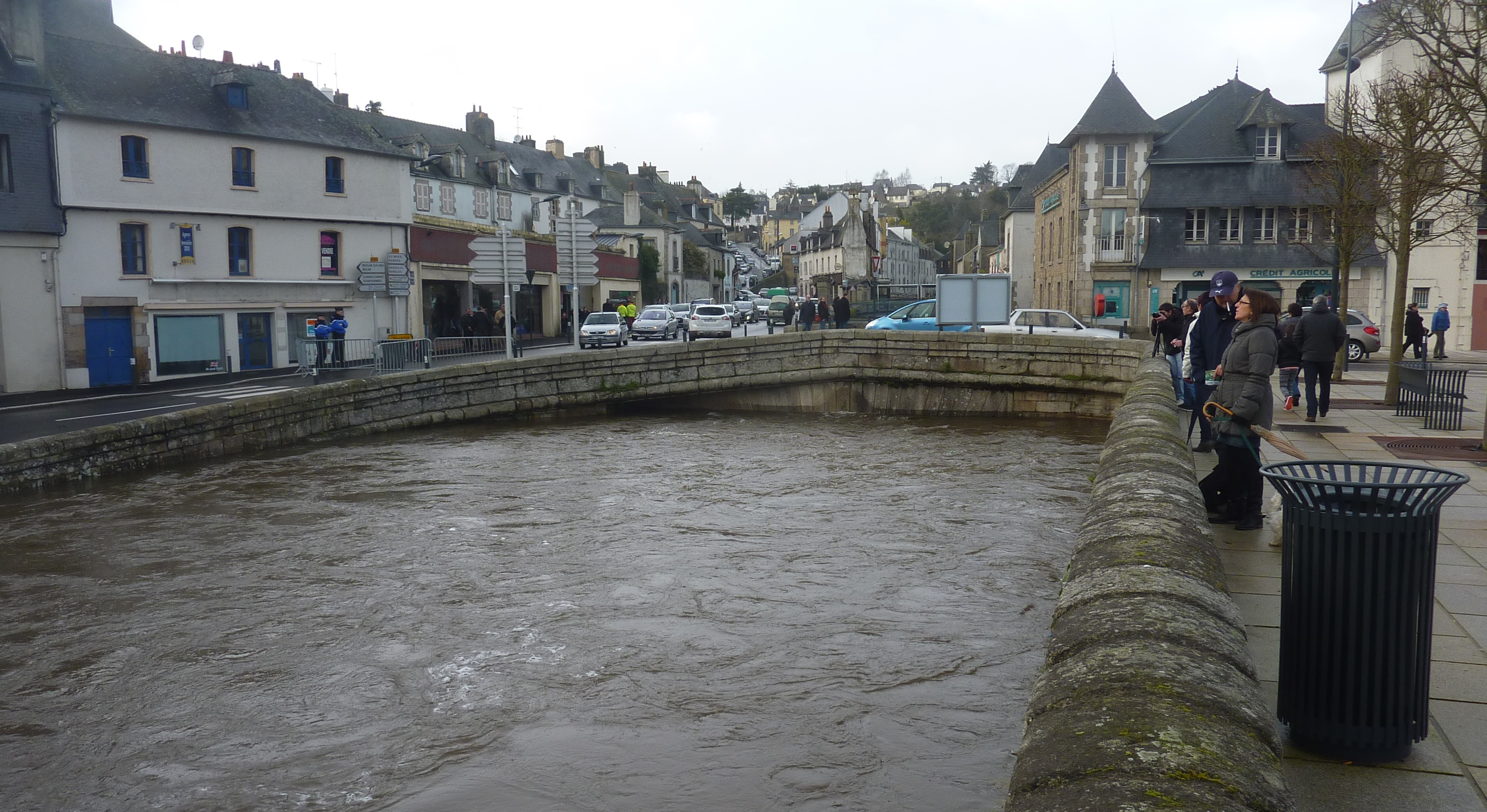
Inondations à Quimperlé : l'Isole en crue juste avant sa confluence avec l'Ellé (8 février 2014).
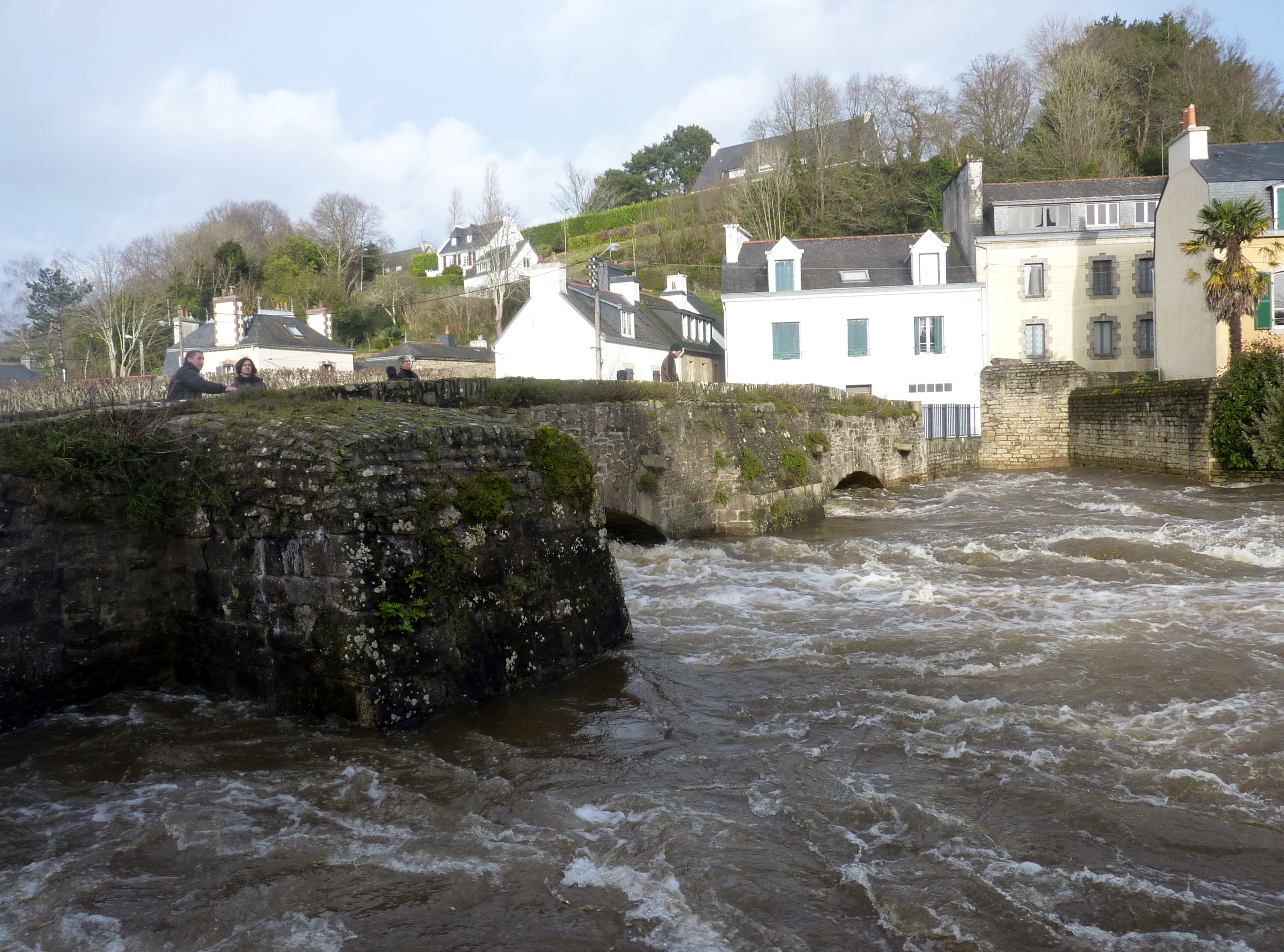
Inondations à Quimperlé : l'Ellé en crue au niveau du pont Lovignon, juste avant sa confluence avec l'Isole (8 février 2014).
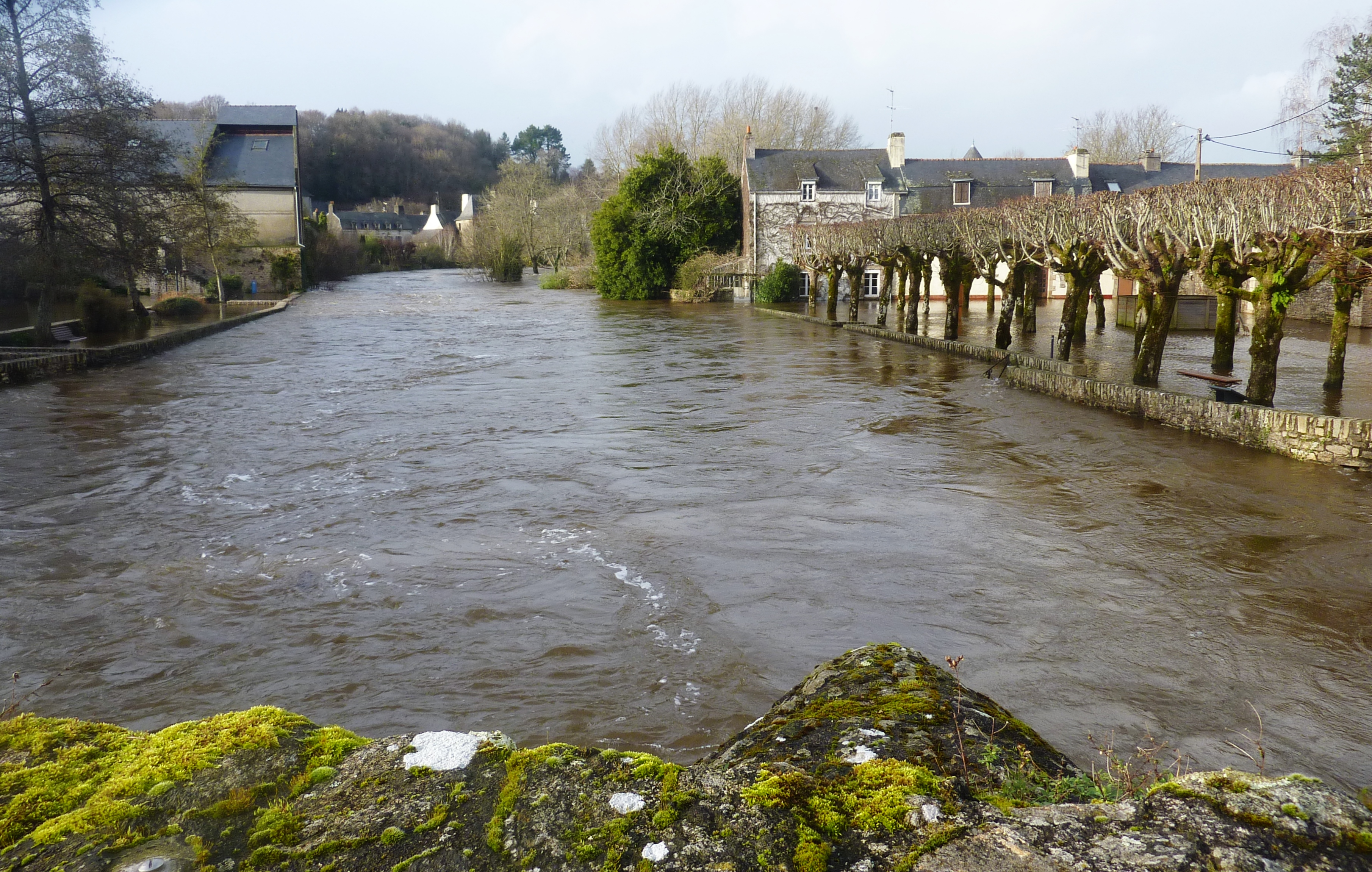
Inondations à Quimperlé : l'Ellé en crue (photo prise vers l'amont depuis le pont de la rue Ellé, 8 février 2014).

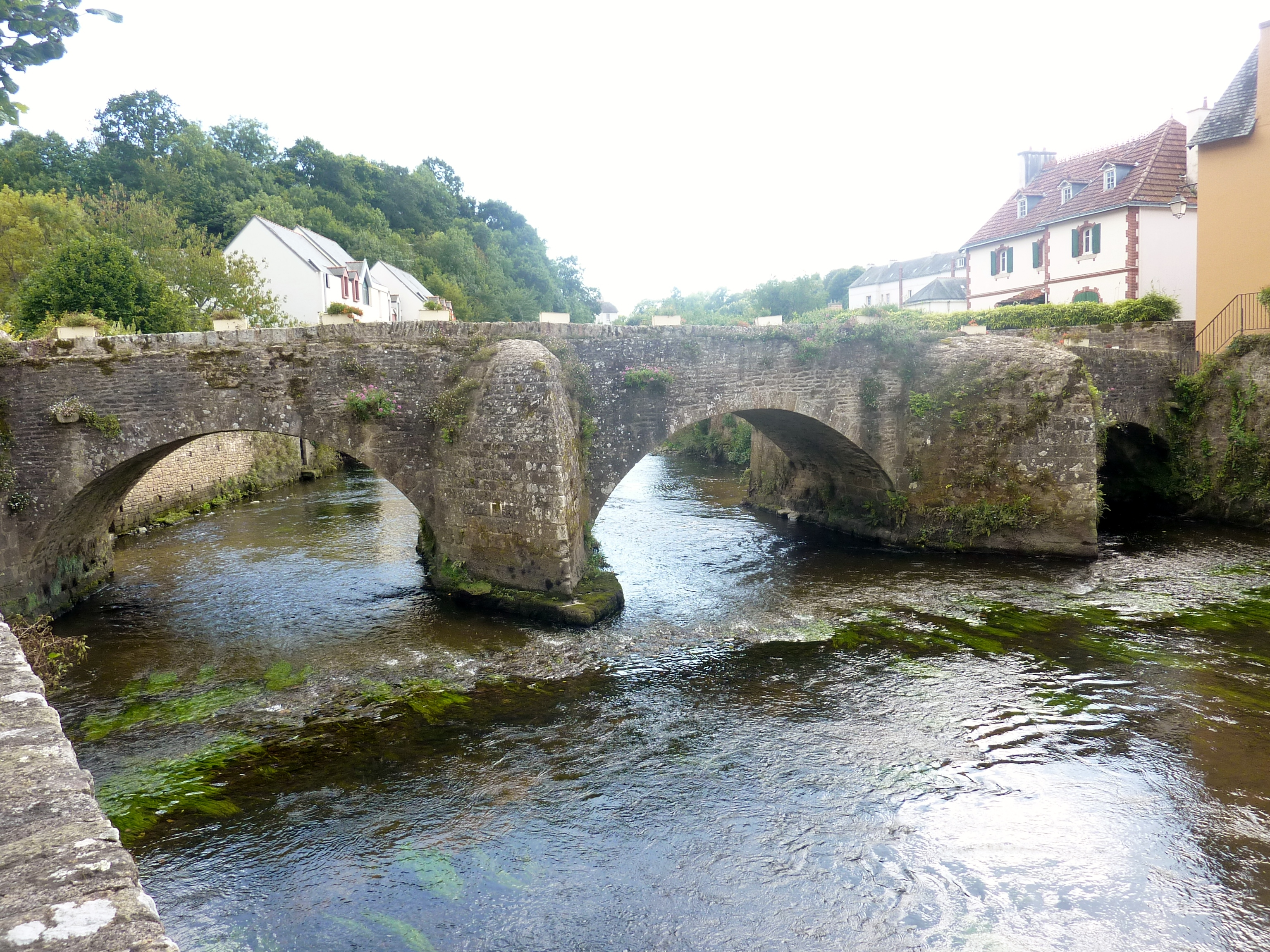
Le pont Lovignon, également appelé pont fleuri, franchissant la rivière Ellé (pont médiéval) et, au premier plan, les restes des enrochements de l'ancien gué.

L'aménagement du cours de l'Isole après les inondations de l'an 2000 : l'installation du clapet mobile et le réaménagement des passerelles.

L'Isole et ses passerelles en période de crue (3 janvier 2014).

Des travaux d'aménagement du cours de l'Isole ont été effectués après les inondations de l'an 2000 avec notamment l'approfondissement de plus de 2 mètres du lit de l'Isole et l'installation d'un clapet mobile juste en amont du pont du centre-ville, lequel clapet reste généralement en position verticale afin de maintenir sous l'eau les fondations en bois des maisons anciennes, mais est abaissé en période de crue afin de faciliter l'écoulement de l'eau. Les passerelles sur l'Isole, qui étaient aussi un obstacle à l'écoulement de l'eau, ont été refaites. Le cours de l'Ellé a aussi fait l'objet de travaux, notamment au niveau du pont Lovignon (la majeure partie des roches de l'ancien gué ont été arasées, le lit du cours d'eau creusé et la sixième arche du pont médiéval dégagée, afin de faciliter l'écoulement de l'eau en période de crue. Des batardeaux d'une hauteur de 3,80 m installés le long des rives lorsqu'il y a un risque de crue permettent de faire face aux crues de moyenne importance, mais ils n'ont pas suffi dans la nuit de la Saint-Sylvestre 2022 où la hauteur de la crue a atteint 4,20 mètres.
Un autre cours d'eau de moindre importance traverse la cité, le Dourdu (« eau noire » en breton), affluent de rive droite qui se jette directement dans la Laïta en aval de la ville.

### Climat
Pour des articles plus généraux, voir Climat de la Bretagne et Climat du Finistère.
En 2010, le climat de la commune est de type climat océanique franc, selon une étude du CNRS s'appuyant sur une série de données couvrant la période 1971-2000. En 2020, Météo-France publie une typologie des climats de la France métropolitaine dans laquelle la commune est exposée à un climat océanique et est dans la région climatique Bretagne orientale et méridionale, Pays nantais, Vendée, caractérisée par une faible pluviométrie en été et une bonne insolation. Parallèlement l'observatoire de l'environnement en Bretagne publie en 2020 un zonage climatique de la région Bretagne, s'appuyant sur des données de Météo-France de 2009. La commune est, selon ce zonage, dans la zone « Intérieur », exposée à un climat médian, à dominante océanique.
Pour la période 1971-2000, la température annuelle moyenne est de 11,8 °C, avec  une amplitude thermique annuelle de 11,2 °C. Le cumul annuel moyen de précipitations est de 973 mm, avec 14,8 jours de précipitations en janvier et 7,2 jours en juillet. Pour la période 1991-2020, la température moyenne annuelle observée sur la station météorologique la plus proche, située sur la commune de Lanvénégen à 14 km à vol d'oiseau, est de 12,1 °C et le cumul annuel moyen de précipitations est de 1 215,0 mm,. Pour l'avenir, les paramètres climatiques de la commune estimés pour 2050 selon différents scénarios d'émission de gaz à effet de serre sont consultables sur un site dédié publié par Météo-France en novembre 2022.

## Urbanisme

### Typologie
Au 1er janvier 2024, Quimperlé est catégorisée centre urbain intermédiaire, selon la nouvelle grille communale de densité à 7 niveaux définie par l'Insee en 2022.
Elle appartient à l'unité urbaine de Quimperlé, une agglomération intra-départementale dont elle est ville-centre,. Par ailleurs la commune fait partie de l'aire d'attraction de Quimperlé, dont elle est la commune-centre,. Cette aire, qui regroupe 11 communes, est catégorisée dans les aires de moins de 50 000 habitants,.

### Occupation des sols

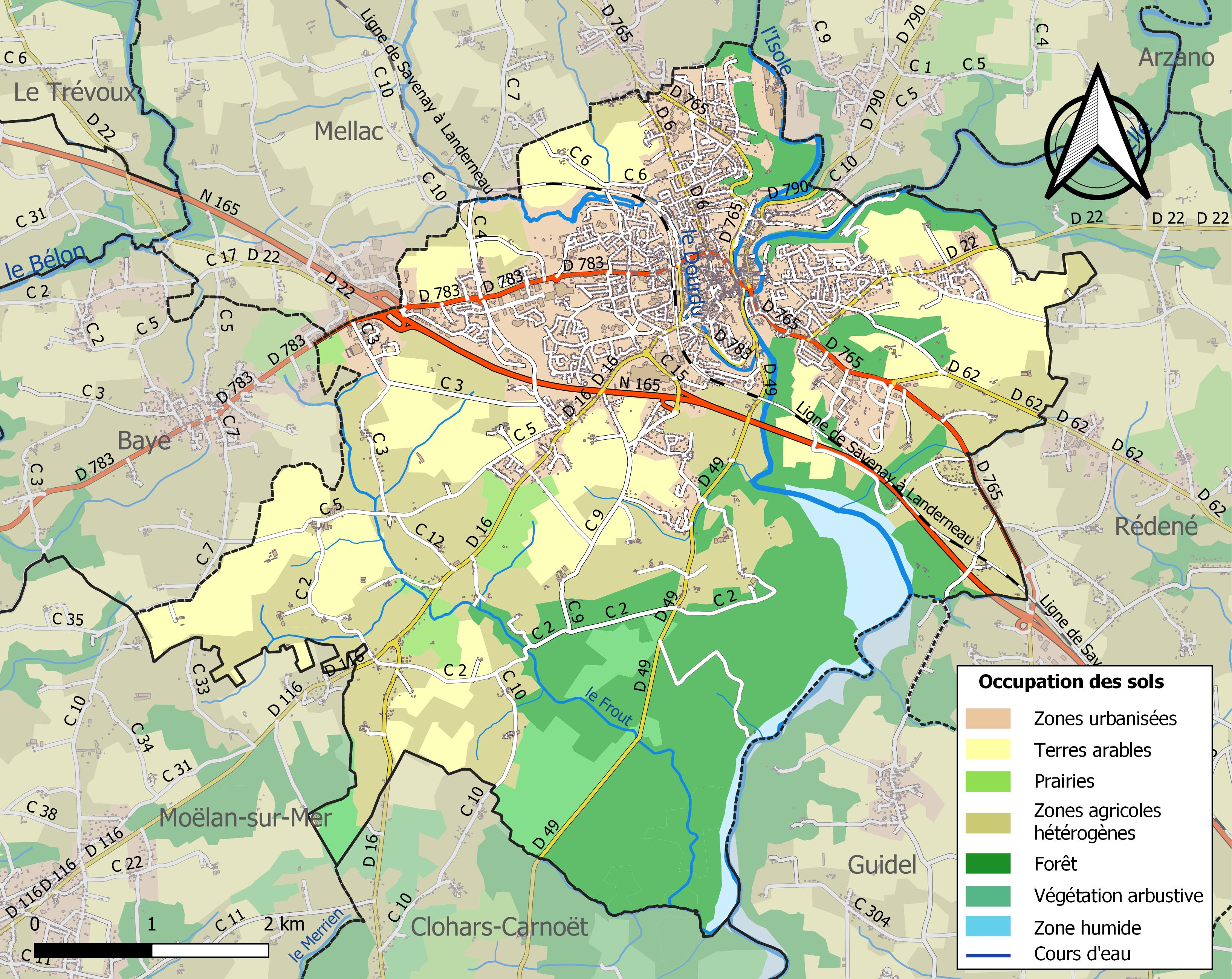
Carte des infrastructures et de l'occupation des sols de la commune en 2018 (CLC).

L'occupation des sols simplifiée de la commune en 2018, telle qu'elle ressort de la base de données européenne d'occupation biophysique des sols Corine Land Cover (CLC), est la suivante : zones agricoles hétérogènes (24,3 %), forêts (23,7 %), terres arables (19,8 %), zones urbanisées (18,5 %), zones industrielles ou commerciales et réseaux de communication (5,7 %), végétation arbustive ou herbacée (3,8 %), prairies (2,2 %), espaces verts artificialisés, non agricoles (1,4 %), zones humides intérieures (0,7 %).
Le tableau ci-dessous présente l'occupation des sols détaillée de la commune en 2018, telle qu'elle ressort de cette même base.
| Type d'occupation                                                                   | Pourcentage | Superficie (en hectares) |
| ----------------------------------------------------------------------------------- | ----------- | ------------------------ |
| Tissu urbain continu                                                                | 1,1 %       | 34                       |
| Tissu urbain discontinu                                                             | 17,3 %      | 532                      |
| Zones industrielles ou commerciales et installations publiques                      | 5,7 %       | 175                      |
| Équipements sportifs et de loisirs                                                  | 1,4 %       | 44                       |
| Terres arables hors périmètres d'irrigation                                         | 19,8 %      | 607                      |
| Prairies et autres surfaces toujours en herbe                                       | 2,2 %       | 66                       |
| Systèmes culturaux et parcellaires complexes                                        | 23,5 %      | 722                      |
| Surfaces essentiellement agricoles interrompues par des espaces naturels importants | 0,8 %       | 24                       |
| Forêts de feuillus                                                                  | 21,6 %      | 661                      |
| Forêts de conifères                                                                 | 1,3 %       | 40                       |
| Forêts mélangées                                                                    | 0,8 %       | 26                       |
| Forêt et végétation arbustive en mutation                                           | 3,7 %       | 115                      |
| Marais intérieurs                                                                   | 0,7 %       | 21                       |
| Source : Corine Land Cover                                                          |             |                          |

## Toponymie
Le nom breton de la ville est Kemperle. Le nom de Kemperle vient du mot breton kember qui veut dire confluent et de la rivière Ellé. Effectivement l'Ellé et l'Isole convergent à la hauteur de Quimperlé pour donner naissance à la Laïta, un aber long d'une quinzaine de kilomètres soumis à la marée, qui fut navigable et permit à Quimperlé d'être un port de mer.[réf. nécessaire]
Quimperlé est mentionné pour la première fois en 1038 sous le nom de Kemperlensem (puis en 1050 de Villa Kemperelegium, 1082 Kemperele, XIe siècle Anauroth Kemper, 1135 Camperelegio, 1154 Kimberlik, 1160 Kimper (cf. Al Idrissi), 1220 Kemperele). De nos jours, le nom en breton s'écrit Kemperle,.

## Héraldique
| Blason de Quimperlé | D'argent semé de mouchetures d'hermine de sable, au coq de gueules, membré et crêté d'or. |

## Histoire

### Préhistoire et Antiquité
Au Paléolithique, l'homme de Néandertal a selon toute vraisemblance fréquenté les abords de Quimperlé comme l'atteste un lieu de taille de l'époque moustérienne situé à la limite même de la commune de Clohars-Carnoët, dans la forêt, avec une très belle roche locale, entre calcédoine et jaspe. En des temps plus proches de nous, correspondant à la période allant du Néolithique à l'époque gallo-romaine, des traces d'un habitat épars existent dans la région mais aucune trace d'une quelconque agglomération n'a été trouvée sur le site actuel de Quimperlé. À Quimperlé même se trouvent le dolmen (un dolmen, non-quimperlois, déplacé par La Villemarqué) de Keransquer, rue de Lorient et dans le voisinage des menhirs et des allées couvertes. En forêt de Lothéa, on peut voir un dolmen et plusieurs tumulus dont l'un livra, en 1843, des pointes en silex, des armes en bronze et trois chaînes de cou, l'une en bronze, l'autre en argent et la troisième en or. Des tuiles trouvées près du cimetière de la chapelle Saint-David attestent d'une présence gallo-romaine, avérée aussi en forêt de Carnoët.

### Moyen Âge
La majeure partie de Quimperlé aurait fait partie, comme Clohars-Carnoët, Moëlan et Baye de la ploue de Mellac (dont le suffixe -ac témoigne d'une origine gallo-romaine), qui s'étendait sur 14 000 hectares et était limitée par l'Océan Atlantique, la Laïta, 'l'Isole et le Belon.
La région de Quimperlé formait au haut Moyen Âge le pagus Karnoued (ce nom se retrouve dans la forêt de Carnoët et la paroisse de Clohars-Carnoët), un pays historique ; c'était un pagus, c'est-à-dire une subdivision administrative de la Cornouaille.

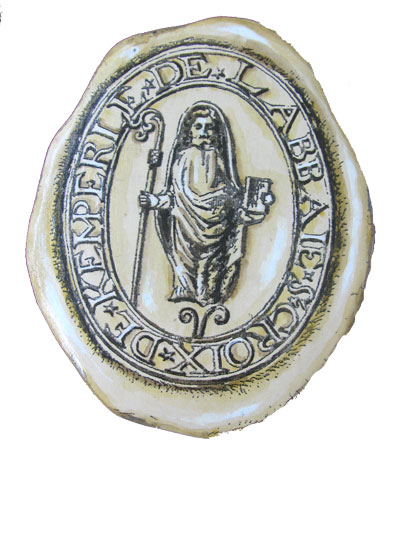
Sceau de l'abbaye Sainte-Croix de Quimperlé.

Une première agglomération vit le jour sur le site actuel de la basse ville. Elle s'appelait villa Anaurot du nom d'un prince originaire de Grande-Bretagne ayant vécu au Ve siècle. D'autres historiens estiment que le nom ancien de la ville de Quimperlé ne provient pas d'un anthroponyme, mais signifierait "les deux gués" ou le "gué d'or". Un prince breton, Saint Gurthiern, y aurait fondé un ermitage, mais celui-ci aurait été détruit par les Normands, en même temps que la ville, trois siècles plus tard, en 868. La ville fut reconstruite et elle prit le nom que lui nous connaissons aujourd'hui.
Selon la tradition, le 14 septembre 1029 fut fondée l'abbaye bénédictine Sainte-Croix de Quimperlé par le comte de Cornouaille Alain Canhiart. Les historiens penchent plutôt pour une fondation vers 1050. L'abbaye  s'enrichit rapidement grâce à la protection des comtes de Cornouaille puis des ducs de Bretagne, et grâce à de nombreuses donations. Cette richesse ne tarda pas à susciter la convoitise des ducs de Bretagne qui réclamèrent qu'une partie des revenus leur soient reversés. Le géographe arabe Al Idrissi mentionne  en 1154 « une ville bien située, petite et animée, qui possède des marchés actifs et beaucoup d'industries » du nom de Kimberlik qu'on peut identifier à Kemperlé.[réf. nécessaire]
Au XIIIe siècle, le duc Jean Ier le Roux (duc de 1237 à 1286) fit édifier des remparts autour de la basse ville pour la protéger. Une douve reliant l'Ellé et l'Isole fut creusée pour la ceinturer d'eau. Il fonda aussi, par l'intermédiaire de sa femme Blanche de Navarre, une abbaye de l'ordre des Dominicains, appelée plus tard « Abbaye blanche » en référence à la couleur du costume des moines. Cette fondation est destinée à limiter la puissance de l'abbaye de Sainte-Croix. Elle est établie sur la rive gauche de la Laïta, sur des terres dépendant de l'évêché de Vannes. Un nouveau faubourg, le « Bourgneuf », s'établit autour de cette nouvelle implantation.
Pendant la guerre de Succession de Bretagne, Quimperlé est conquise en 1342 par Charles de Blois, puis prise par les Anglais qui soutenaient le prétendant Jean de Montfort. Celui-ci mourut vers 1345, des suites de ses blessures lors du siège de Quimper. Il fut inhumé dans l'église abbatiale des dominicains (Abbaye Blanche) de Quimperlé, où on lui éleva un tombeau. Un petit trésor, peut-être une bourse cachée par un soldat de l'armée franco-bretonne au moment de la bataille de Quimperlé en juillet 1342 se trouve au Musée de préhistoire de Carnac.
En 1347, durant la guerre de Succession de Bretagne, le roi Édouard III d'Angleterre afferma plusieurs places fortes bretonnes à ses capitaines. Il donna Quimperlé et la région de l'Ellé à Roger Davidson, plus connu sous le nom de Davy. Celui-ci mis en coupe réglée Quimperlé et sa région  jusqu'à sa mort en 1364 à la bataille d'Auray.
En 1373, Du Guesclin vint assiéger en personne la place forte qui était aux mains des Anglais. Il fit passer au fil de l'épée la garnison. La ville subit un nouveau siège en 1375. C'est à cette époque que fut aussi détruit le château de Carnoët, situé en forêt de Toulfoën. Quimperlé fut à nouveau pillée en 1590.
Le pont Lovignon, dit aussi "Pont Fleuri", fut construit probablement au XVe siècle juste en amont du gué qui permettait à la voie antique Quimper-Nantes de franchir l'Ellé. Ce pont donnait accès à l'une des trois portes fortifiées permettant d'entrer dans la ville close (ceinte de remparts), celle qui lui donnait accès à partir de l'évêché de Vannes. En 1746, une violente crue de l'Ellé emporta les quatre arches centrales du pont, lesquelles furent remplacées lors de sa reconstruction par deux grandes arches en anse de panier. de nombreux peintres furent séduits par la suite par l'aspect pittoresque de ce pont.

### Temps modernes

Jean Froissart, « La Bataille de Quimperlé », miniature des Chroniques de Froissart (1408), Paris, Bibliothèque nationale de France.

En 1505, la duchesse Anne de Bretagne se rend à Quimperlé.
En 1590, durant la guerre de la Ligue, la ville était aux mains des Ligueurs, hostiles au protestantisme. Pour le compte du roi de France Henri IV (devenu récemment roi en abandonnant le protestantisme), le prince de Dombes s'empara de Quimperlé par surprise en avril 1590 au détriment de François Duchastel, marquis de Mesle et seigneur de Châteaugal en Landeleau, qui commandait la place de Quimperlé, comme le raconte le chanoine Moreau :  « Arrivés donc entre minuit et le point du jour, pour faire leurs approches plus secrètement […] jusques à la porte de la ville du côté de Vannes, appliquèrent les pétards.[…]. On le fit jouer avec un tel effet qu'il emporte la porte de la ville et donne l'entrée libre à l'ennemi qui entre en foule où, trouvant l'habitant, capitaine, soldat qui dormaient à la française, en eurent bon marché, car ils ne rendirent aucun combat, et ceux qui résistèrent furent tous tués. Plusieurs cependant se sauvèrent, tant hommes que femmes et filles par la rivière du côté de Cornouaille. […] Les habitants de Quimperlé avaient, dès le début de la guerre fortifié l'abbaye noire dite de Sainte-Croix,où ils avaient resserré tout ce qu'ils avaient de plus cher tant il y avait un grand butin. […] Ils se rendirent vie sauve, et tout le butin demeura aux soldats, encore y eut-il quelques-uns qui furent retenus prisonniers et payèrent rançon. La ville était bien riche en ce temps-là, si bien que la perte de ce ravage fut très grande. Voilà comment la négligence d'un capitaine guère expérimenté et habitué à prendre ses aises, comme était celui-ci, a porté de ruine où il commandait. […] Le sieur de Mesle, capitaine, […] ayant reçu cette honteuse escorne, se retira tout honteux au Châteaugal, près Landeleau ». En 1553, l'abbaye bénédictine passa sous le régime de la commende (son abbé n'était plus désigné par les moines, mais par le roi).
En août 1594, la ville abrita une garnison espagnole conduite par Juan d'Aguila qui peu de temps après s'en alla incendier Rosporden.
En 1598 la peste ravagé Quimperlé. Elle sévit à nouveau en 1623 dans la région, mais s'arrête aux portes de la ville, grâce, croit-on alors, à la protection de Saint Roch.
La deuxième moitié du XVIIe siècle vit l'installation de nouveaux religieux, en haute ville : en 1652, les Ursulines, venues de Tréguier, arrivent à Quimperlé, installant leur monastère en haut de la montagne Saint-Michel, au Bel-Air, à l'initiative de Claude de Kerouartz, qui en fut la fondatrice et la première Mère supérieure sous le nom de Claude des Anges ; la chapelle, de style jésuite (caractéristique de la Contre-Réforme), et le cloître sont construits à partir de 1667 et les bâtiments conventuels furent achevés en 1674 ; les Ursulines commencèrent à y enseigner aux filles de bonne famille et du peuple. En 1654, les Capucins s'installèrent sur les pentes de la montagne Saint-Michel (une plaque de fondation en plomb trouvée par des archéologues en 2022 indique le 1er mai 1654 comme date du début des travaux). Plus tard, en 1760, les Filles de la Sagesse s'occupèrent des pauvres et des malades à l'hôpital Frémeur.

Maison à pans de bois à Quimperlé, gravure ancienne.

François-Nicolas Baudot, sieur du Buisson et d'Aubenay a décrit dans Itinéraire de Bretagne en 1636 la pêche au saumon à Quimperlé (l'orthographe a été respectée) :

« Dans la […] rivière, se peschent les saulmons et bécarts ou béqués […] et à filés [filets] traversants, comme j'ay veu en pescher et en prendre, le 10e d'octobre, 20 d'une seule traînée de filé, et à nasses, anses ou tonnelles, qu'ils appellent guideaus, parce que cela guide les saulmons en capture ou prison. […] Ils ont à cet effet une chaucée, digue ou môle de pierre de taille, traversant toute la rivière, une mousquetade au-dessus du dit fauxbourg, où elle a 10 ou 12 toises de largeur et est assez profonde. Ceste chaucée a 10 ouvertures d'une toise environ, chacune ballustrée ou fermée à treillis de bois de travers, en sorte que le poisson ne puisse passer. […] Le saumon qui monte, trouvant les guideaus tendus, prend aux dents sa queue et se jette au-dessus des dits guideaus, pensant passer ; mais il trouve le treillis de bois ou rasteau qui l'arreste, et est contraint par le courant de l'eau […] de retourner en arrière et se laisser aller […] droit dans la bouche de la nasse qui le guide et conduit au fond de la poche où il demeure pris. »

Selon Charles Colbert de Croissy le ressort de la juridiction de Quimperlé (qui dépendait en première instance de l'abbaye de Sainte-Croix et en appel de la barre royale de Quimperlé) s'étendait sur les paroisses de Lothéa, Clohars-Carnoët, Moëlan-sur-Mer, Riec-sur-Bélon, Baye, Le Trévoux, Bannalec, Saint-Thurien, Querrien, Locunolé, Tréméven et Mellac.
En 1680, la plus grande partie des murailles fut abattue et les matériaux ainsi récupérés servirent à l'édification d'un quai (le futur quai Brizeux).
En août 1746, une crue catastrophique endommage sérieusement les ponts de la ville et plusieurs d'entre eux doivent être entièrement reconstruits.
Quimperlé est à l'époque un important lieu de marchés (le vendredi) et de foires, notamment en haute ville (la "Foire des vieilles", du nom du poisson ainsi dénommé, qui se tenait chaque Lundi de Pâques, remonterait au XIVe siècle).
De nombreux moulins à eau y sont actifs, pour le grain et le tan. La ville compte de nombreuses tanneries (13 tanneurs en 1670), dont la manufacture du Suisse Engler, sur le Dourdu, fondée en 1764 (et rachetée plus tard par Vincent Samuel Billette). En 1785, le papetier Georget installe un moulin à papier fabricant notamment du papier timbré. Il y avait aussi une pêcherie aux Gorrets. On y pêchait des saumons en grande quantité car ce poisson venait frayer en grand nombre dans l'Ellé et ses affluents (en 1750 le nombre de prise était de 8000/an contre 20 en 1979). À la fin de l'Ancien Régime, la création d'une entreprise de céramique, et une autre de couvertures en laine, échouèrent. À la même époque, Quimperlé construit des bateaux. Par contre, l'activité portuaire reste réduite à cause de l'ensablement de la Laïta limitant le tonnage des navires. Le port exporte essentiellement du blé en direction de Nantes et de Bordeaux. Des billes de bois abattues dans la forêt de Carnoët sont acheminées via la Laïta à Lorient. Le port importe du vin et du sel. En matière de justice, la sénéchaussée royale ne cesse pas, aux XVIIe et XVIIIe siècles, de rogner sur les pouvoirs judiciaires de l'abbaye Sainte-Croix. Dans le dernier quart du XVIIIe siècle, la ville connaît d'importantes modifications : en application des idées du Duc d'Aiguillon, gouverneur de la Bretagne, il est décidé d'améliorer la traversée de la ville d'est en ouest : l'accès au Bourgneuf en venant de Lorient est élargi, le pont du Moulin de la Ville est construit sur l'Isole, une rue nouvelle est ouverte (la rue Neuve, aujourd'hui rue La Tour-d'Auvergne), le moulin passe de la rive droite à la rive gauche de l'Isole, des hôtels sont détruits et une nouvelle route est construite en direction de Pont-Aven, Concarneau...
Le journal La Gazette de France écrit en juillet 1781 : « Plusieurs lettres de Bretagne annoncent que, dans la partie de cette province appelée Cornouaille, il a paru une troupe de loups d'espèce étrangère et avide de sang humain. (...) On en a vu entrer dans la ville de Quimperlay [Quimperlé] même. On compte, dit-on, plus de quinze victimes de ces bêtes féroces, et dans le nombre le chevalier du Couëdic, neveu du brave officier de ce nom [ Charles Louis du Couëdic ]».

### Période révolutionnaire

Les halles devant l'abbatiale Sainte-Croix (ville basse).

Quimperlé est érigée en commune en 1790. Le territoire communal nouvellement constitué englobe en 1791 les paroisses de Saint-Michel, de Saint-Colomban, de Lothéa (et sa trève de Trélivalaire) qui dépendaient de l'évêché de Quimper, ainsi qu'une partie de la paroisse de Rédené (la trève de Saint-David), qui dépendait de l'évêché de Vannes.
Plusieurs communes appartenant historiquement au Vannetais (Arzano, Rédené, Guilligomarc'h) sont rattachées au département du Finistère, nouvellement créé, pour fournir un hinterland à l'est à la ville, qui est promue au rang de chef-lieu de district.
La ville est peuplée de bourgeois et d'artisans acquis aux idées révolutionnaires comme dans les autres villes de l'Ouest, alors que les paysans de la campagne environnante, limitrophe du Morbihan, deviennent hostiles aux nouvelles réformes, surtout lorsque la Convention impose le serment aux prêtres et décide la levée en masse.
En avril 1789, Vincent Samuel Billette, changeur du roi, maître de la plus importante tannerie de la ville, est élu député aux États généraux de Versailles, qui devinrent Assemblée nationale constituante. Le Capitaine Duboisdaniel est le premier maire élu de Quimperlé (au suffrage censitaire masculin), en février 1790. À son retour de Paris, Billette est élu maire de la ville, jusqu'à sa suspension en septembre 1792 ; sa réhabilitation intervient trop tardivement pour qu'il puisse se représenter. En septembre 1792, les Ursulines sont expulsées car elles n'ont pas voulu prêter le serment de fidélité à la Constitution civile du clergé. En décembre 1792, c'est Pierre Daveau, ex-moine de l'abbaye Sainte-Croix et prêtre constitutionnel, qui est élu maire (au suffrage universel masculin). En janvier 1793, Jacques Tanguy Marie Guermeur, ancien procureur du roi de la sénéchaussée et membre de la Convention, vote la mort de Louis XVI, alignant son vote sur une demande des autorités et du club des Jacobins quimperlois. À la fin de 1793, Jacques Cambry (1749-1807) est désigné président du district de Quimperlé, à son corps défendant, par les délégués du représentant en mission Jeanbon Saint-André. Au printemps 1794, Daveau est encore maire de la ville pendant la Terreur (il n'était pas courant qu'un prêtre, même constitutionnel, soit maire à cette époque) : les mêmes délégués exigent qu'il remette ses lettres de prêtrise (ce qu'il fait, et ce qui lui permet une promotion au District). En juin 1794, Cambry et les Quimperlois, plutôt Girondins, ne peuvent empêcher la condamnation à mort, par le tribunal révolutionnaire de Brest, et l'exécution d'Antoine Cuny, administrateur du Finistère originaire de Quimperlé, et de deux autres administrateurs originaires du district (mais ils réussissent à en sauver deux autres).
C'est de Quimperlé que Cambry part pour effectuer, à la demande du département du Finistère, son enquête sur les « objets échappés au vandalisme » dans le département : en 1799, il publie à Paris son Voyage dans le Finistère ou état de ce Département en 1793 et 1794, qu'il rédige, dans le district, à Moëlan chez Gabriel de Mauduit. Il est encore président du district lorsque, dans le cadre de l'affaire de Quiberon, la ville de Quimperlé est menacée en juillet 1795, par une troupe de Chouans débarquée à Névez, Moëlan et Riec sur les côtes du district. Au cours et à la fin de l'année 1795, la menace chouanne augmente sur la ville et ses patriotes. Un juge et des prêtres constitutionnels sont tués dans le district : deux jeunes chefs chouans sont capturés et fusillés à Quimperlé, après jugement militaire, sur la place au Soleil (sud de la place Saint-Michel) en novembre et décembre 1795 : Alexandre de Poulpiquet, dit "Sans-Quartier" est fusillé par les troupes révolutionnaires le 12 brumaire an III et Augustin Dupays du Guilly, de Moëlan, fils de Guillaume du Païs, fut fusillé pour ses actes de chouannerie le 26 brumaire an III, aussi à Quimperlé.
Pratiquement toute la période révolutionnaire est marquée par des difficultés économiques et sociales : le départ des nobles pour leurs manoirs de campagne (puis leur émigration à l'étranger en 1792-1793) et la fermeture des monastères en 1790 entraînent la fin des aumônes et un considérable manque-à-gagner pour les artisans et les journaliers de Quimperlé. La très importante dépréciation de l'assignat (puis de son successeur, le mandat territorial), la mauvaise conjoncture climatique et économique, l'économie dirigée (le « maximum » des prix et des salaires, les nombreuses réquisitions de grains ou de main-d'œuvre) et la guerre entraînent la mauvaise volonté paysanne (ils refusent d'alimenter les marchés) et l'accroissement de la misère.
Les questions religieuses, comme ailleurs, ont des répercussions à Quimperlé : en juin 1793, deux femmes sont inquiétées pour avoir caché un prêtre réfractaire ; elles s'en tirent à bon compte en raison de la non-rétroactivité des lois. Des prêtres insermentés de Quimperlé et du district, et les religieuses ursulines connaissent expulsions, emprisonnements, exils forcés. En 1795, Guermeur, toujours conventionnel, avec d'autres représentants en mission, met en œuvre la nouvelle politique de (relative) pacification religieuse de la Convention, libérant prêtres et religieuses ; cette politique est brutalement stoppée par le débarquement anglo-émigré de Quiberon en juin 1795.
L'Abbaye Blanche (le couvent est fermé en 1790) est vendue comme bien national et sert de carrière de pierres, mais les bâtiments du XVIe siècle sont quand même partiellement conservés, ainsi que le portail du XVe siècle ; le couvent des Ursulines est lui aussi vendu comme bien national en 1793.
La loi de mars 1793 donne une grande liberté aux parents pour prénommer leurs enfants. Plusieurs habitants de Quimperlé choisissent de donner comme deuxième ou troisième prénom à leur enfant Montagne, constituant ainsi une double référence au quartier de la Montagne et à la Montagne.
Marie-Hyacinthe de Geslin est né le 3 juillet 1768 au château de Kerlut en Plobannalec. Seigneur de Pennarun (le manoir de Pennarun se trouve en Ergué-Gabéric) et de Quimperlé, il fut réputé être, selon un rapport de gendarmerie, « un des plus cruels parmi les chouans qu'il commandait. Surnommé "le chouan de Pennarun", il a dirigé une grande partie des assassinats qui ont eu lieu dans le Finistère ». Il est mort le 1er novembre 1832 à Quimperlé.

### LeXIXesiècle

#### La première moitié duXIXesiècle
Quimperlé devient le siège d'une sous-préfecture en 1800. Le premier sous-préfet de Quimperlé, Joseph Morellet (1748-1816) est un Lorientais qui, comme Cambry et d'autres, s'est réfugié à Quimperlé pendant la Révolution. Il était originaire de l'Île Bourbon (La Réunion, actuellement). Deux sous-préfets sont à distinguer au XIXe siècle à Quimperlé : Auguste Romieu, célèbre pour ses bons mots peu favorables aux Bretons, et Anatole de Brémond d'Ars (1823-1911) ; ce dernier est lié au développement de l'ostréiculture dans l'arrondissement, et s'est impliqué dans les sociétés savantes de l'époque : la rue principale de la basse ville (ancienne rue du Château sous l'Ancien Régime, et rue de l'Égalité pendant la Révolution) porte son nom. En janvier 1871, Émile Zola, que la guerre franco-prussienne et la débâcle ont laissé sans emploi, sollicite une charge de préfet ou de sous-préfet du gouvernement provisoire qui vient de s'installer à Bordeaux. On lui offre Quimperlé, qu'il refuse car, écrit-il, « c'est trop loin et trop laid ». La sous-préfecture fut supprimée en 1926.

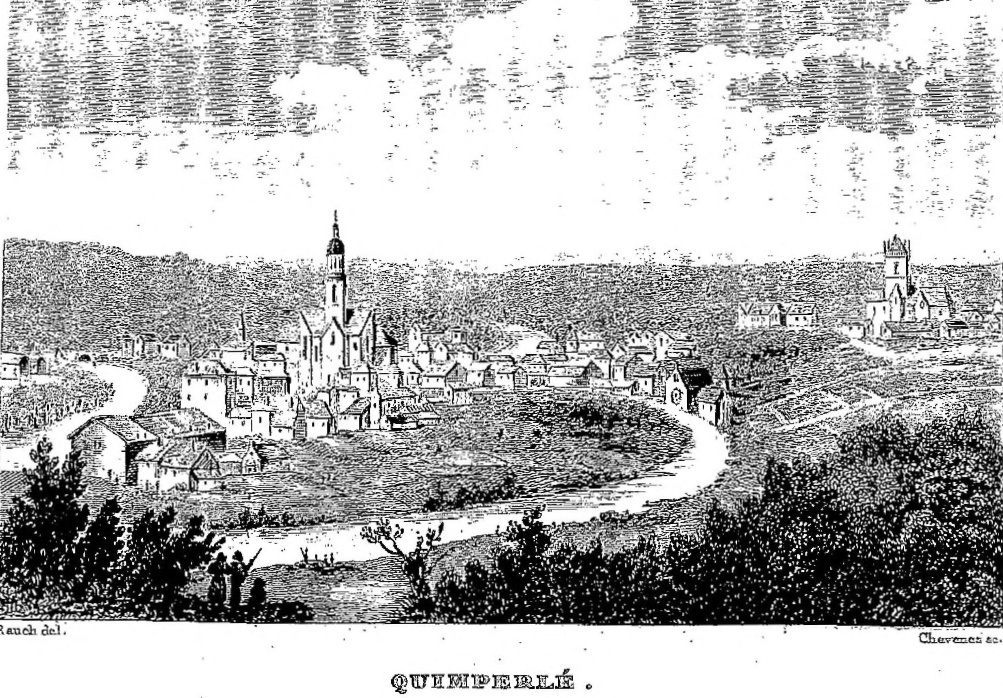
Quimperlé en 1838 (Eusèbe Girault de Saint-Fargeau, "Guide pittoresque du voyageur en France ").

Les religieuses de La Retraite s'installent en 1803 dans l'Abbaye Blanche et y installent une maison de convalescence dans les bâtiments du XVIe siècle. Elles ont été remplacées en 1960 par les Filles de Jésus de Kermaria. Les Ursulines récupérèrent leur couvent dès 1803, et y tinrent un établissement scolaire réputé tout au long du XIXe siècle.
Une résurgence de la Chouannerie se produisit en 1815 : connue sous le nom d'insurrection de Quimperlé et dirigée par Michel-Armand de Cornouaille, c'est un épisode de la guerre de Vendée et Chouannerie de 1815. Une description de Quimperlé en 1815, rédigée par A. Brillet, est consultable.
Charles Brevini (père), un immigré italien né le 4 novembre 1804 à Modène, s' installa comme entrepreneur de maçonnerie à Quimperlé ; il réalisa notamment les voûtes du couvent des Ursulines. Son fils, Charles Brevini construisit en 1886 la ferme de Kerdaniel. Ces deux sites sont inscrits à l'inventaire des monuments historiques.

#### Pardon de Toulfoën ou pardon des Oiseaux

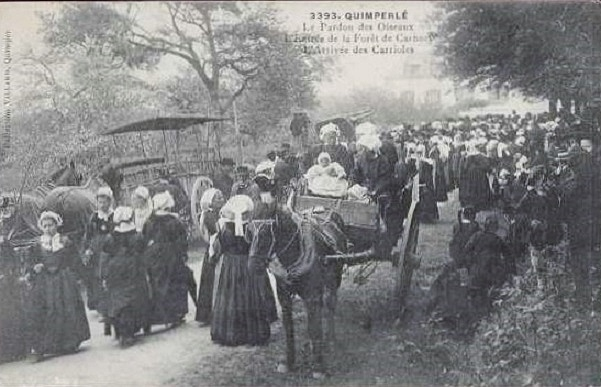
Le pardon des Oiseaux en forêt de Toulfoën vers 1900 (carte postale Villard).

A. Marteville et P. Varin, continuateurs d'Ogée, décrivent ainsi en 1845 Lothéa, la forêt de Toulfoën et le Pardon des oiseaux qui s'y déroulait :

« Sur la lisière de la forêt de Clohars-Carnoët, à une lieue environ de Quimperlé, au milieu d'une enceinte de grands et beaux arbres, une assez vaste chapelle, dédiée à saint Théa et à la Trinité ; elle s'appelle Lothéa, du nom de son patron primitif. (...) À peu de distance de cette chapelle, à l'entrée de la forêt, se tient annuellement un pardon, célèbre dans le pays, sous le nom de pardon des Oiseaux, ou pardon de Toulfoën. Il a lieu le dimanche de la Pentecôte, près d'un endroit appelé Toulfoën, et l'on y vend, de mémoire d'homme, une grande quantité d'oiseaux de toute espèce. Ce pardon attire un nombre considérable d'étrangers ; les Lorientais surtout sont dans l'habitude de s'y rendre. Rien n'est varié, rien n'est frais et animé comme le tableau de ce pardon. Quelques riches équipages se voient à l'entrée de cette forêt. Une foule de toilettes somptueuses ou élégantes, depuis les toilettes parisiennes jusqu'aux costumes traditionnels et pittoresques des paysans d'un grand nombre de communes se mêlent, se croisent en tous sens sous les vastes colonnades de la forêt (...). Des danses se forment de tous côtés ; la musique d'Auber et de Rossini répond aux vieux lais bretons. Il est souvent assez tard quand on songe de part et d'autre à mettre un terme à ces plaisirs et à s'acheminer vers la ville. »

#### La seconde moitié duXIXesiècle
Entre 1834 et 1865 plusieurs épidémies successives de choléra font en tout 159 morts à Quimperlé (par exemple 10 morts en 1834, 10 nouvelles victimes en 1849, 23 décès en 1865-1886). En 1859 une épidémie de dysenterie fait des ravages dans l'hôpital Frémeur, très vétuste. Le nouvel hôpital Saint-Michel est construit à partir de 1894 et ouvre en 1901.

Décoration de la place Royale de Quimperlé lors de la visite du couple impérial en août 1858, gravure publiée dans Le Monde illustré du 28 août 1858.

La ville connut au XIXe siècle un important essor industriel avec notamment des tanneries, des minoteries, une scierie mécanique qui compta jusqu'à 80 ouvriers, les usines Savary et Rivière. De nombreuses conserveries virent le jour au début du XXe siècle ainsi qu'une fonderie. En 1855, Joseph de Mauduit, dans l'ancien moulin à foulon de Kerisole, se lance dans la fabrication de papier à cigarette. En 1875, son fils Henri crée une usine de pâte à papier à Combout. L'entreprise, devenue Papeteries du Mauduit, fut rachetée en 1920 par l'American Tobacco Company et reprise par la suite en 1974 par la Kimberley Clark Corporation ; elle est désormais la propriété de Schweitzer Mauduit International, leader mondial de la production de papier à cigarettes.
Le 21 mars 1862, la chute du clocher de l'église abbatiale Sainte-Croix détruisit une bonne partie de l'édifice. « L'église de Quimperlé s'est écroulée il y a quelques heures, elle n'est plus qu'un monceau de ruines. On n'a à déplorer la mort que d'une personne. Le sous-préfet et le maire avaient fait fermer l'église une demi-heure avant l'événement ». L'église fut reconstruite en style néo-roman par l'architecte diocésain Joseph Bigot. La même année voit l'ouverture de la gare de Quimperlé, sur la ligne de Paris à Quimper de la Compagnie du chemin de fer de Paris à Orléans.
Les halles de Quimperlé, à l'architecture en fer forgé et brique, avec des ornements en fonte et acier, sont construites en 1886. Elles ont été rénovées en 2002.

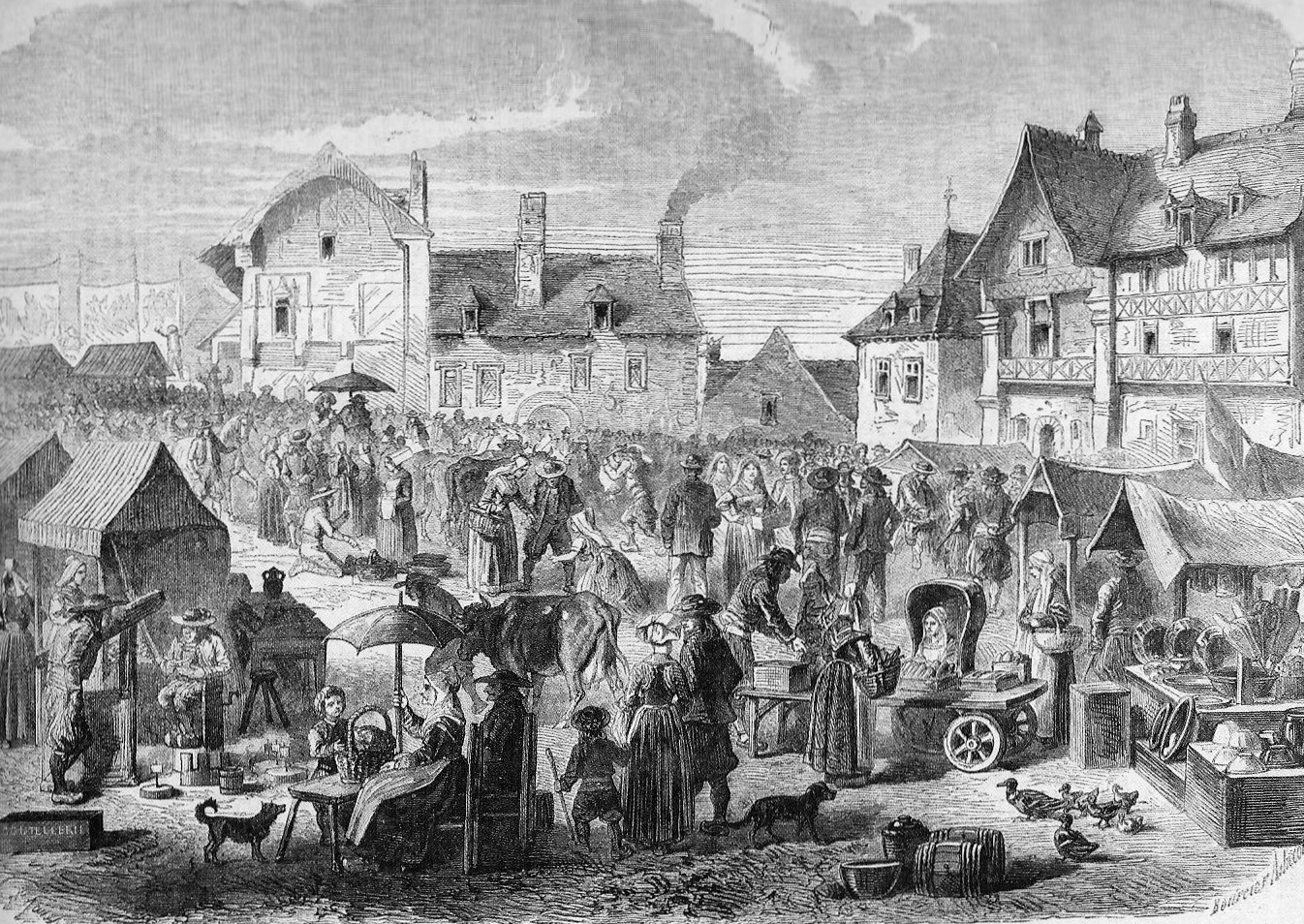
La grande place de Quimperlé un jour de foire en 1864 (dessin de Gustave Janet)
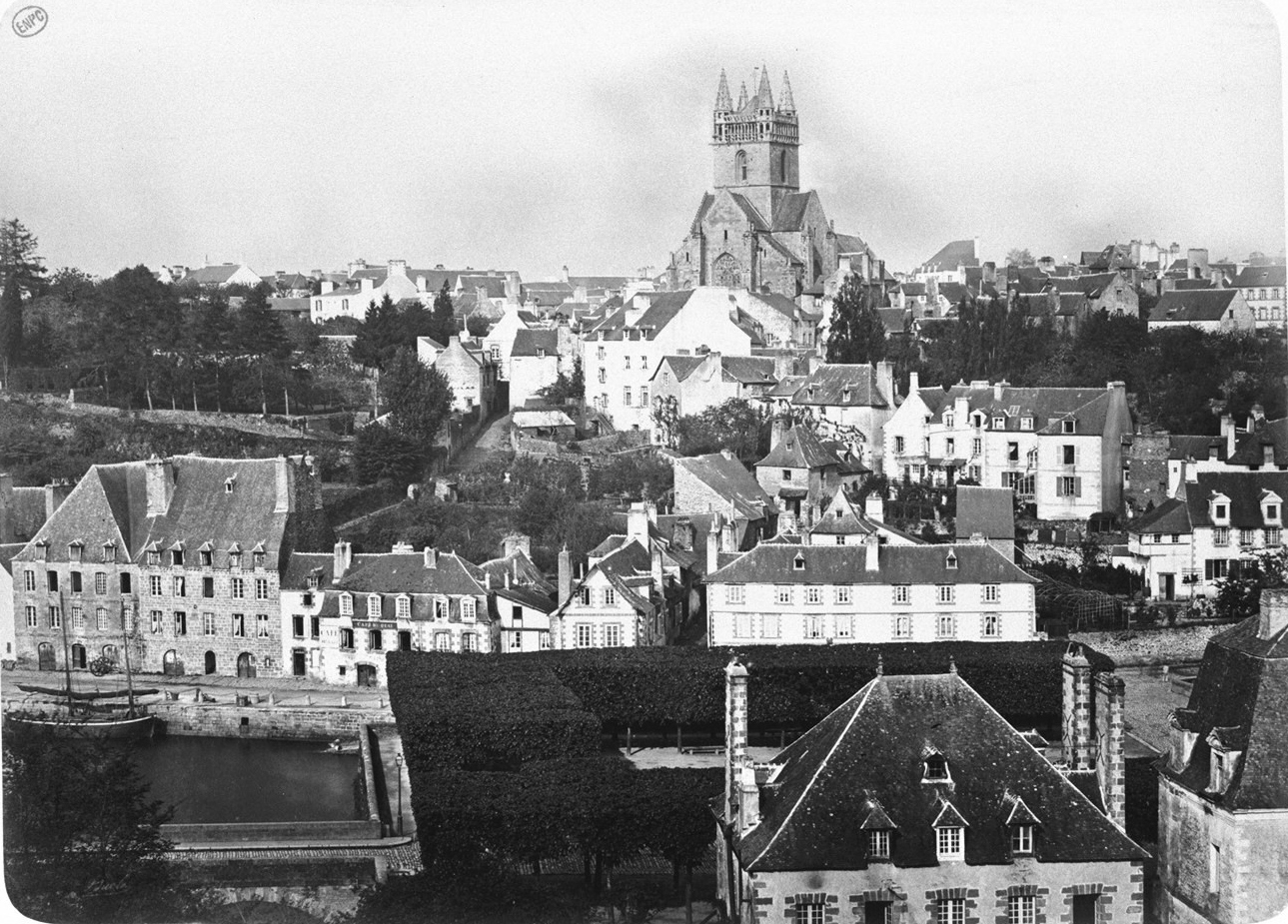
Quimperlé en 1873 (photographie de J. Duclos)
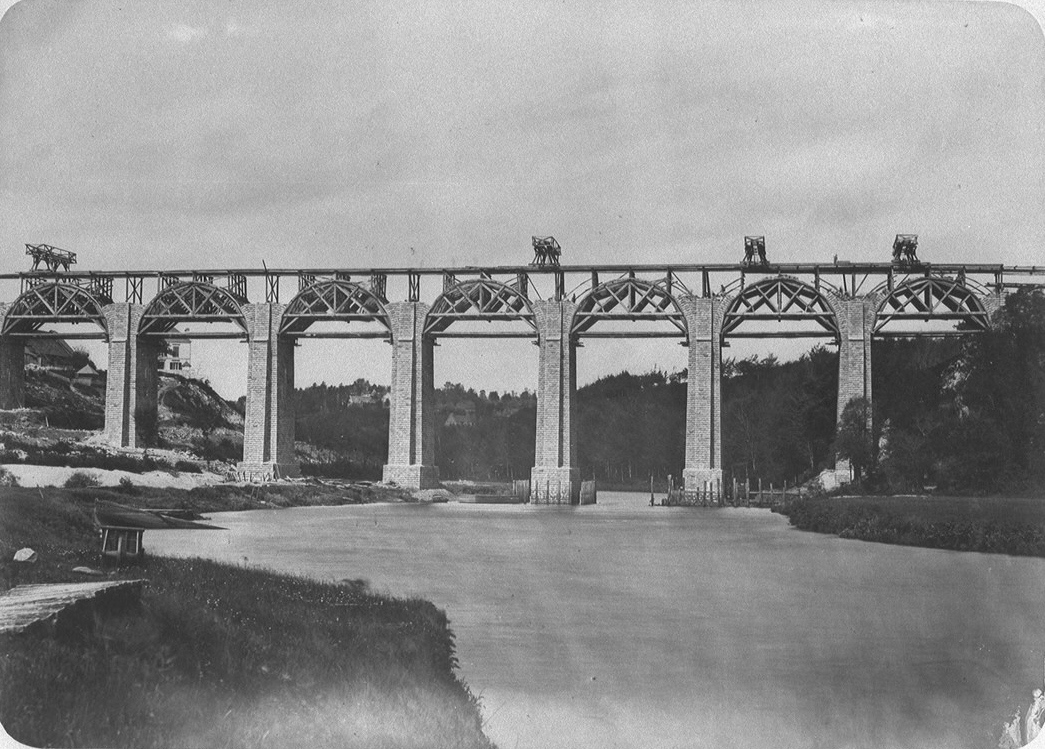
Le viaduc ferroviaire de Quimperlé sur la Laïta en construction (photographie de J. Duclos, 5 mai 1862)
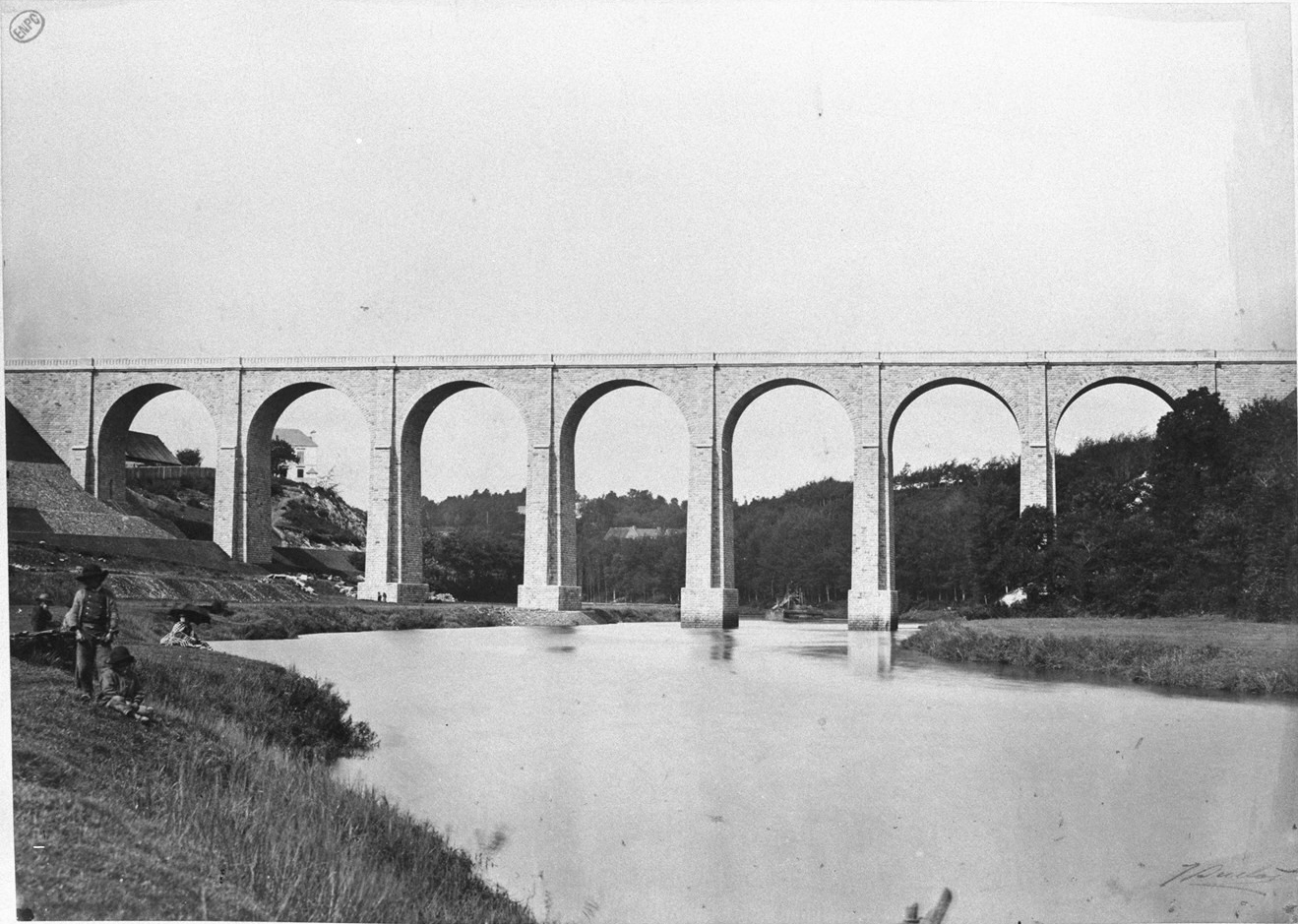
Le viaduc ferroviaire de Quimperlé sur la Laïta (photographie de J. Duclos, 1873)

Selon un document déposé au Corps législatif 368 des 619 conscrits de Quimperlé pour la période allant de 1858 à 1867 ne savaient ni lire ni écrire.

### LeXXesiècle

#### Quimperlé colonie anglaise?
Gustave Geffroy écrit en 1905 que Le Pouldu et Quimperlé « constituaient une manière de colonie anglaise, régulièrement établie, qui aurait pu avoir son consulat et son pavillon. Les hôtels de Quimperlé étaient occupés par des familles anglaises, par des jeunes  filles anglaises accompagnées de leurs gouvernantes. Une bonne moitié de la place était prise par John Bull, son épouse et ses enfants, et John Bull vivait ici comme en Australie et aux Indes. ».

#### La Belle Époque
La loi sur les congrégations aboutit à la confiscation du couvent et à l'expulsion des Ursulines en 1907, qui se réfugient en Angleterre. Elles revinrent après la Première Guerre mondiale et créèrent alors l'établissement scolaire Notre-Dame de Kerbertrand, de nos jours à la fois école primaire, collège et lycée. L'ancien couvent fut après 1907 transformé en École supérieure des filles, avant de devenir après la Seconde Guerre mondiale le collège Jules Ferry.

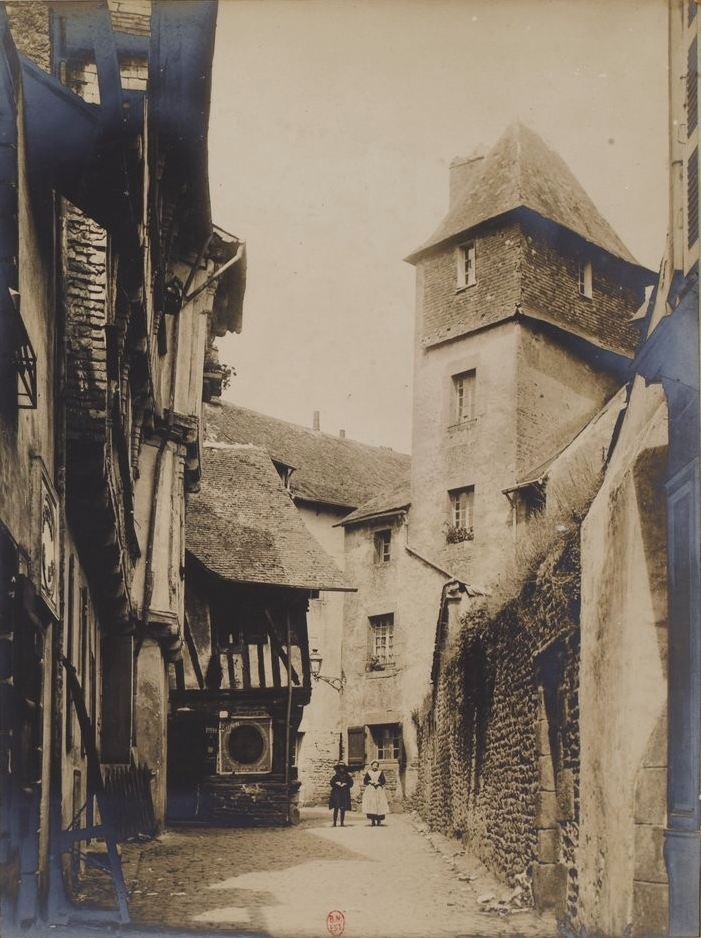
La rue Dom Morice vers 1900
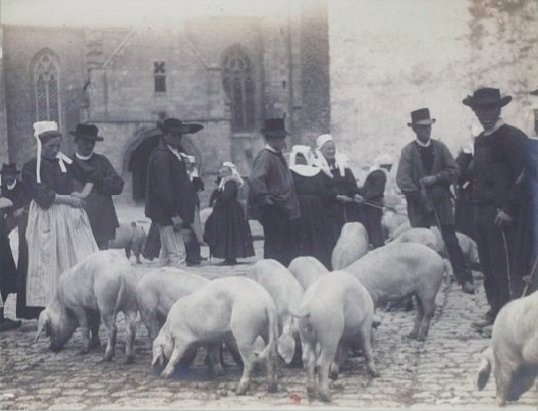
Le marché aux cochons de Quimperlé vers 1900
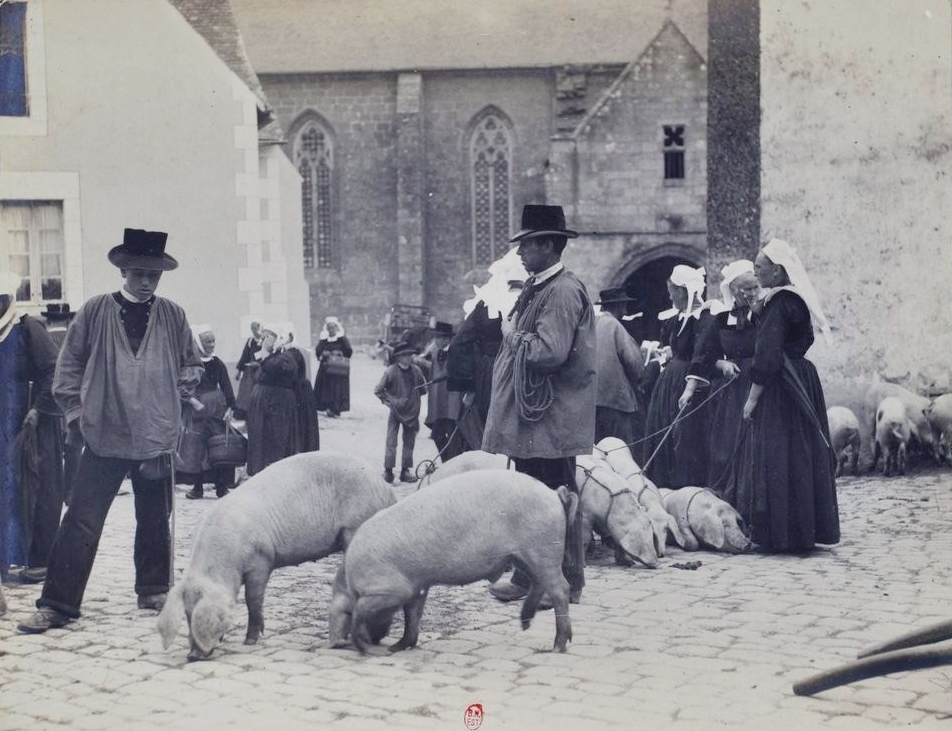
Le marché aux cochons de Quimperlé vers 1900
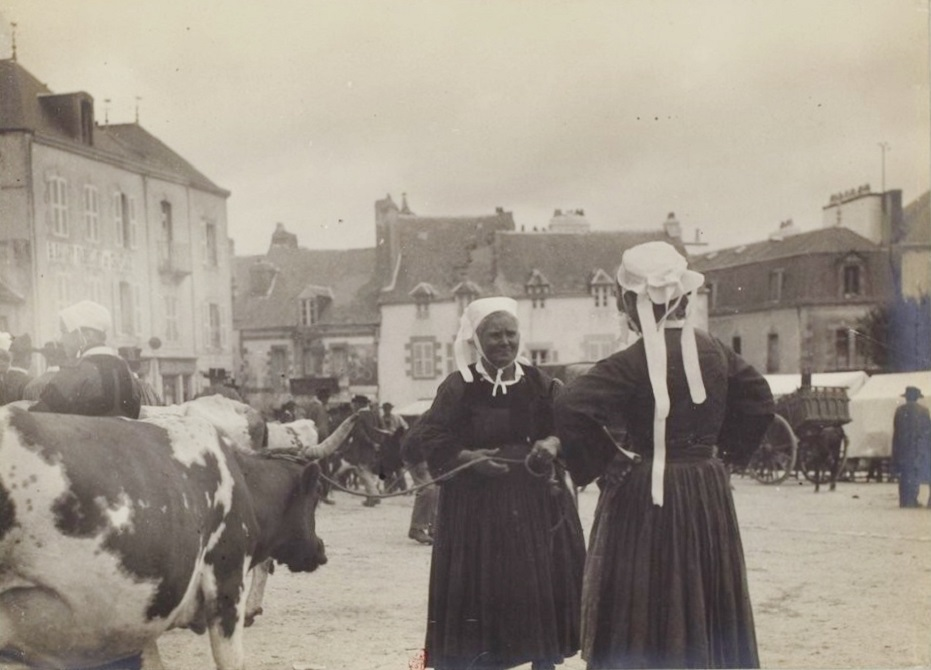
Le marché aux bœufs de Quimperlé vers 1900
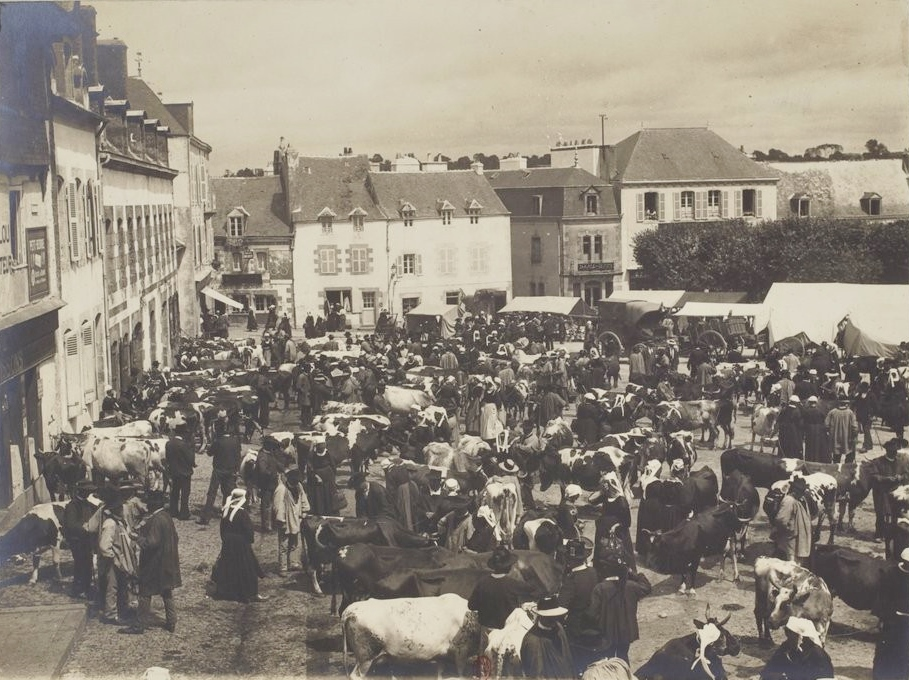
Le marché aux bœufs de Quimperlé vers 1900
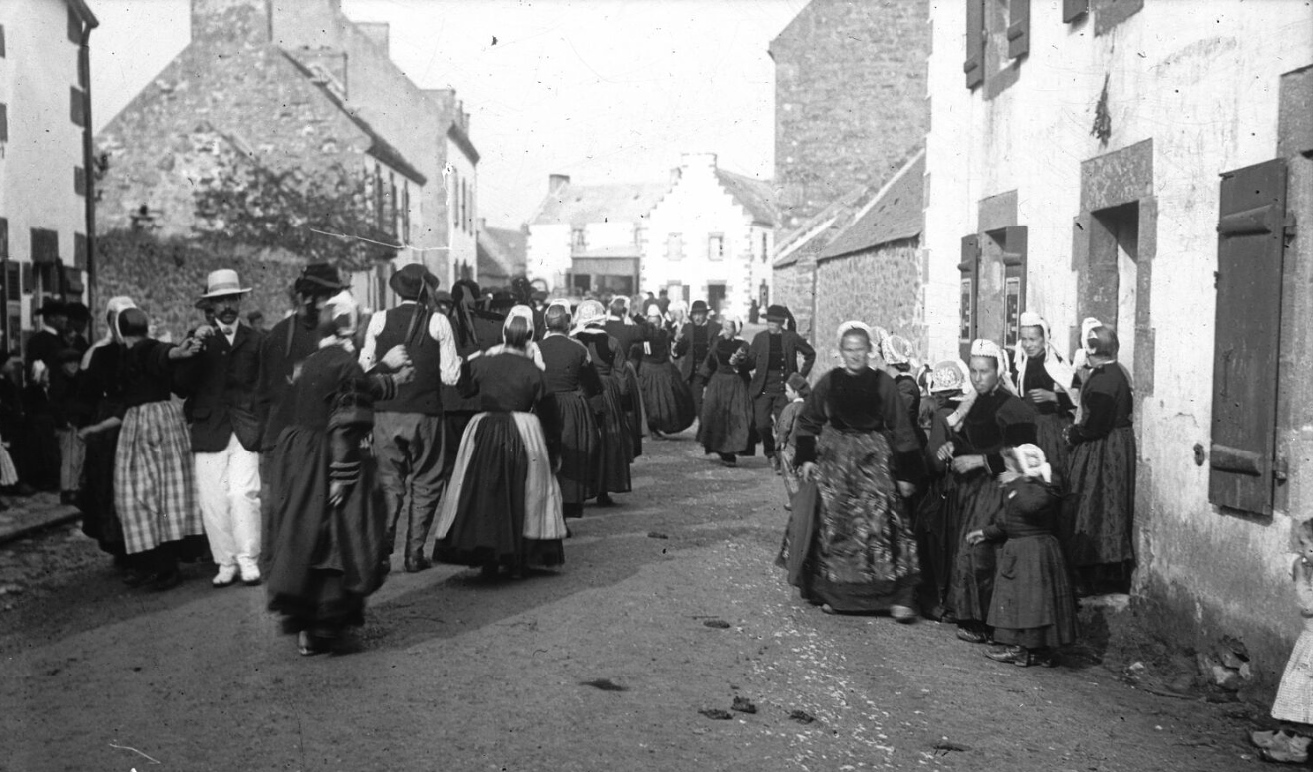
Pardon à Quimperlé au début du XXe siècle.

#### La Première Guerre mondiale
Le monument aux morts de Quimperlé porte les noms de 342 soldats et marins morts pour la France pendant la Première Guerre mondiale. Parmi eux, à titre d'exemples, les deux frères Augustin et Henri Bréart de Boisanger, Guy Guyot d'Asnières de Salins, François Hersart de la Villemarqué, Maurice Le Moaligou, Dominique Pasqualaggi, décorés de la Légion d'honneur et de la croix de guerre ; Édouard L'Helgoualch, Jean Le Bars, Alphonse Masson-Morinière, décorés de la Légion d'honneur ; Yves Gargam, Mathurin Guégant, Jacques Guellec, Jean Guéroué, Corentin Guillemine, Yves Guillemot, Alain Guillou, les deux frères François et Gabriel Guillou, Jean Guillou et de nombreux autres, décorés de la médaille militaire et de la croix de guerre, etc. ; 14 marins au moins sont des marins disparus en mer ; 18 soldats au moins sont morts sur le front belge, Georges Duboure, matelot fusilier, a été tué à Athènes le 1er décembre 1916 ; Alexis Le Corre est décédé des suites d'une maladie contractée en Hongrie après la fin de la guerre le 23 novembre 1918, François Péron en Italie le 5 mai 1919 et Pierre Primal à Sébastopol en Russie le 17 janvier 1919 dans les mêmes circonstances ; la plupart des autres sont des soldats décédés sur le sol français.
Par ailleurs le même monument aux morts porte les noms de 57 personnes mortes pour la France sans aucune indication concernant le conflit pendant lequel elles sont décédées.
Quinze soldats non originaires de Quimperlé sont décédés des suites de leurs blessures ou de maladies contactées en service alors qu'ils étaient hospitalisés à l'hôpital de Quimperlé et inhumés dans une tombe collective du cimetière communal.

#### L'entre-deux-guerres
L'Union Sportive quimperloise qui en fait jouait déjà des matches de football en 1913, est officiellement affiliée à la Ligue de l'Ouest de football le 24 juin 1920.
L'arrondissement de Quimperlé fut supprimé le 10 septembre 1926.
Le journal L'Ouest-Éclair écrit en 1936 :

« Dans la région quimperloise comprise entre Guilligomarc'h et Mellac de l'est à l'ouest, Nizon et Clohars-Carnoët du nord au sud, la culture du pommier est poussée très activement. Les crus de Clohars et de Riec surtout sont reconnus unanimement pour être les meilleurs, avec ceux du secteur voisin de Fouesnant. Cette année, contrairement à 1935, la récolte s'annonce magnifique. […] Une délégation s'est rendue à Paris dans le but de faire revaloriser la pomme à cidre et pour obtenir du gouvernement que les mêmes ressources soient prises dans les années d'abondance comme pour le vin. »

#### La Seconde Guerre mondiale
Le monument aux morts de Quimperlé porte les noms de 51 personnes au moins mortes pour la France pendant la Seconde Guerre mondiale. Parmi elles de nombreux résistants morts en déportation, par exemple Auguste Génot, mort en déportation ainsi que quatre membres de sa famille, son épouse Jeanne (gazée en février 1945 à Ravensbruck), ses filles Annie (morte des suites de sa déportation en avril 1945 à Bergen-Belsen) et Marie (gazée en février 1945 à Ravensbruck) et son fils Eugène Genot (mort le 1er mars 1945 à Neuengamme) ; d'autres encore sont morts en déportation comme Eugène Le Grand (mort le 2 mai 1945 à Bergen-Belsen), Pierre Lemée (mort le 3 mars 1945 à Nordhausen), et Mathurin Tibulle (mort en mer en baie de Lubeck alors qu'il venait d'être libéré du camp de concentration de Neuengamme), eux aussi, comme la famille Genot, membres du groupe Turma-Vengeance ou encore Hervé L'Helgouach (mort le 7 février 1945 à Schandelah). Julien Mauduit, dont le nom ne se trouve pas sur le monument aux morts de Quimperlé, fut aussi un résistant, arrêté à Moëlan-sur-Mer et décédé le 22 février 1944 à Buchenwald. Jean Jézéquel, membre du réseau Johnny (il lança depuis Quimper la première liaison radio clandestine depuis la France occupée vers l'Angleterre) , est mort au camp de Mauthausen le 4 octobre 1943.
Des soldats sont morts en captivité en Allemagne comme Yvon Huiban, Pierre Jaffro et Mathurin Postec. D'autres sont disparus en mer comme le matelot Jean Louis Stéphan, alors qu'il était à bord du cuirassé Bretagne et Louis Leymarie, qui était à bord du croiseur Dunkerque morts tous les deux à Mers el-Kébirle 3 juillet 1940 et le second maître Georges Vary, membre de l'aéronautique navale, disparu au large de Dakar le 2 février 1944. L'aviateur Yves Even a été tué lors d'une mission de bombardement en Allemagne le 24 décembre 1944.
Entre 1940 et 1944, les Allemands torturèrent des Résistants dans la prison du Bel-Air (l'ancien couvent des Ursulines) ; les interrogatoires étaient menés par deux sous-officiers de la Feldgendarmerie, Walter Rübsam (un tortionnaire et un manipulateur qui remplit son harem de jeunes bretonnes) et Robert Schneider, assistés d'un interprète portant l'uniforme allemand, Beck, et deux gardiens de prison français connus sous les prénoms de Maurice et Gérard. D'autres actes de torture furent commis au collège Jules-Ferry, siège de la kommandantur.
Le 30 mars 1943, un train composé d'une grue et de deux wagons est mitraillé par un avion anglais à l'entrée de la gare de Quimperlé. Le 27 août 1943, deux avions anglais mitraillent des trains se dirigeant vers Lorient à la sortie de Quimperlé ; quelques maisons sont touchées.
Grégoire Kauffman a décrit ce qui s'est passé à Quimperlé pendant la Seconde Guerre mondiale et évoqué son grand-père Pierre Brunerie (il tenait l'hôtel de Bretagne) qui dirigea la résistance locale en 1944. Guy Savin;, résistant qui fut aussi maire de Quimperlé, a réagi aux accusations de Grégoire Kauffmann qui a qualifié dans son livre, "Hôtel de Bretagne" certains résistants d'avoir été des "tueurs" qu'il y a eu « des actes que d'aucuns jugent répréhensibles. Ils ont été imposés par les circonstances et réservés aux mouchards français que les Allemands rétribuaient et maintenaient sous pression. (...) L'ordre vient d'exécuter des mouchards. L'expédition punitive est composée de soldats (de l'ombre pour encore quelques jours) et non pas de tueurs ».
Une exécution sommaire eût lieu peu après la libération de la ville en juin 1944, celle d'Adolphe Fontaine, qui était le chef de bureau du placement du personnel pour l'organisation Todt, exécuté le 9 août 1944 dans la cour de la prison du Bel-Air.

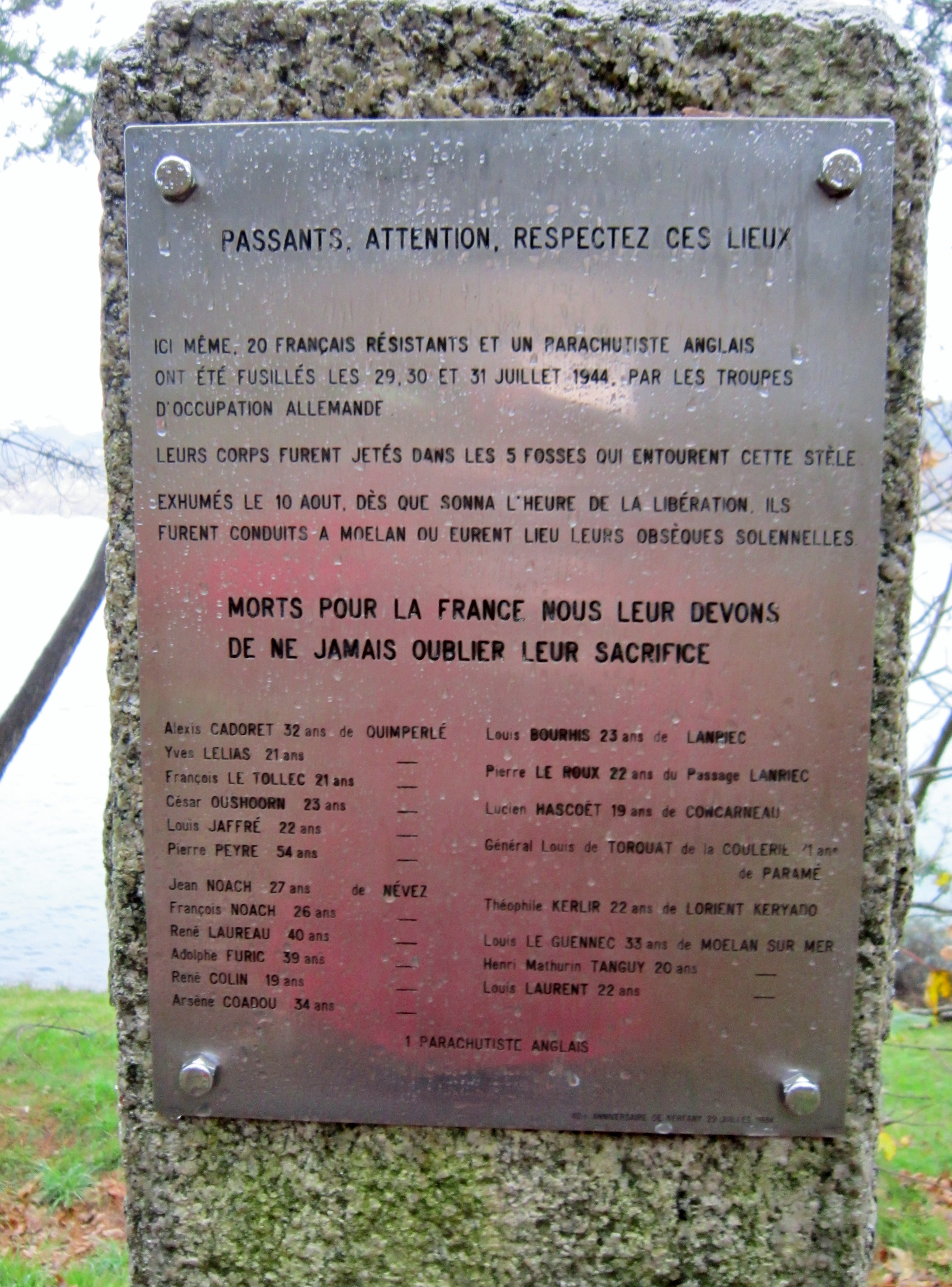
Plaque commémorative des fusillés de Kerfany-les-Pins.

La résistance devint très active dans le secteur de Quimperlé dès la fin du mois de juin 1944 ; de nombreux accrochages entre résistants et forces allemandes ont lieu tout au long du mois de juillet, avec son cortège de répressions. Le 4 août, à la veille de fuir vers Lorient, Allemands et Russes se livrent à des massacres, mitraillant au hasard ; une vingtaine de Quimperlois détenus à la prison de Bel-Air sont fusillés à Kerfany-les-Pins (en Moëlan-sur-mer), dont le général Louis de Torquat de La Coulerie. Les derniers convois allemands quittent la ville le 8 août et les FFI prennent aussitôt possession de la place.
La ville fut libérée le 9 août 1944 par les Forces françaises de l'intérieur (FFI) et Quimperlé pavoiser le 10 août 1944, pour accueillir les premières troupes américaines. Les Allemands furent ensuite tenus en respect à bonne distance de Quimperlé dans ce qui deviendra la poche de Lorient. Le "front de la Laïta" (qui s'étendit de Quimperlé au Pouldu) fut, après la libération de Quimperlé, une ligne de résistance contre les Allemands (une vingtaine de résistants furent tués pendant ces combats, qui firent aussi une vingtaine de victimes civiles) qui dura jusqu'à la capitulation du général Fahrmbacher le 10 mai 1945 qui marqua la fin des combats de la poche de Lorient.
La ville fut épargnée par les bombardements et les destructions durant la Seconde Guerre mondiale sauf pendant la période de la Poche de Lorient, à la différence de ses voisines Lorient et Hennebont.

#### L'après Seconde Guerre mondiale
Six soldats au moins (Eugène Pellant, Jean Petit, Louis Queirard, Raymond Rivalain, Jean Trebern, Robert Ulloa) originaires de Quimperlé sont morts pendant la guerre d'Indochine et cinq au moins (Corentin Le Berre, Louis Nicolas, Bernard Panaget, Denis Petit, Émile Poupon) pendant la guerre d'Algérie.
Le 26 août 1970, la direction diocésaine licencia une enseignante du lycée privé catholique Sainte-Jeanne-d'Arc pour  « s'être mise en contradiction avec les normes de la morale catholique » en ayant épousé un divorcé. Les passions se déchaînèrent, les uns approuva, les autres dénonçant le renvoi de l'enseignante. Gilles Servat en fit même une chanson : « L'institutrice de Quimperlé ».

#### Le Pardon des Oiseaux
En 1991 disparaissait « le pardon des oiseaux » ou « pardon de Toulfoën », un « pardon laïc » comme on l'a parfois appelé au sens quelque peu mystérieux, sans chapelle. C'était une fête populaire qui se tenait à l'orée de la forêt de Carnoët. Elle fut dans les années 1950, la plus importante de Bretagne. D'autres exemples de pardons des oiseaux répertoriés en Bretagne : Plougastel-Daoulas, Saint-Vougay, Plourhan, Camors.

## Politique et administration

### Liste des maires
| Période      | Période                      | Identité          | Étiquette             | Qualité |
| ------------ | ---------------------------- | ----------------- | --------------------- | --- |
| mai 1953     | mars 1957 (démission)        | Joseph Le Roch    | SFIO                  | Agent de maîtrise |
| mars 1957    | mars 1959                    | Hélène Le Garrec, | CNIP                  | Professeure en enseignements ménagers |
| mars 1959    | avril 1961 (décès)           | Alain Le Louédec  | UDSR                  | Ancien résistant et déporté Ancien conseiller général de Quimperlé (1937 → 1940 puis 1945 → 1958)                                                                                             |
| juin 1961    | juin 1976 (décès)            | Jean Charter      | DVG                   | Cultivateur-exploitant Conseiller général de Quimperlé (1960 → 1976) |
| juillet 1976 | mars 1977                    | Vincent Héry      | DVG                   | Ancien directeur adjoint des services techniques |
| mars 1977    | mars 1989                    | Yves Guillou      | PS-DVG puis Centriste | Ancien ingénieur et directeur des services techniques |
| mars 1989    | juin 1995                    | Guy Savin         | PS                    | Ancien officier d'administration, ancien résistant |
| juin 1995    | mars 2001                    | Marcel Tusseau,   | DVD                   | Responsable commercial puis gérant de société |
| mars 2001    | mars 2008                    | Daniel Le Bras    | PS                    | Médecin anesthésiste-réanimateur |
| mars 2008    | avril 2014                   | Alain Pennec      | SE                    | Professeur agrégé de géographie |
| avril 2014   | En cours (au 8 juillet 2021) | Michaël Quernez   | PS                    | Ancien chargé de mission et assistant parlementaire Conseiller régional de Bretagne (2021 → ) Conseiller général puis départemental de Quimperlé (2008 → 2021) Réélu pour le mandat 2020-2026 |

## Jumelage
- Liskeard (Royaume-Uni) depuis 1975[96]
- Geilenkirchen (Allemagne)[97]
- Nara (Mali) (Mali)[97]
- Athenry (Irlande)[97]

## Population et société

### Démographie

#### Évolution démographique
L'évolution du nombre d'habitants est connue à travers les recensements de la population effectués dans la commune depuis 1793. Pour les communes de plus de 10 000 habitants les recensements ont lieu chaque année à la suite d'une enquête par sondage auprès d'un échantillon d'adresses représentant 8 % de leurs logements, contrairement aux autres communes qui ont un recensement réel tous les cinq ans,.
En 2022, la commune comptait 12 444 habitants, en évolution de +3,41 % par rapport à 2016 (Finistère : +2,16 %, France hors Mayotte : +2,11 %).
| 1793  | 1800  | 1806  | 1821  | 1831  | 1836  | 1841  | 1846  | 1851  |
| ----- | ----- | ----- | ----- | ----- | ----- | ----- | ----- | ----- |
| 4 549 | 5 617 | 4 263 | 4 724 | 5 275 | 5 541 | 5 261 | 5 791 | 6 114 |

| 1856  | 1861  | 1866  | 1872  | 1876  | 1881  | 1886  | 1891  | 1896  |
| ----- | ----- | ----- | ----- | ----- | ----- | ----- | ----- | ----- |
| 6 375 | 6 240 | 6 863 | 6 253 | 6 533 | 6 821 | 7 156 | 8 049 | 8 306 |

| 1901  | 1906  | 1911  | 1921  | 1926  | 1931  | 1936  | 1946   | 1954   |
| ----- | ----- | ----- | ----- | ----- | ----- | ----- | ------ | ------ |
| 9 036 | 9 176 | 9 188 | 8 995 | 8 969 | 9 062 | 9 335 | 10 679 | 10 030 |

| 1962   | 1968   | 1975   | 1982   | 1990   | 1999   | 2006   | 2011   | 2016   |
| ------ | ------ | ------ | ------ | ------ | ------ | ------ | ------ | ------ |
| 10 272 | 10 698 | 10 907 | 11 067 | 10 748 | 10 850 | 10 725 | 12 156 | 12 034 |

| 2021   | 2022   | - | - | - | - | - | - | - |
| ------ | ------ | - | - | - | - | - | - | - |
| 12 313 | 12 444 | - | - | - | - | - | - | - |

#### Pyramide des âges
La population de la commune est relativement jeune.
En 2018, le taux de personnes d'un âge inférieur à 30 ans s'élève à 32,5 %, soit au-dessus de la moyenne départementale (32,5 %). À l'inverse, le taux de personnes d'âge supérieur à 60 ans est de 29,2 % la même année, alors qu'il est de 29,8 % au niveau départemental.
En 2018, la commune comptait 5 819 hommes pour 6 369 femmes, soit un taux de 52,26 % de femmes, légèrement supérieur au taux départemental (51,41 %).
Les pyramides des âges de la commune et du département s'établissent comme suit.
| Hommes | Classe d’âge | Femmes |
| ------ | ------------ | ------ |
| 0,6    | 90 ou +      | 2,6    |
| 7,0    | 75-89 ans    | 11,5   |
| 17,6   | 60-74 ans    | 18,8   |
| 20,4   | 45-59 ans    | 19,2   |
| 19,7   | 30-44 ans    | 17,4   |
| 15,8   | 15-29 ans    | 13,6   |
| 18,9   | 0-14 ans     | 16,9   |

| Hommes | Classe d’âge | Femmes |
| ------ | ------------ | ------ |
| 0,7    | 90 ou +      | 2,2    |
| 7,8    | 75-89 ans    | 11,5   |
| 19,2   | 60-74 ans    | 20,1   |
| 20,8   | 45-59 ans    | 19,7   |
| 17,7   | 30-44 ans    | 16,6   |
| 17,1   | 15-29 ans    | 14,7   |
| 16,8   | 0-14 ans     | 15,2   |

- 48,0 % d'hommes (0 à 14 ans = 18,7 %, 15 à 29 ans = 16,2 %, 30 à 44 ans = 20,0 %, 45 à 59 ans = 21,3 %, plus de 60 ans = 23,8 %) ;
- 52,0 % de femmes (0 à 14 ans = 16,8 %, 15 à 29 ans = 13,8 %, 30 à 44 ans = 17,9 %, 45 à 59 ans = 20,3 %, plus de 60 ans = 31,3 %).

| Hommes | Classe d’âge | Femmes |
| ------ | ------------ | ------ |
| 27     | 90 ou plus   | 137    |
| 432    | 75 à 90      | 756    |
| 918    | 60 à 74      | 1 065  |
| 1 232  | 45 à 59      | 1 270  |
| 1 153  | 30 à 44      | 1 119  |
| 934    | 15 à 29      | 860    |
| 1 082  | 0 à 14       | 1 050  |

## Langue et culture bretonne
Ya d'ar brezhoneg

Le bagad de Quimperlé (Bro Kemperle) en 2009.

L'adhésion à la charte Ya d'ar brezhoneg a été votée par le conseil municipal le 18 décembre 2008. La charte a été signée le 14 janvier 2009, la mairie s'engageant sur le deuxième niveau de la charte. Le 4 mai 2012 a été remis à la commune le label Ya d'ar brezhoneg de niveau 2.
Enseignement
La première école bilingue breton-français est créée en 1989, il s'agit de l'école associative, sous contrat avec l'État : Diwan Kemperle qui scolarise 72 élèves à la rentrée 2018. À la rentrée 2010, une filière bilingue publique voit le jour à l'école Bisson. Une association de parents d'élèves Div Yezh Skol Kemperle est créée en 2012. À la rentrée 2011, une filière bilingue publique est ouverte au collège de La Villemarqué. À la rentrée 2018, 152 élèves étaient scolarisés à l'école Diwan et dans les filières bilingues publiques, soit 8,2 % des effectifs scolaires.
Le bagad Bro Kemperle
Quimperlé est aussi réputée pour son bagad Bro Kemperle qui a obtenu notamment deux titres de champion de Bretagne des bagadoù.
Le cercle celtique Giz'Kalon
Quimperlé possède aussi le cercle celtique Giz'Kalon.

## Économie
La ville possède une antenne de la Chambre de commerce et d'industrie de Quimper Cornouaille.
Quimperlé est une ville de tourisme et d'industries florissantes encore aujourd'hui. Jadis port relativement important, les quais de Quimperlé ne reçoivent plus aujourd'hui que les petits bateaux de plaisance.
Aujourd'hui sont implantés sur la commune les papeteries de Mauduit (490 salariés) et une usine de fabrication d'aliments pour chiens et chats Fido qui appartient au groupe Nestlé (Nestlé ayant racheté Friskies et Whiskas) qui emploie 140 personnes. La ville est en outre le siège du groupe agroalimentaire Bigard (abattoirs, viande hachée, produits élaborés traiteur), qui y a implanté son principal établissement et emploie plus de 1200 personnes, 
À noter que la ville dispose de nombreuses zones d'activités commerciales et/ou industrielles en périphérie des deux centre-ville (Kervidanou, Kergoaler, Kerisole, Kergostiou, La Villeneuve Braouic, etc.).
La ville, dont l'industrie est en souffrance depuis quelque temps, se tourne aujourd'hui vers une économie de plus en plus orientée vers les services, ainsi de nombreux investissements sont en cours pour créer/agrandir la zone commerciale de Kergoaler en direction de Mellac (Kervidanou). De nouveaux magasins y sont déjà ouverts : Gifi, Intersport, Picard, Gamm'Vert, La Halle, Distri-center, etc.). La grande distribution est représentée par un hypermarché E. Leclerc (240 salariés) et un supermarché Carrefour (45 salariés).
Le poids économique de la ville lui permet de se situer au quatrième rang du département du Finistère.
La ville est également pourvu d'un centre hospitalier général. Cet établissement a subi au cours du second semestre 2007 une profonde restructuration. En effet, la fermeture de la maternité fut décidée ainsi que l'arrêt des interventions de chirurgie viscérale en juillet, puis en novembre le bloc opératoire fut définitivement fermé. À la suite de négociations menées par le directeur Étienne Morel, le centre hospitalier a obtenu le maintien d'une enveloppe budgétaire permettant l'ouverture de nouvelles activités pour maintenir un niveau de performances élevé pour ce secteur du territoire de santé. En février 2008, six lits d'unité d'hospitalisation de courte durée ont ouvert, suivis par un service de géronto-psychiatrie de vingt lits et cinq places. Au printemps 2009, une première partie de l'unité de soins de suite en pneumologique fut également ouverte.
Le secteur hébergement qui représente plus de la moitié de la capacité de l'établissement connaît également de profonds changements avec l'ouverture de la maison de retraite de Moëlan-sur-Mer en 2005, la signature de la convention tripartite en décembre 2007 et le démarrage des travaux de reconstruction de la résidence de Bois Joly (vaste chantier qui durera jusqu'en 2015).
Les établissements actifs par secteur d'activité au 31 décembre 2015 à Quimperlé est présenté ci-dessous.
|                                                              | Total | % com | 0 salarié | 1 à 9 salarié(s) | 10 à 19 salariés | 20 à 49 salariés | 50 salariés ou plus |
| ------------------------------------------------------------ | ----- | ----- | --------- | ---------------- | ---------------- | ---------------- | ------------------- |
| Ensemble                                                     | 1164  | 100,0 | 744       | 338              | 38               | 24               | 20                  |
| Agriculture, sylviculture et pêche                           | 22    | 1,9   | 17        | 5                | 0                | 0                | 0                   |
| Industrie                                                    | 85    | 7,3   | 44        | 28               | 7                | 2                | 4                   |
| Construction                                                 | 102   | 8,8   | 72        | 26               | 3                | 1                | 0                   |
| Commerce, transports, services divers                        | 717   | 61,6  | 449       | 236              | 18               | 11               | 3                   |
| dont commerce et réparation automobile                       | 213   | 18,3  | 114       | 85               | 7                | 5                | 2                   |
| Administration publique, enseignement, santé, action sociale | 238   | 20,4  | 162       | 43               | 10               | 10               | 13                  |

## Transports

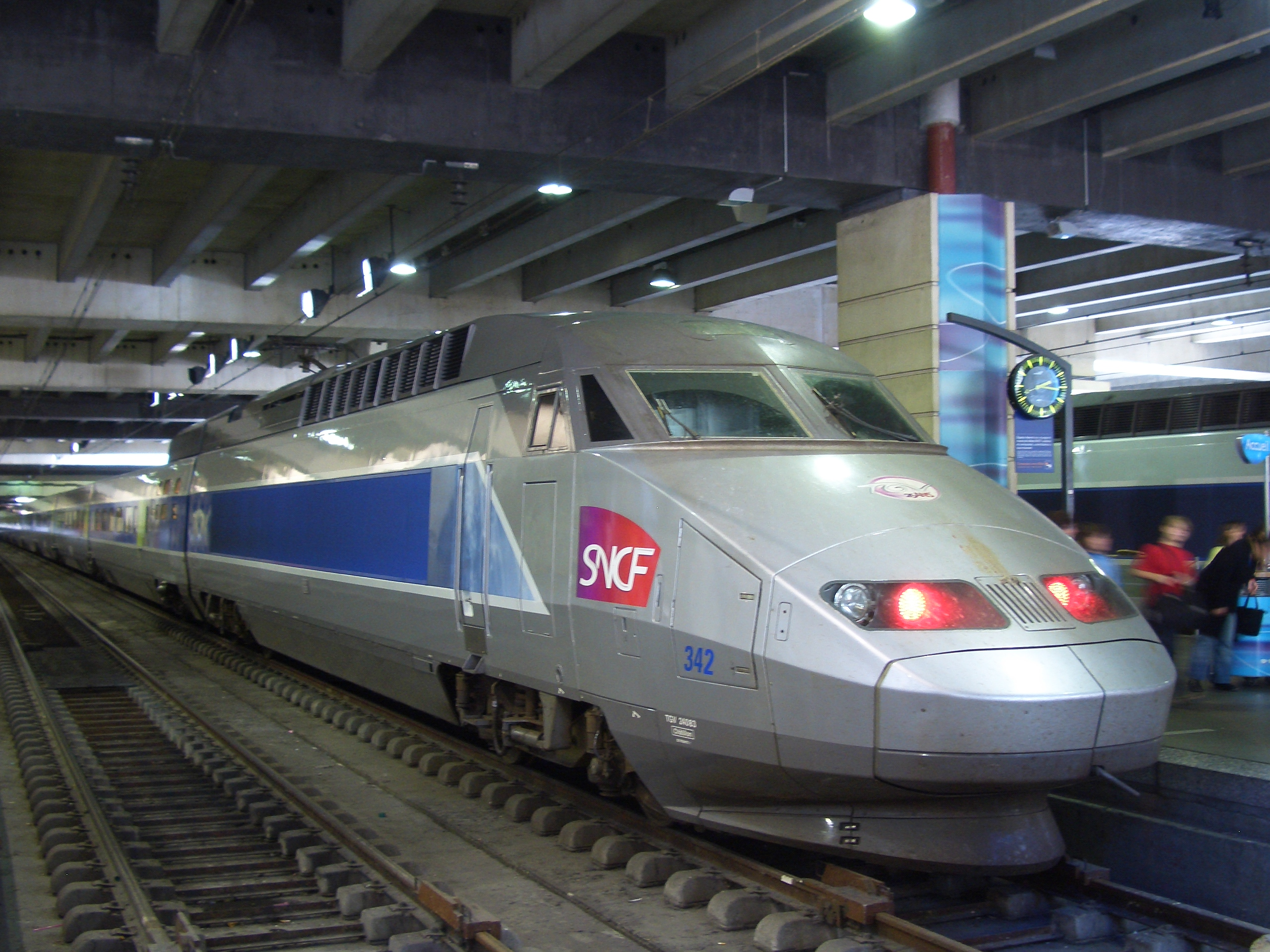
La gare de Paris-Montparnasse est à quatre heures de Quimperlé avec le TGV Atlantique.

Quimperlé est largement desservie au niveau des transports et équipée en voies de communication.
La voie rapide RN 165 traverse la commune d'est en ouest. Elle franchit la vallée de la Laïta par un viaduc à environ 1 km au sud de la ville et Quimperlé est desservie par deux échangeurs, celui de Kervidanou à l'ouest, celui de Kerfleury à l'est, qui ont suscité tous les deux l'essor de zones industrielles, artisanales et commerciales. Un demi-échangeur dessert également le centre-ville, uniquement dans le sens vers ou depuis Lorient.

### Train
La gare de Quimperlé est un arrêt du TGV Atlantique. Ce dernier met la ville de Quimperlé à seulement 3 h 20 de Paris avec trois allers-retours quotidiens grâce à la ligne dénommée initialement ligne de Savenay à Landerneau, et qui est désormais desservie par le prolongement de la LGV Bretagne-Pays de la Loire ; ce fut par le passé un carrefour ferroviaire, avec la ligne allant de Quimperlé à Concarneau, via Pont-Aven, ouverte à partir de 1903 et fermée en 1936. Les liaisons par TER sont en essor, vers Quimper et vers Lorient ainsi que Nantes et Rennes. En 2012 ont commencé des travaux destinés à aménager en un ensemble fonctionnel la gare ferroviaire et la gare routière.
| Année | Passagers | Variation annuelle |
| ----- | --------- | ------------------ |
| 2011  | 244 519   | 0 %                |
| 2012  | 262 924   | + 7,5 %            |
| 2014  | 269 277   | + 2,4 %            |
| 2015  | 269 023   | 0 %                |
| 2016  | 266 432   | - 0,9 %            |
| 2017  | 282 471   | + 6,1 %            |
| 2018  | 269 283   | - 4,8 %            |

En 2012, les lignes Lorient-Quimperlé et Quimperlé-Quimper représentaient 162 000 voyageurs.

#### Réseau TER Bretagne
- Trains (Gare de Quimperlé)

| Ligne | 18 |  | Quimper ↔ Quimperlé ↔ Lorient |

| Ligne | 3 |  | Quimper ↔ Quimperlé ↔ Nantes |

### Bus

#### RéseauTBK
La communauté d'agglomération Quimperlé communauté a créé en 2011 un réseau de transport de voyageurs par bus dénommé TBK. En 2019, près de 840 000 voyageurs ont emprunté ce réseau sur l'année.

##### Lignes urbaines[107]
| Ligne | A |  | Baye - Saint Jean / Quimperlé - Coat Déro ↔ Quimperlé par gare SNCF ↔ Quimperlé - Loge Daniel                 |
| Ligne | B |  | Tréméven - Loc Yvi / Quimperlé - Guthiern ↔ Quimperlé par gare SNCF ↔ Quimperlé - Zabrenn / Mellac - Ty Bodel |
| Ligne | C |  | Mellac - Bowling ↔ Quimperlé par gare SNCF ↔ Quimperlé - Bois-Joly                                            |

##### Lignes intercommunales[108]
| Ligne | 1    |  | Quimperlé - Gare SNCF ↔ Guiscriff - Place de l'église        |
| Ligne | 2    |  | Quimperlé - Gare SNCF ↔ Scaër - Centre Poste                 |
| Ligne | 2bis |  | Bannalec - Gare SNCF ↔ Saint-Thurien - Centre                |
| Ligne | 3    |  | Quimperlé - Gare SNCF ↔ Le Trévoux - Centre Poste            |
| Ligne | 4    |  | Quimperlé - Gare SNCF ↔ Moëlan-sur-Mer - Blorimond           |
| Ligne | 5    |  | Quimperlé - Gare SNCF ↔ Clohars-Carnoët - Doëlan Rive Droite |
| Ligne | 6    |  | Quimperlé - Gare SNCF ↔ Guidel - Place Jaffré                |
| Ligne | 7    |  | Quimperlé - Gare SNCF ↔ Guilligomarc'h - Centre              |
| Ligne | 8    |  | Quimperlé - Gare SNCF ↔ Le Faouët — Place des halles         |
| Ligne | 9    |  | Riec-sur-Bélon - Place Dr Y. Loudoux ↔ Guidel - Place Jaffré |
| Ligne | 10   |  | Quimperlé - Gare SNCF ↔ Pont-Aven - Ville                    |

## Sport
La commune de Quimperlé comporte près de quarante sept associations sportives totalisant plus de trois mille cinq cents licenciés.
Quelques clubs :
- TC Quimperlé (tennis) ;
- FC Quimperlé (football) ;
- BC kemperle (badminton) ;
- KBC (basket) ;
- ROCK (rugby) ;

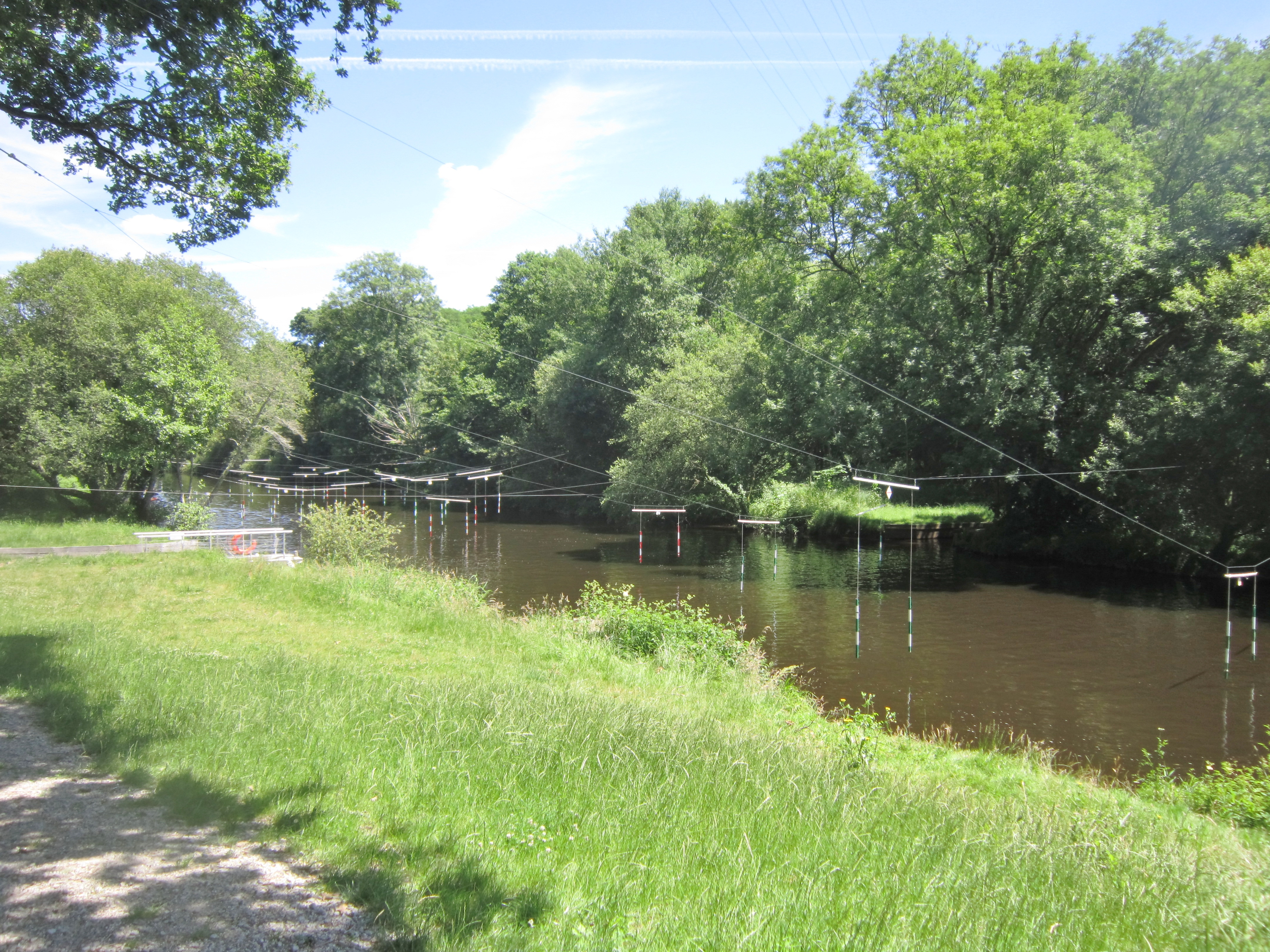
L'Ellé en amont de Quimperlé : la base de canoë-kayak (à la limite de la commune de Tréméven).

- Nageurs des 3 Rivières (natation) ;
- Les araignées de l'Ouest (escalade) ;
- US Quimperlé (football) ;
- TT Kemperlé (tennis de table)...

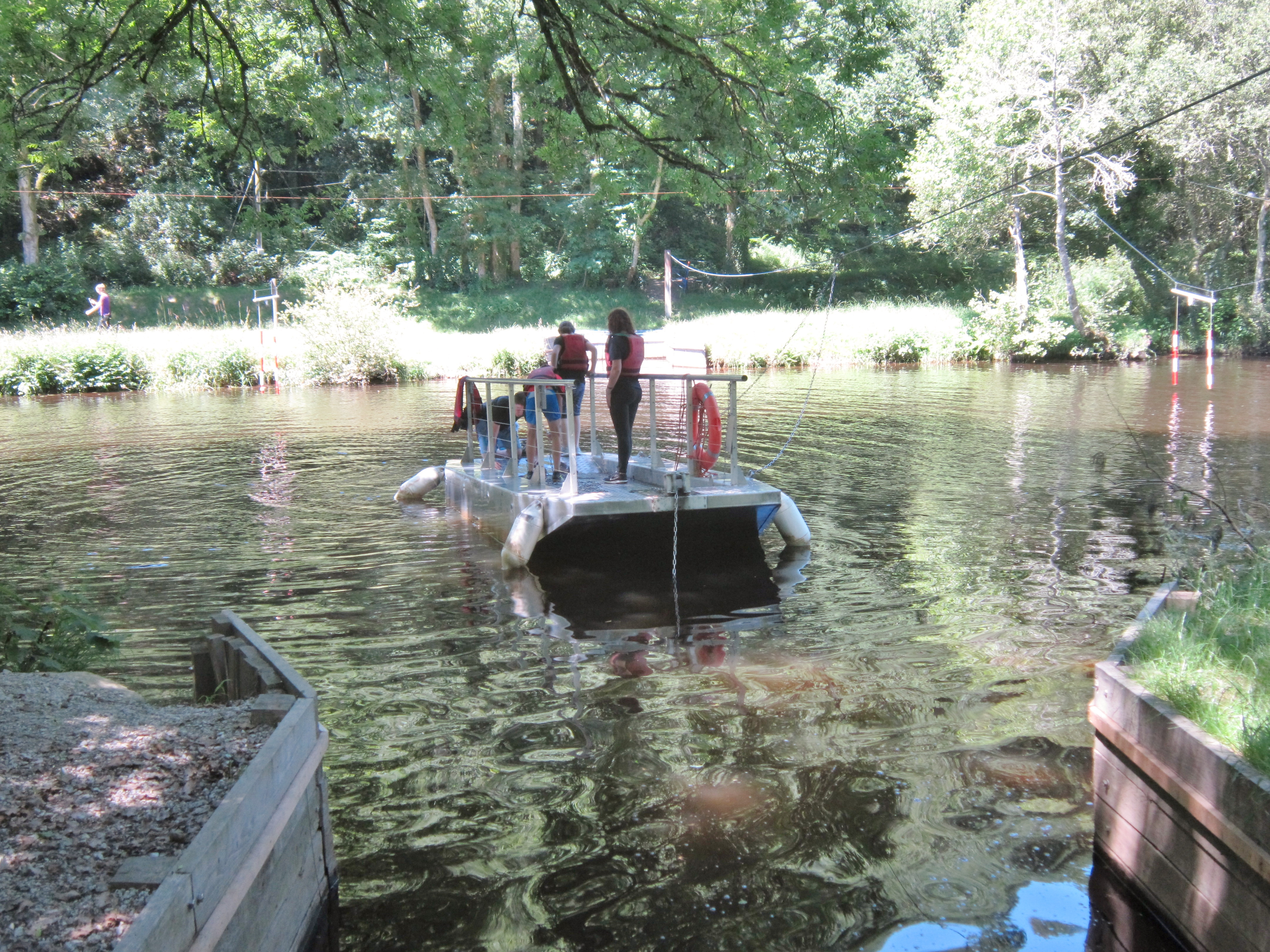
Le Glenmor, bateau transbordeur permettant la traversée de l'Ellé en amont de Quimperlé au niveau de la base de canoë-kayak (bateau fonctionnant à l'initiative des usagers, maximum 6 personnes).
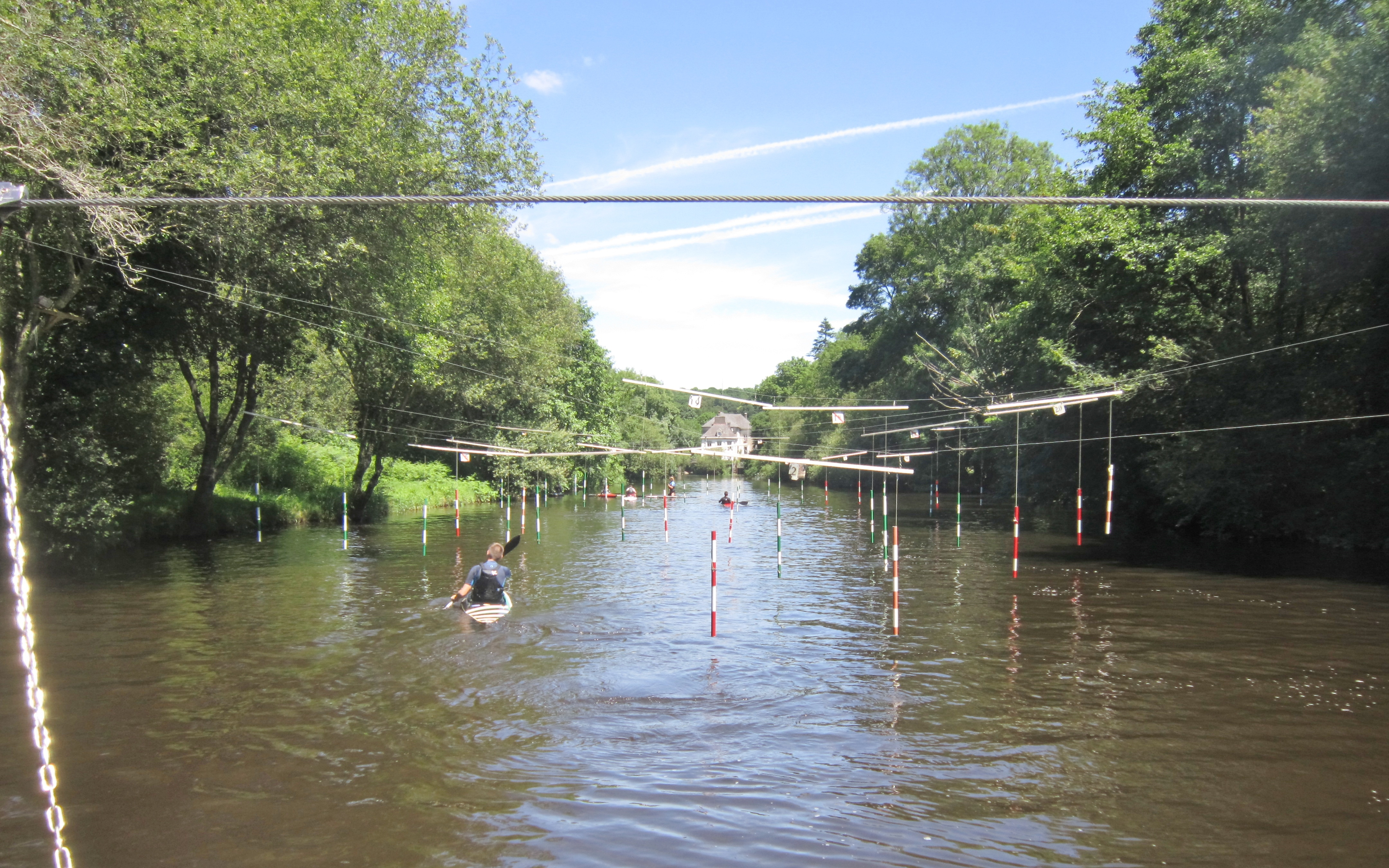
L'Ellé en amont de Quimperlé : la base de canoë-kayak (photographie prise depuis le bateau transbordeur).

### Football

Logo du FC quimperlois en 2021.

Le Football Club quimperlois a été créé en 1968. Le club a évolué cinq saisons en Division 4 entre 1978 et 1983 et joue au stade Jean-Charter.

## Patrimoine

### Monuments
- Dolmen de Roscasquen classé au titre des monuments historiques par arrêté du 3 avril 1958[111].
- Tumulus de Lothéa : tombe datée de l'Âge du bronze ancien qui a livré un riche matériel, tumulus visible dans la forêt de Carnoët.
- L'abbaye Sainte-Croix de Quimperlé est une abbaye bénédictine, fondée en 1029 ou 1050, par le comte de Cornouaille, Alain Canhiart. C'est, avec l'église de Lanleff, dans les Côtes-d'Armor, la seule église de Bretagne à avoir un plan circulaire, calqué sur celui de l'église du Saint-Sépulcre, à Jérusalem. Ce plan a, de plus, la forme d'une croix grecque. Sainte-Croix est l'église romane à plan centré la plus haute de France. Le clocher s'est effondré sur le nord-ouest de l'église en mars 1862. La restauration est effectuée par l'architecte Joseph Bigot, voulant restituer un caractère résolument roman à l'édifice. Il ne rétablit pas, par exemple, la porte d'accès de style gothique construite, au nord, au XVIe siècle, et donnant sur la rue Brémond d'Ars actuelle ; c'est à lui que l'on doit aussi le chœur surélevé, qui n'existait pas à l'origine. Le chœur des moines et le chevet sont des chefs-d'œuvre de l'art roman (relativement rare en Bretagne). La crypte du XIe siècle, très bien conservée, contient deux gisants, dont celui de saint Gurloës ou saint Urlou, premier abbé bénédictin de l'abbaye. La Mise au tombeau, en calcaire de Saintonge, sculptée aux environs de 1500, est remarquable par son ancienneté, la taille et le nombre de ses personnages, même si, entreposée de manière précaire dans le jardin de l'abbaye pendant plusieurs décennies, elle a totalement perdu sa polychromie originale (la Mise au tombeau a été restaurée en 1995). Le retable monumental du XVIe siècle, également en pierre calcaire, a été restauré au début des années 2000. On y voit profusion de statues : évangélistes, apôtres, prophètes, Christ en majesté, vertus, sous des dais, des pinacles qui sont une vraie dentelle de pierre. Un rare christ habillé ou « en robe », en bois, du XVIIe siècle, fait face à une chaire du XVIIe siècle[112].

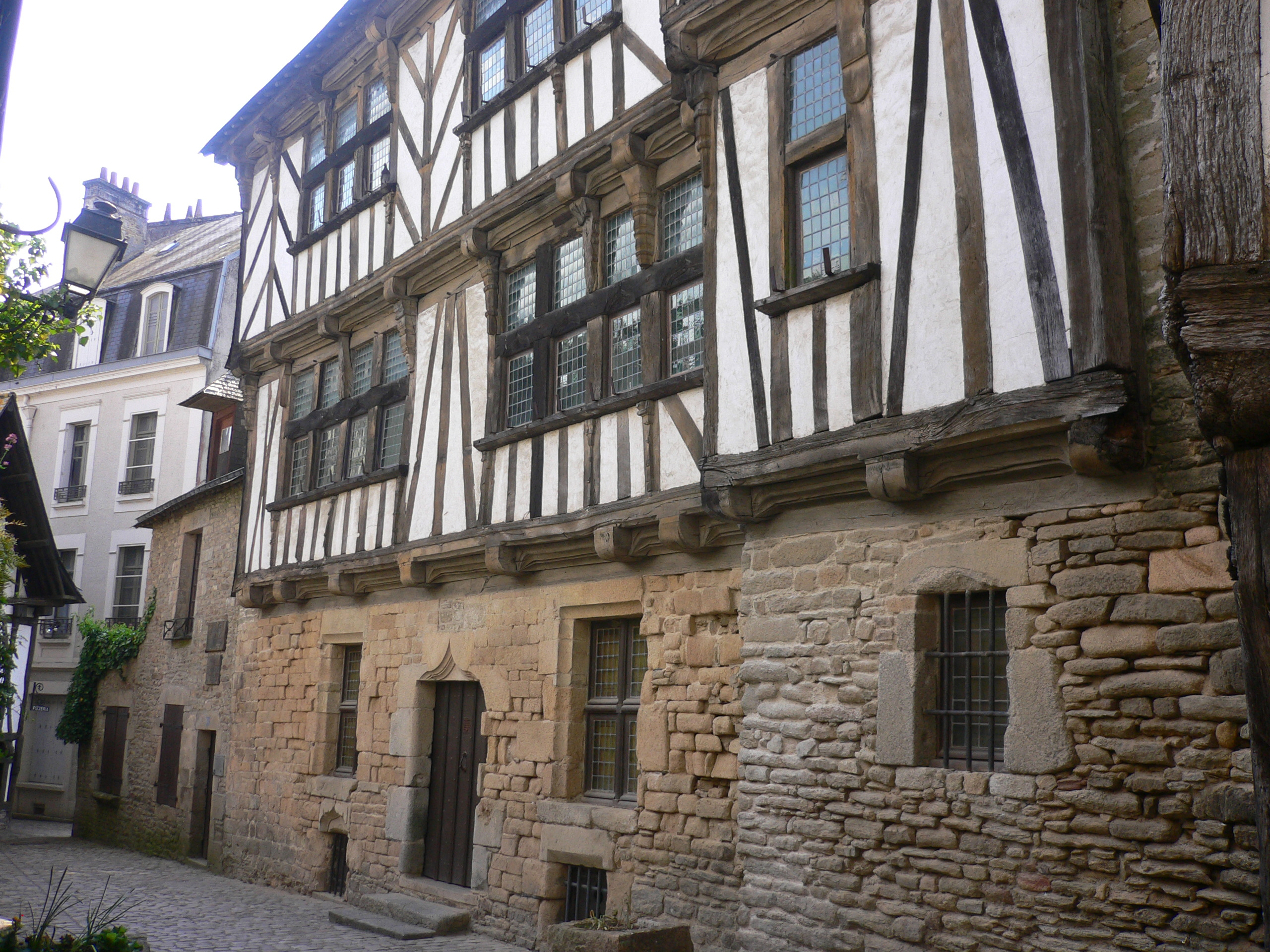
Maison à pans de bois dite « maison des archers ».

L'église abbatiale Sainte-Croix
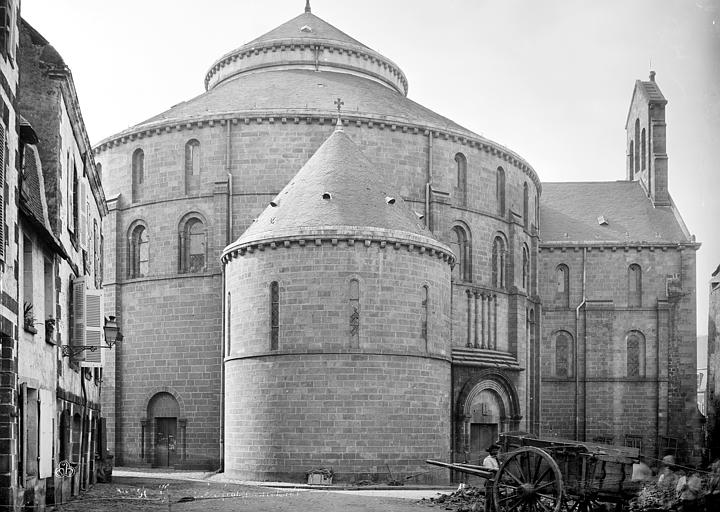
L'église abbatiale.
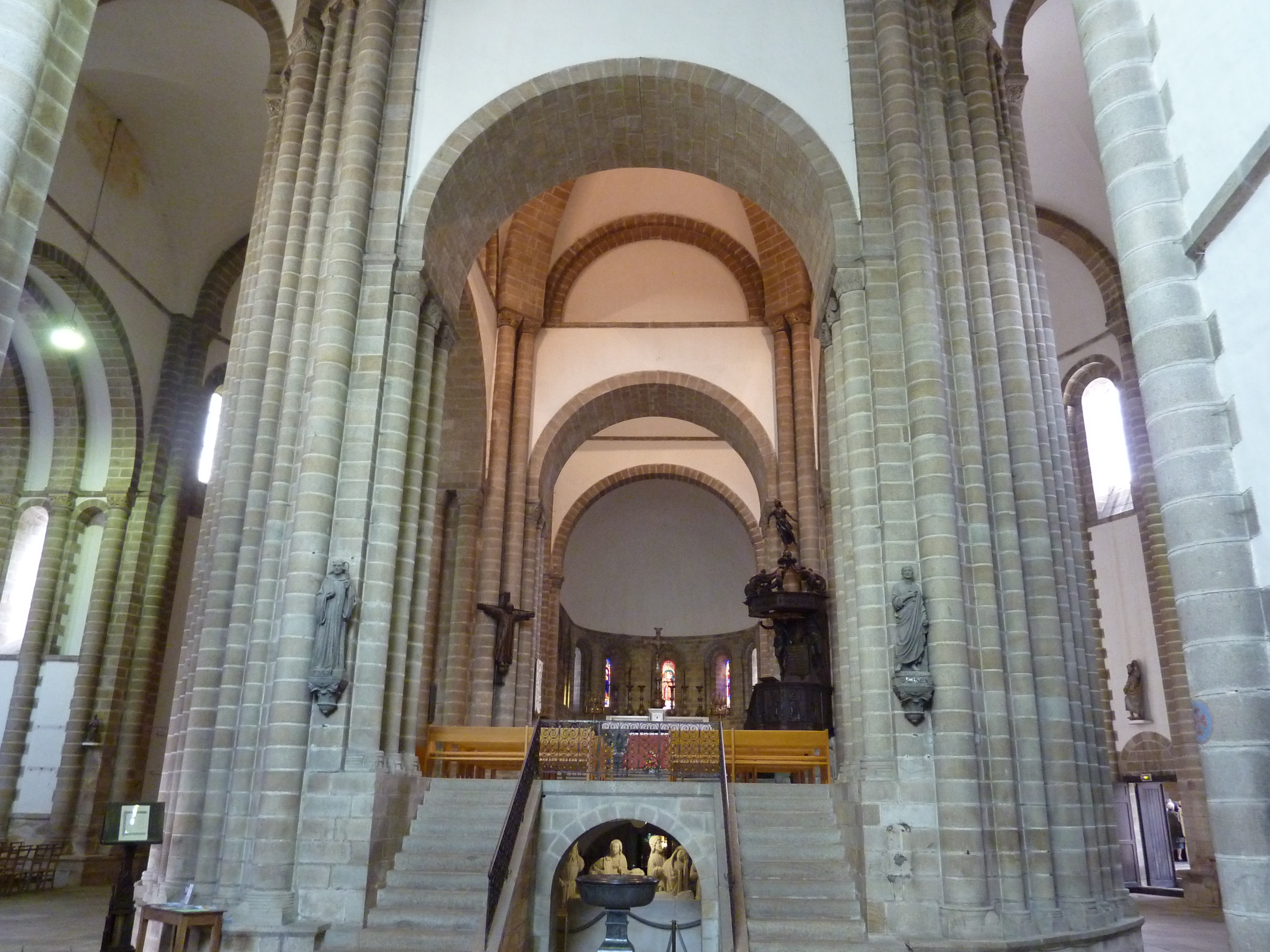
Le chœur surélevé.
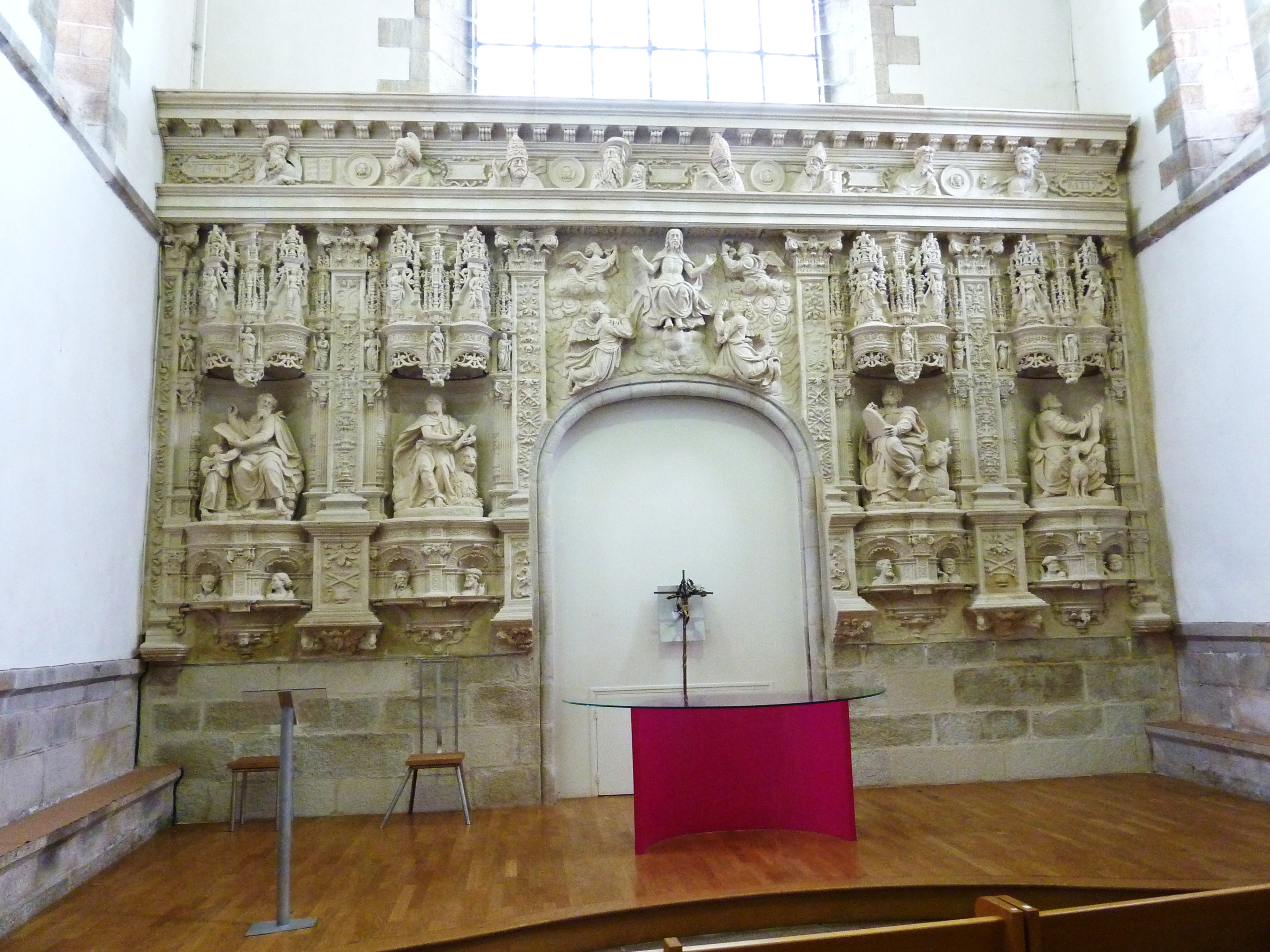
Le retable du XVIe siècle.
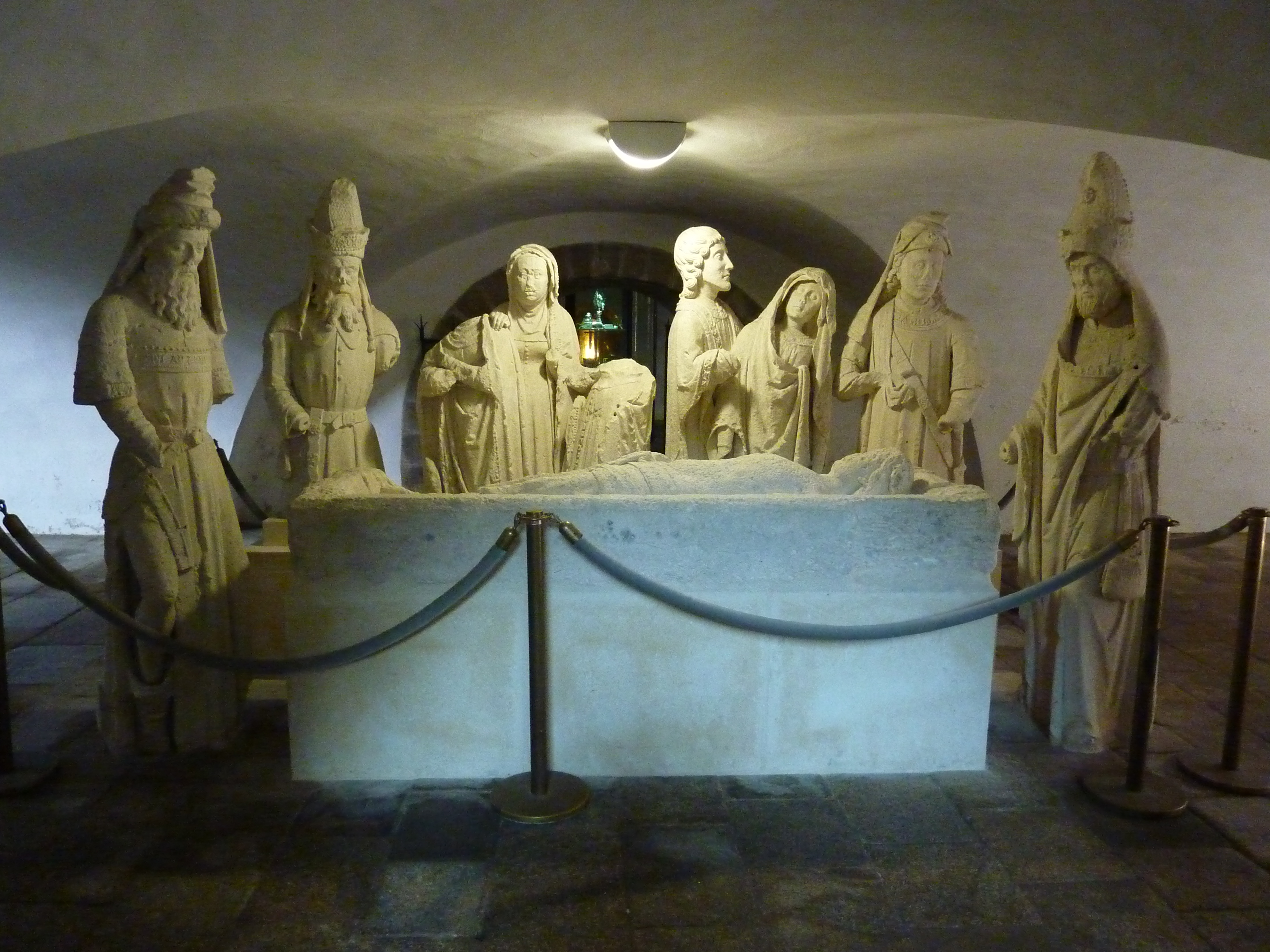
La Mise au tombeau du XVIe siècle.
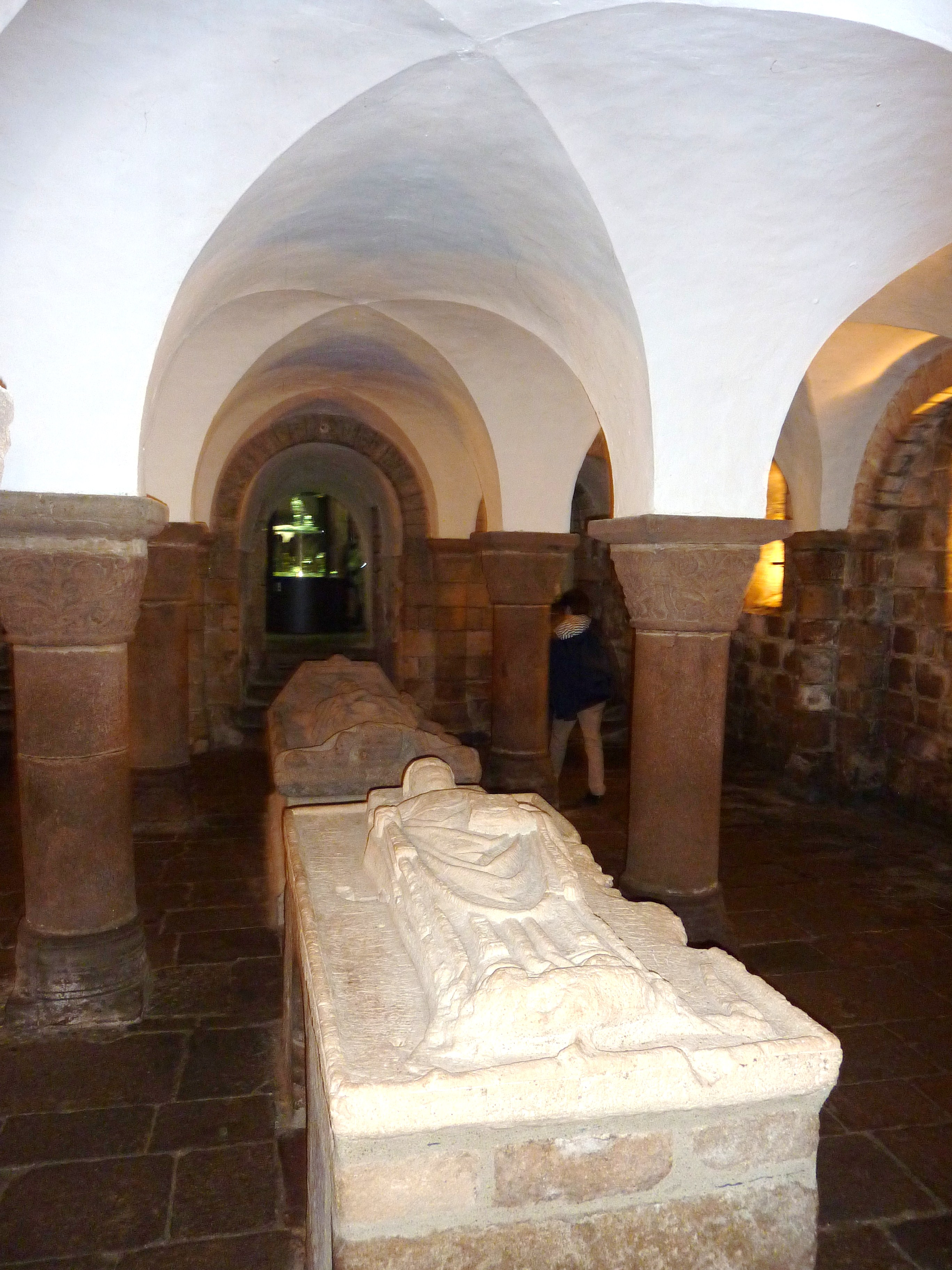
La crypte : gisant de saint Urlou/Gurloës.

L'église Notre-Dame de l'Assomption, place Saint-Michel (ville haute).

Albert Robida, Le Porche de l'église Notre-Dame de l'Assomption (vers 1900), lithographie. Il s'agit du porche nord.

- L'église Notre-Dame de l'Assomption est une construction des XIIIe et XVe siècles, surmontée d'une tour carrée haute de 35 mètres[113]. L'édifice d'origine, vaste chapelle de pèlerinage à vaisseau unique, datant probablement du dernier quart du XIIIe siècle[114],[113], est dans un style gothique primitif[115]. Il est ruiné en 1373[114] ou 1375 par Du Guesclin, lors de la tentative d'annexion française[113]. En 1383, le pape Urbain VI accorde une indulgence aux bienfaiteurs qui financeront sa restauration[116]. Une deuxième campagne de construction commence alors. La nef est décalée vers l'est, fermée par un nouveau mur ouest. Le porche sud est remplacé. Les piliers ouest de la croisée du transept s'élèvent. C'est une « reprise hésitante et par endroits malhabile[117] ». Mais les travaux prennent un tour décisif à partir de 1418, grâce aux dons du duc Jean V (couvrement de la nef, achèvement du porche sud, porche nord, partie orientale de la croisée du transept, chœur beaucoup plus vaste, tour[117]), et la construction se fait dès lors en style gothique flamboyant. Ainsi agrandie, la chapelle accueille la communauté des bourgeois de la ville[113]. De l'édifice originel du XIIIe siècle ne subsistent que les murs nord et sud de la nef[113]. En 1621[117] ou 1623, la tour est surmontée d'une flèche en bois recouvert de plomb. En 1773, l'église paroissiale Saint-Michel, toute proche, menace ruine. Notre-Dame de l'Assomption devient l'église de la paroisse Saint-Michel. Depuis, elle est parfois appelée église Saint-Michel[113]. La flèche est détruite en décembre 1793 pour en récupérer le métal, sur ordre des délégués du représentant en mission Bréard. En 1859, sous le nom de Notre-Dame, une nouvelle paroisse est créée. Elle regroupe les anciennes paroisses Saint-Michel et Lothéa. Notre-Dame de l'Assomption en devient l'église paroissiale[114]. À l'intérieur, les sablières, sculptées vers 1430, sont parmi les plus anciennes de Bretagne[112]. L'église possède une statuaire intéressante : à l'extérieur, une Vierge allaitante (XVIe siècle) conservant des traces de polychromie ; à l'intérieur, une Vierge à l'Enfant (seconde moitié du XIVe siècle) et Notre-Dame de Bonne Nouvelle (début XVIe siècle). L'église est classée par les monuments historiques[118],[119].
- L'église Saint-Michel était l'église de l'ancienne paroisse Saint-Michel. Elle était située sur la place du même nom, tout près de Notre-Dame. En raison de son état, le culte paroissial est transféré dans l'église Notre-Dame, dans le dernier quart du XVIIIe siècle. Saint-Michel est ensuite détruite, et remplacée en 1848 par des halles, à leur tour démolies en 1962[113].
- L'abbaye Blanche est l'ancien couvent des dominicains. Fondée en 1265, par le duc Jean Ier, elle ferme en 1790 et est vendue comme bien national. Elle subit des destructions pendant la Révolution française : église détruite et bâtiments conventuels défigurés. Des religieuses s'y installent au début du XIXe siècle et, depuis 1960, les lieux abritent l'ordre des Filles de Jésus de Kermaria. La chapelle Saint-Joseph y est construite de 1932 à 1935, et est décorée de vitraux d'André Bouler.

L'abbaye Blanche
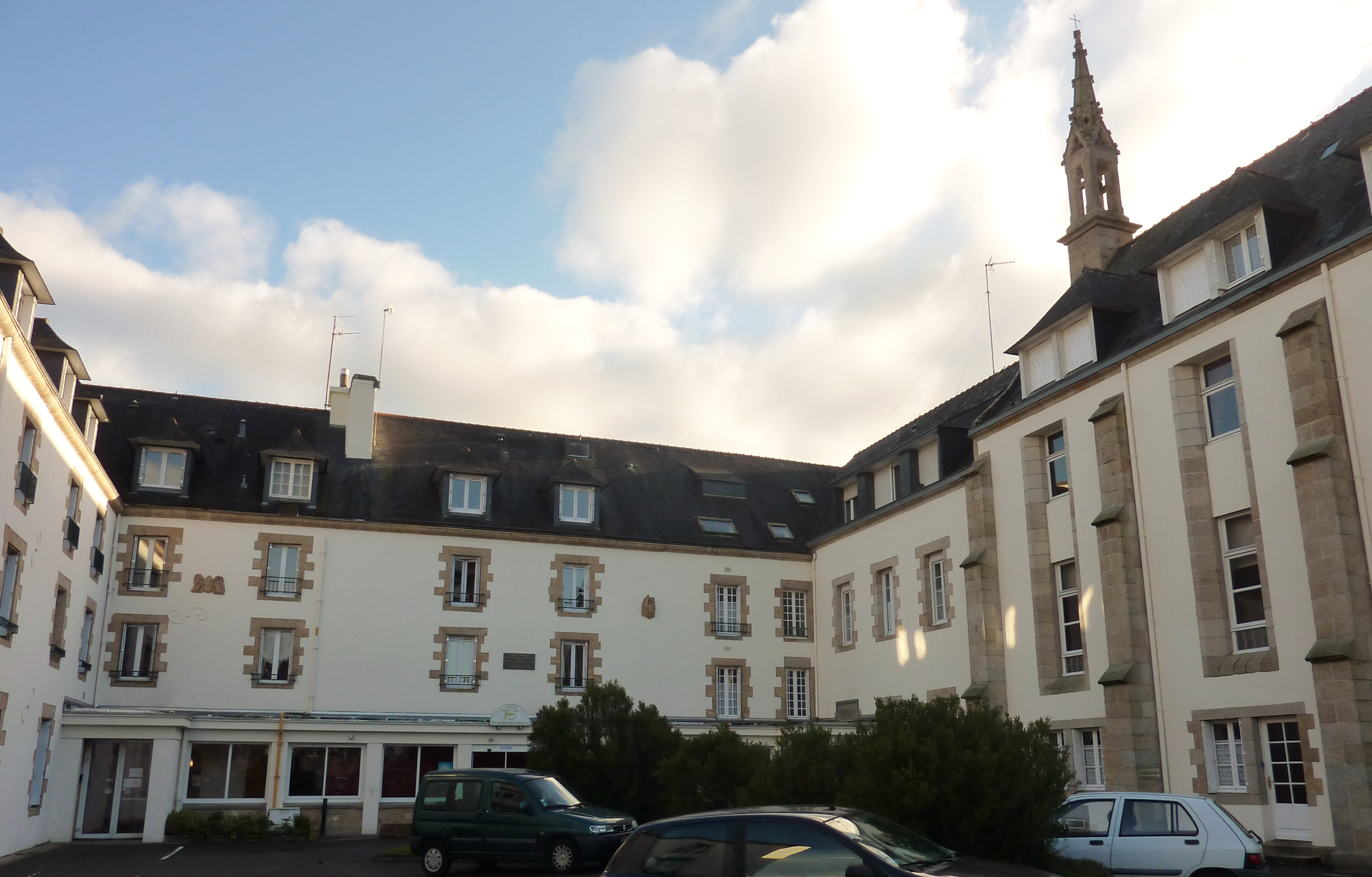
Cour intérieure de l'actuelle maison de retraite.
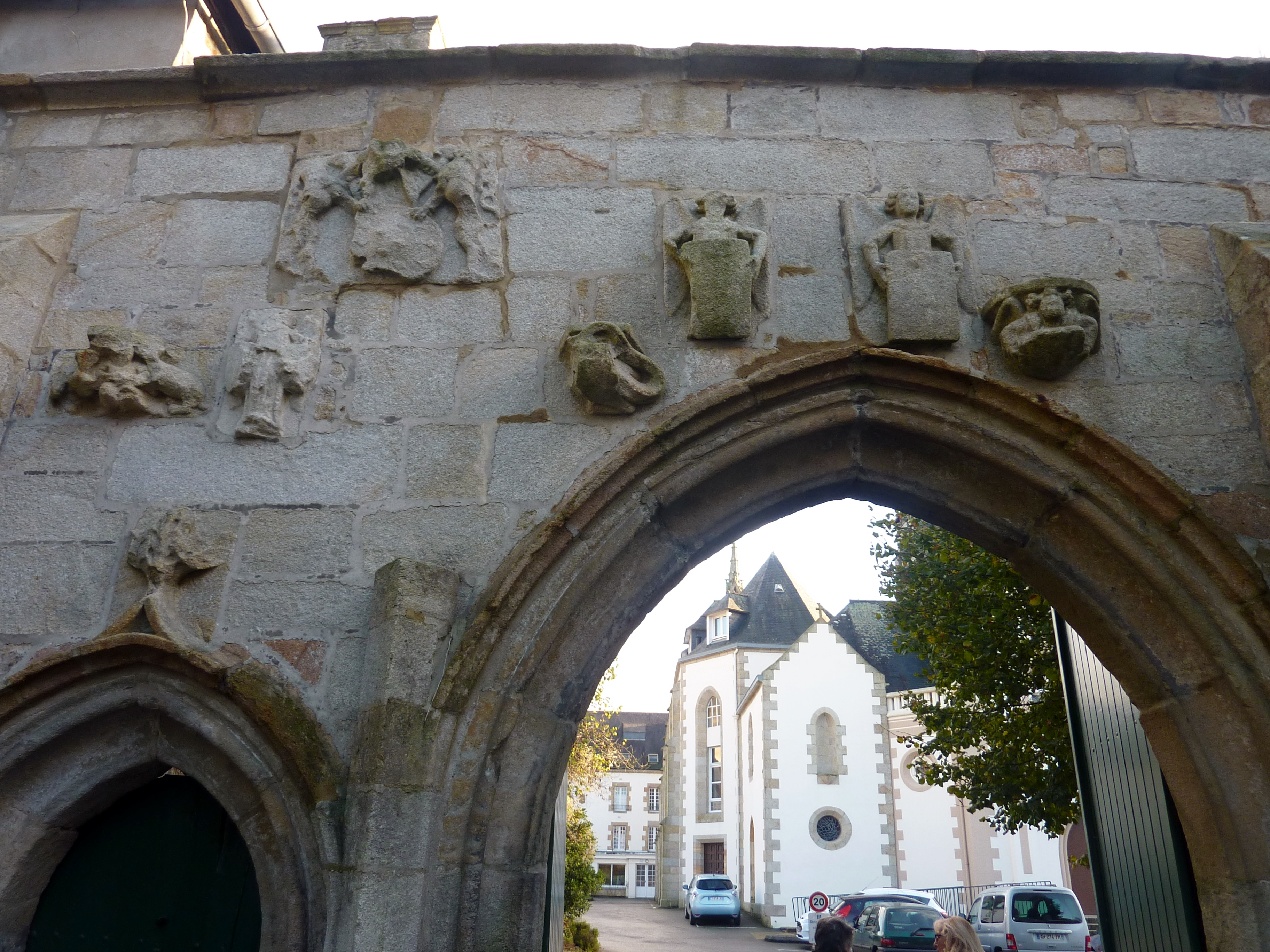
Le porche du XVe siècle, vue partielle.
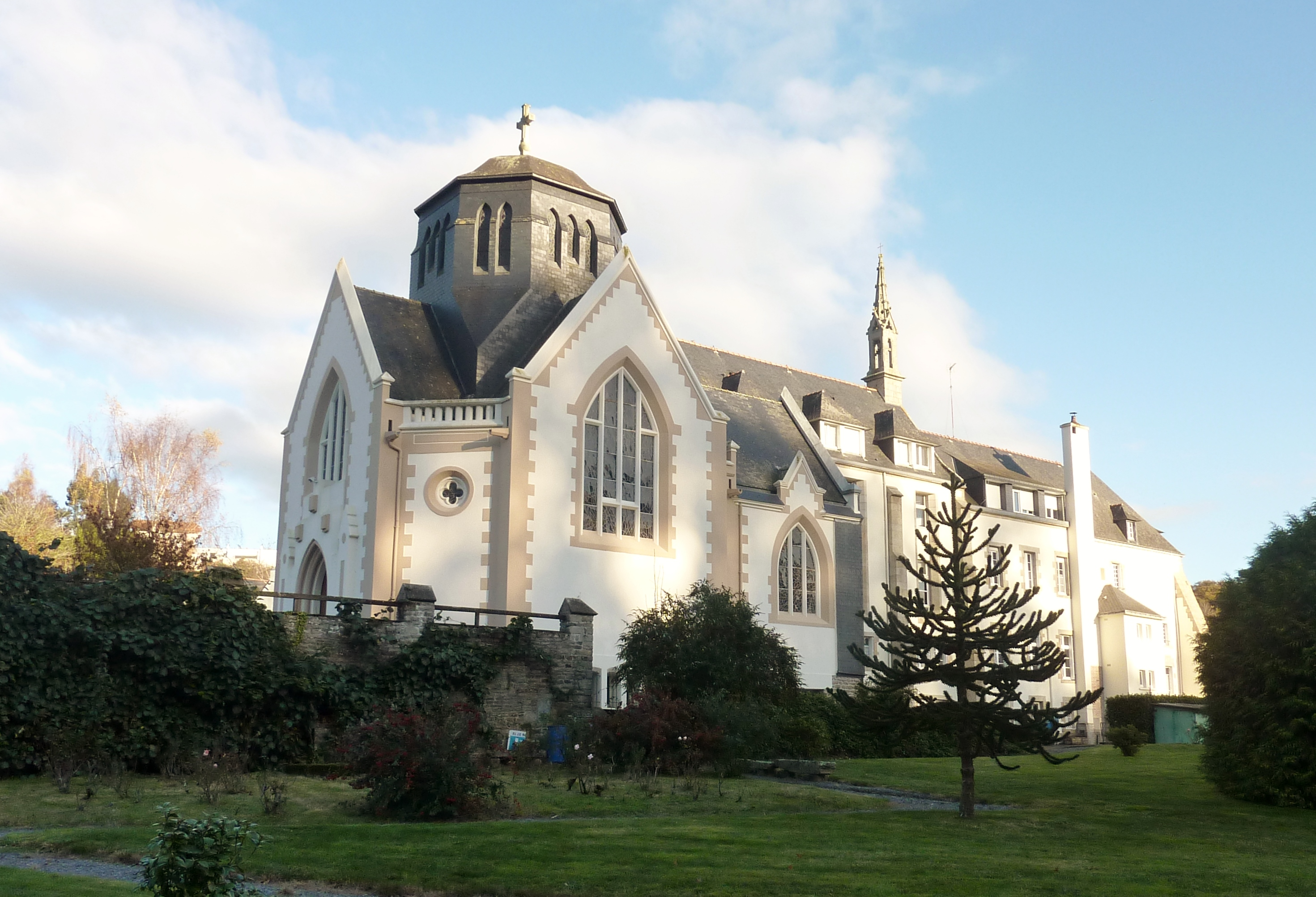
La chapelle Saint-Joseph au sein de l'abbaye, vue du côté ouest.
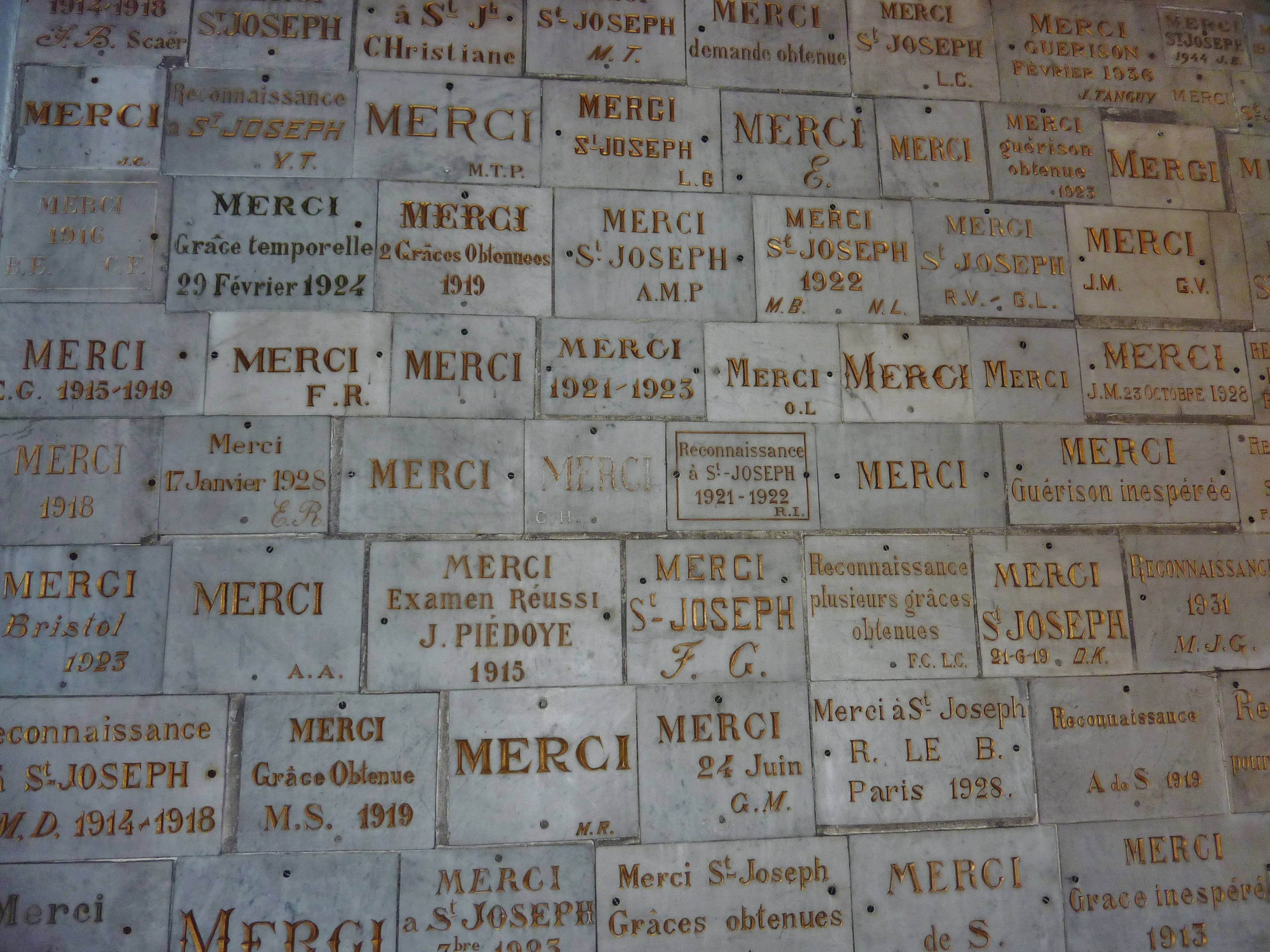
La chapelle Saint-Joseph au sein de l'abbaye, ex-votos.

- Les vestiges de l'ancienne église paroissiale Saint-Colomban. C'est peut-être à cet emplacement que saint Gurthiern aurait créé la première abbaye, suivant la règle de saint Colomban (moine d'origine irlandaise). Celle-ci aurait été détruite par les Vikings, en 878. Reconstruite à partir du XIe siècle et plusieurs fois remaniée, elle mesurait 36 mètres de long sur 16 mètres de large, avec une nef de quatre travées suivie d'un vaste chœur de plan carré, sans doute voûté. Elle est abandonnée au profit de Sainte-Croix à partir de 1792 et tombe en ruine. Il en reste le pignon ouest percé d'un porche roman du XIe siècle surmonté d'une fenêtre gothique de la fin du XVe ou du début du XVIe siècle. On note une baie haute du XIe siècle sur le côté[120]. Il subsiste également un pilier du chœur gothique, avec cul-de-lampe à visage humain. Les vestiges sont classés monuments historiques en 1949[121].

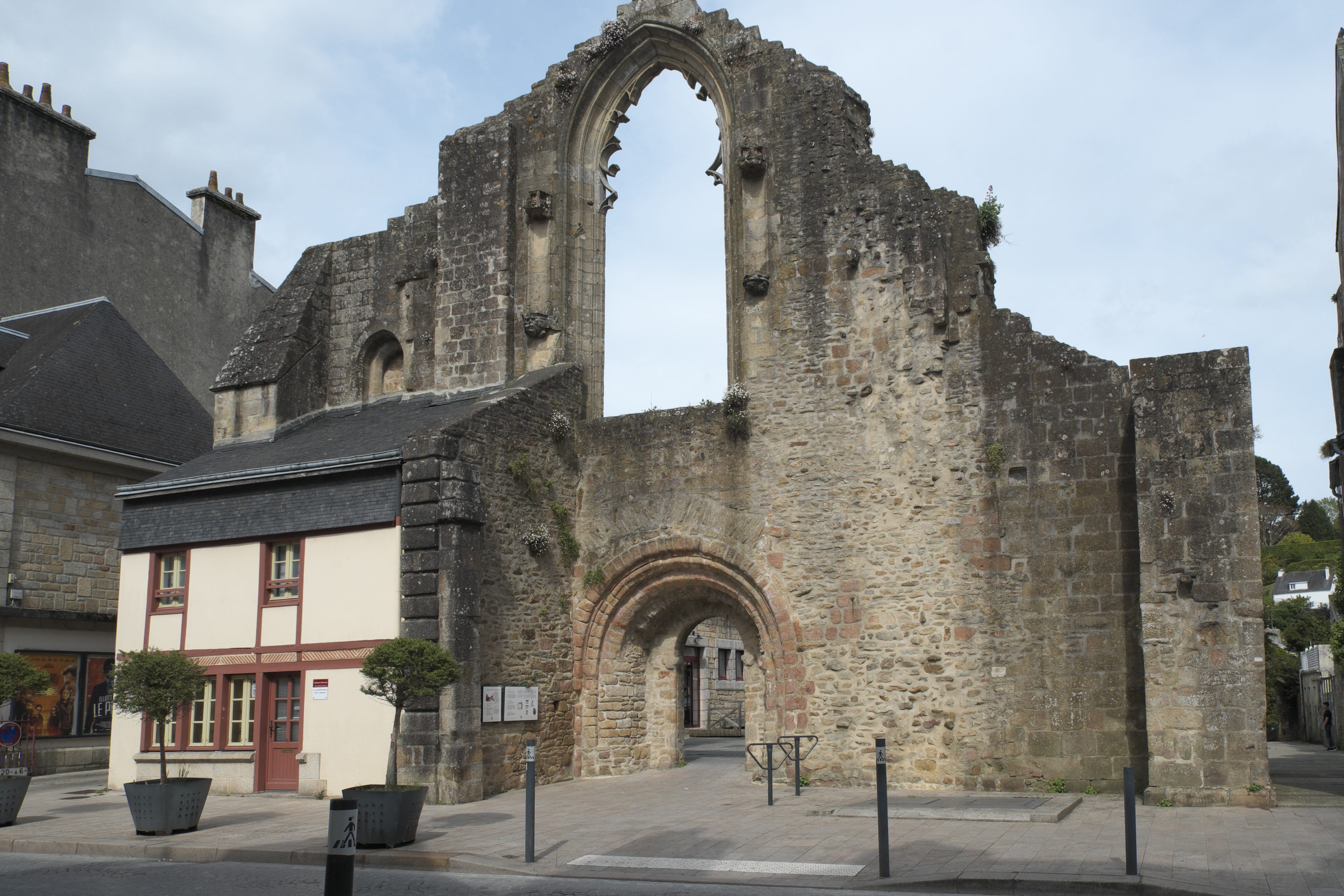
Pignon ouest de l'église Saint-Colomban
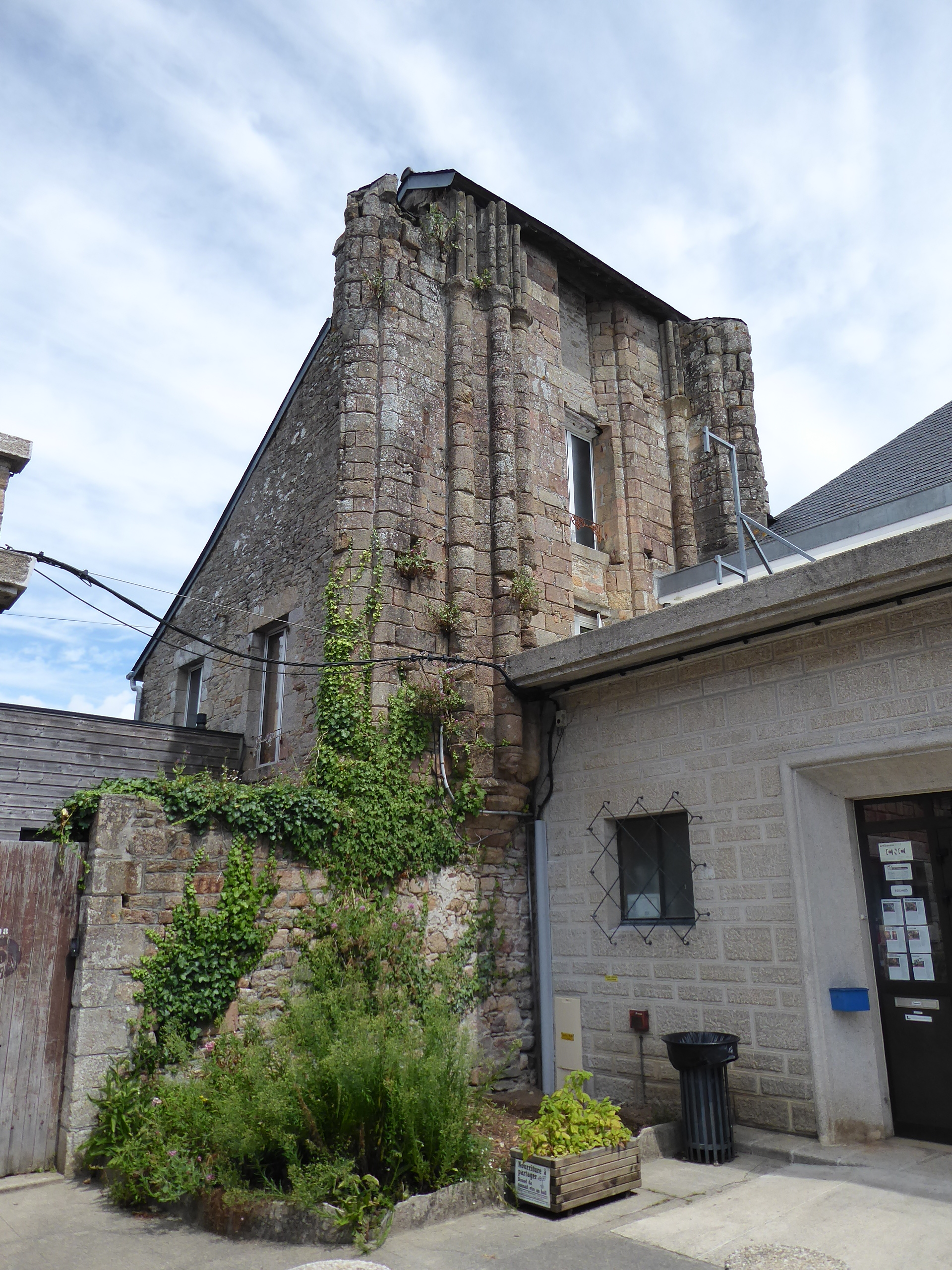
Vestiges du chœur de Saint-Colomban
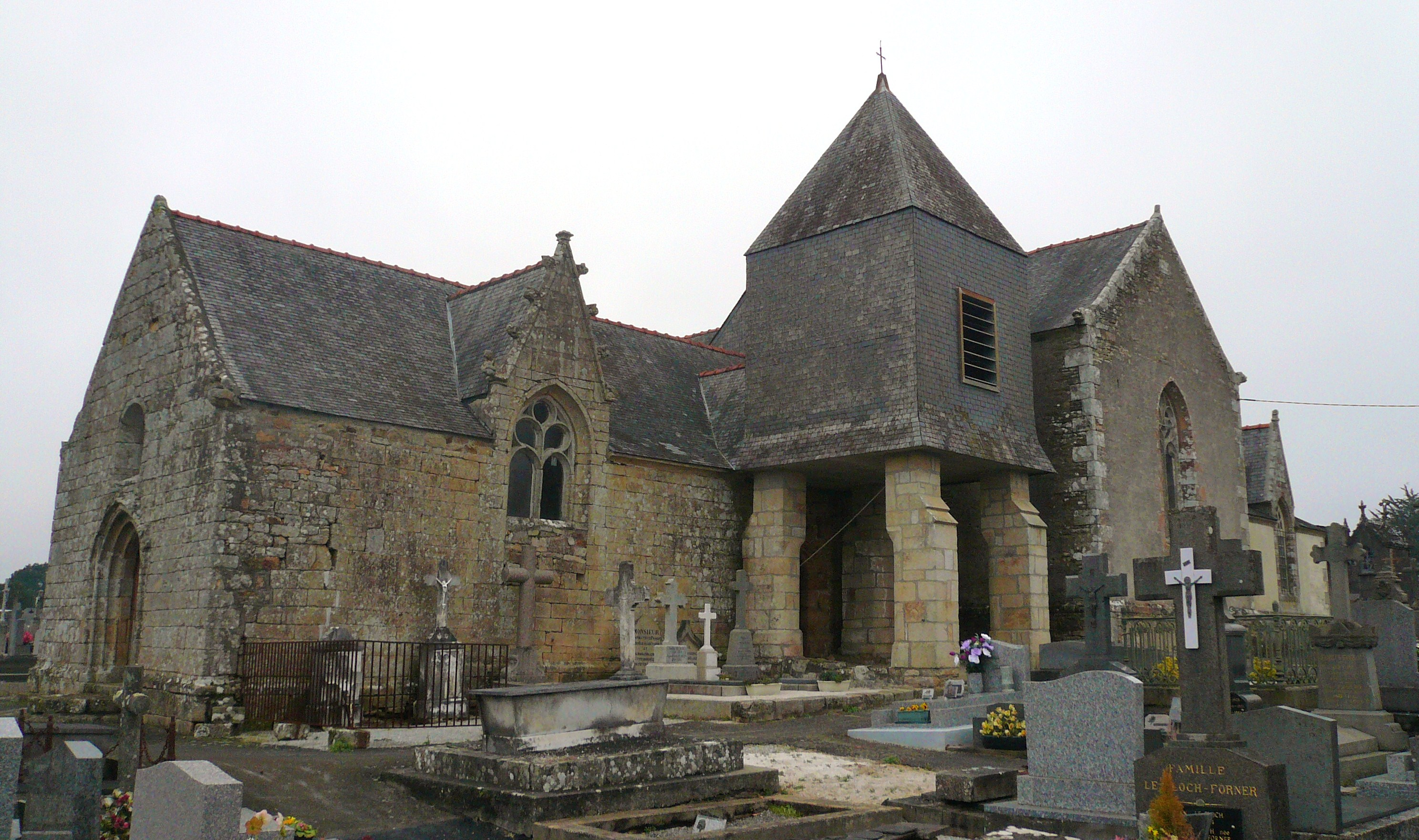
Chapelle Saint-David

- Couvent des Capucins, situé sur l'ancienne place des Capucins, aujourd'hui place des Écoles, à 200 mètres de l'ancienne église paroissiale Saint-Michel et fondé en mai 1654, et détruit au XIXe siècle. Les bâtiments furent réalisés par Mathurin Grellepoix, maître maçon originaire de Hennebont, à partir de 1654, jusqu'en 1667. Consistant en un bâtiment allongé auquel s'adjoignent deux pavillons d'angles, dans celui du sud se trouve la chapelle avec cloître, et puits, ainsi qu'un cimetière à proximité. L' histoire de ce couvent est peu connue, nous en possédons une vue cavalière datée de 1737[122].En 1793 le monastère est vendu comme bien national. La ville en devient propriétaire en 1832-1834, et jusqu'en 1853 le site était affecté à un collège d'enseignement religieux, puis en 1889 à une école supérieure de garçons. En 1881, les vestiges de la chapelle et du cloître du couvent subsistent encore. Les lieux firent l'objet d'une fouille de l'Inrap, de mai à septembre 2022, sur prescription de la Drac de Bretagne, après démolition des bâtiments de l'ancien centre Guéhenno et du lycée des garçons, ceci avant la construction du futur conservatoire de musique et de danse. Cette fouille de 800 m2 permit l'exhumation des fondations de ce monastère. Dans le cimetière, face à la chapelle, furent découverts une douzaine de sépultures, ainsi que le dépôt de fondation du couvent. Il se compose de deux blocs de granit, posés l'un sur l'autre et scellés au mortier, entre lesquels fut inséré une plaque en plomb, gravée d'un texte en latin, mentionnant le pape Innocent X, l'évêque de Cornouaille : René du Louët de Coëtjunval (1584-1668), le roi de France  Louis XIV, ainsi que le nom de la personne ayant posé la première pierre, mais difficile à identifier puisque la seule mention est : " seigneur de ...snoe ", et qu'il agit pour le compte de Charles de La Porte (1602-1664), gouverneur de Bretagne. Une croix est gravée sur la pierre du couvercle. Il était admis que ce couvent avait été construit dans une zone inhabitée de la ville, mais la fouille remet en question cette hypothèse, par la découverte d'une occupation antérieure consistant en cours pavées, et murs parcellaires[123]
- La chapelle Saint-David est l'ancienne église tréviale de Saint-David. Elle est, depuis l'origine, entourée de son cimetière, devenu communal par la suite. La nef est du XVIe siècle, le transept et le chœur sont reconstruits en 1846, par Joseph Bigot. L'édifice a peut-être comporté un ossuaire (si l'on en croit une gravure ancienne).
- Les hôtels particuliers des rues Brémond d'Ars et du Gorrequer, notamment des maisons en pans de bois.
  - L'hôtel Brémond d'Ars.
  - L'hôtel Auffret du Cosquer.
  - L'hôtel Bréart de Boisanger.
  - La « maison des archers » (Ti  ar Waregerien)[124] est une maison à pans de bois à façade sur rue, du XVIe siècle, restaurée dans les années 1970 et en 2011. Construite sur cinq niveaux, haute de trois étages, elle possède de remarquables poutres en bois et cheminées en granite. Elle fut longtemps la résidence de notables (plusieurs notaires s'y succédèrent, de père en fils, au XVIIe siècle). Elle est désormais propriété de la ville de Quimperlé qui y organise des expositions temporaires.
- Le Présidial était un immeuble construit en 1653, sur le modèle de la maison voisine (à gauche) pour abriter, au rez-de-chaussée, la cohue (marché couvert) et, à l'étage, la communauté de ville et la sénéchaussée (tribunal royal). Du bâtiment, disparu, il ne reste qu'un bel escalier en pierre, à deux volées, qui donnait notamment accès à la prison (maison voisine, à droite). Notons qu'il n'y a jamais eu de présidial à Quimperlé. La salle située en arrière de l'escalier, de construction plus récente, est utilisée comme église provisoire, pendant la restauration de l'église abbatiale Sainte-Croix, et sert, actuellement, de lieu municipal d'expositions.

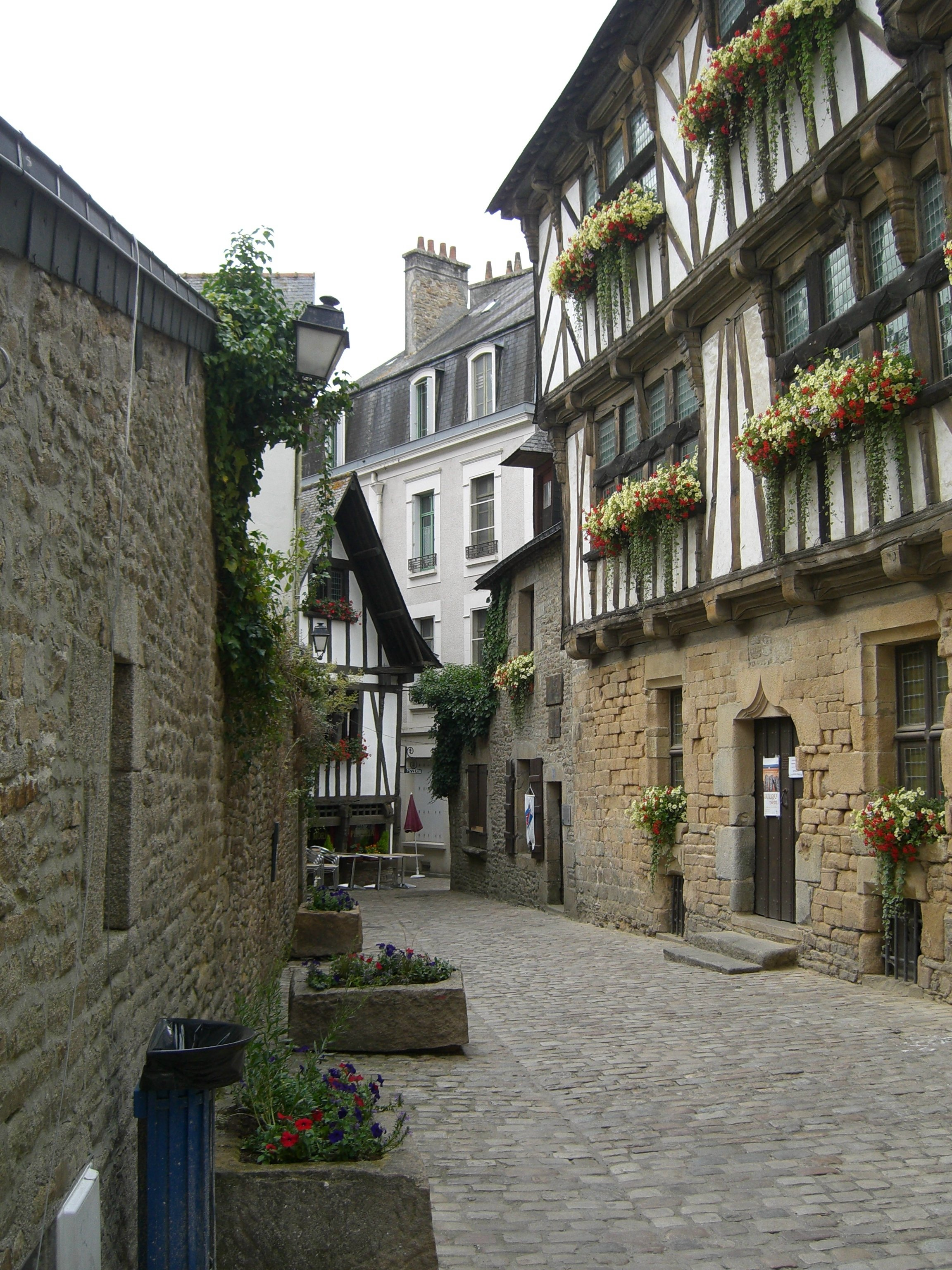
La « maison des Archers ».
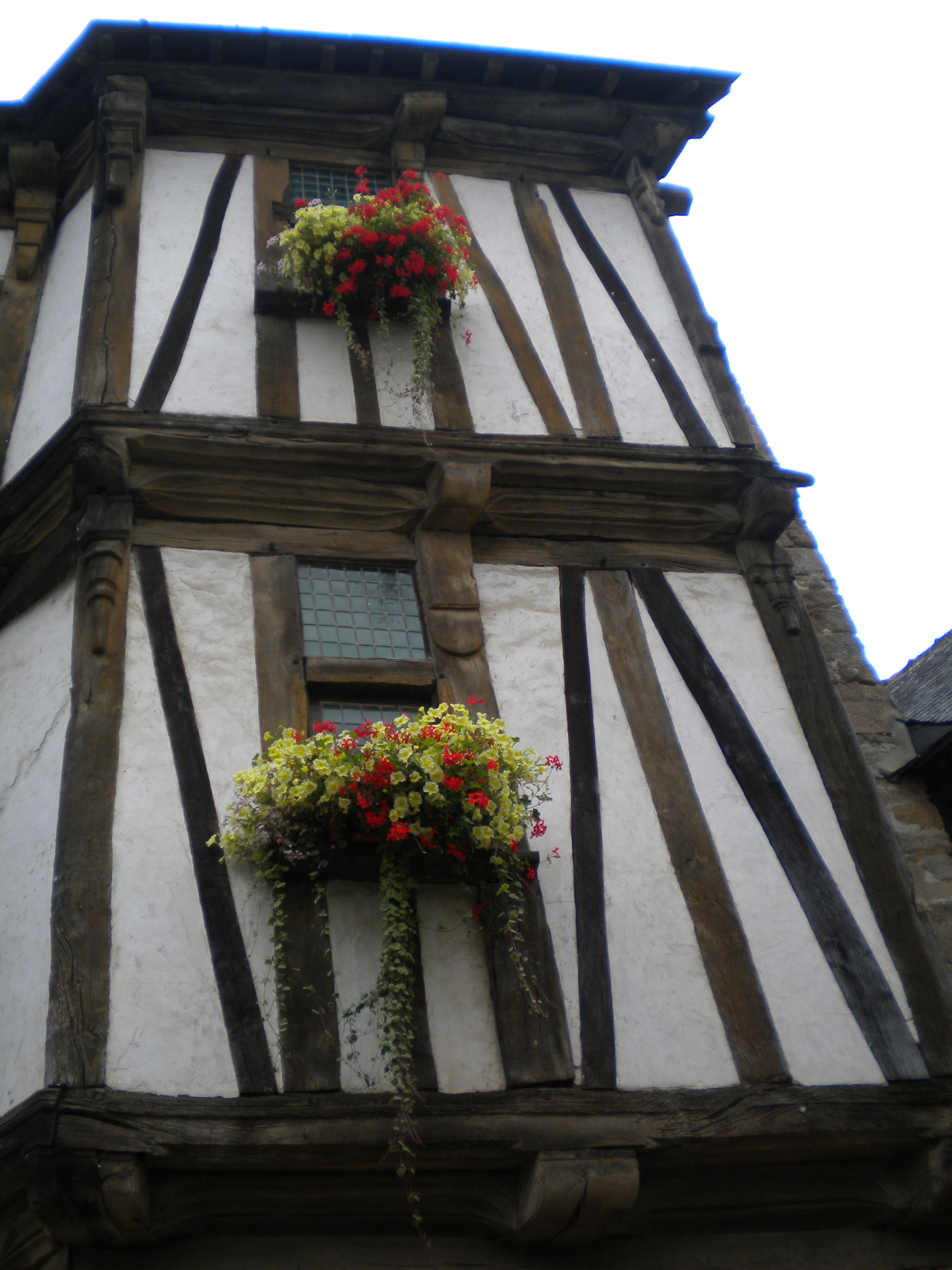
La maison du no 2, rue Dom-Morice.
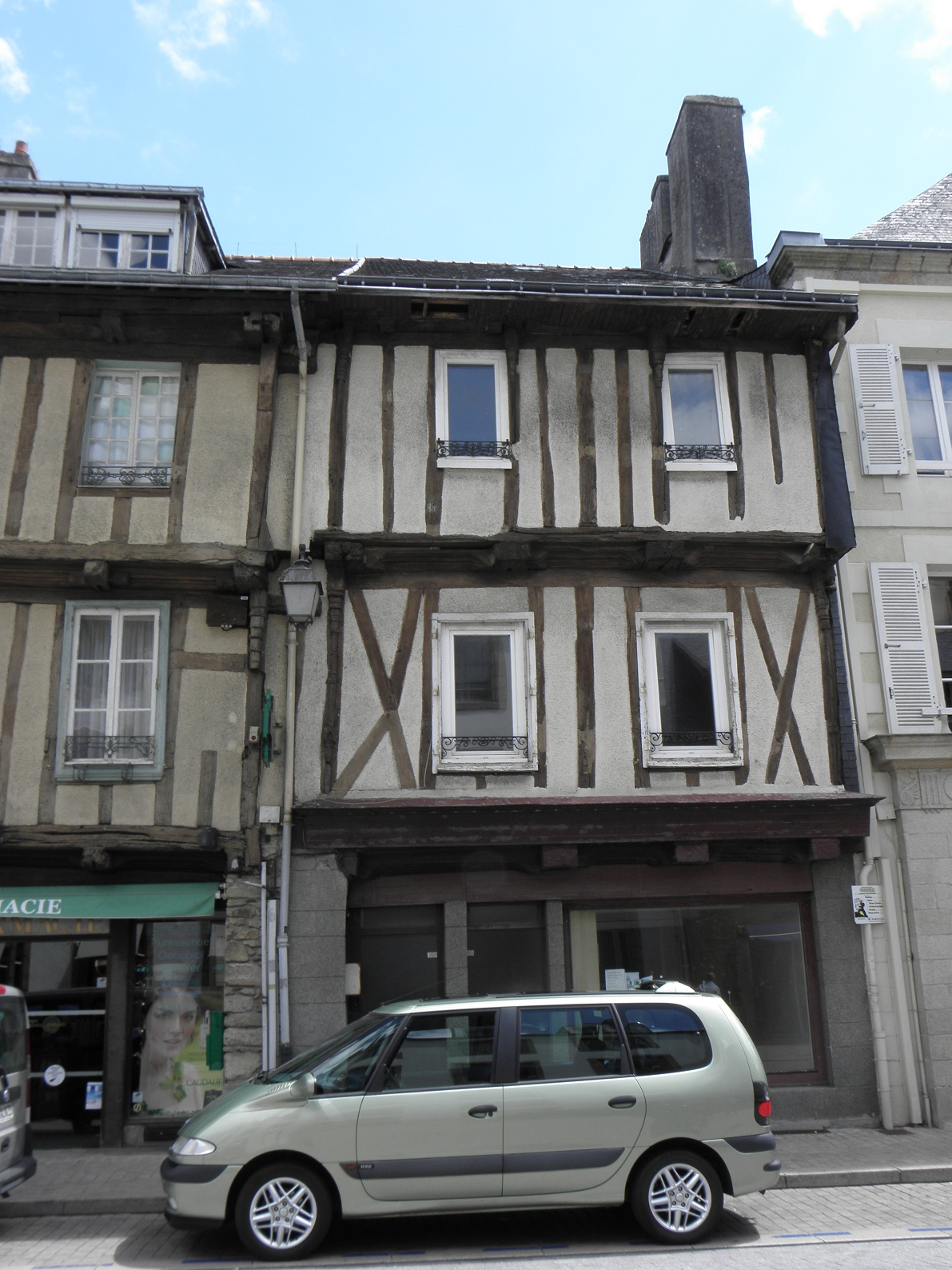
La maison du no 8, rue Brémond-d'Ars.
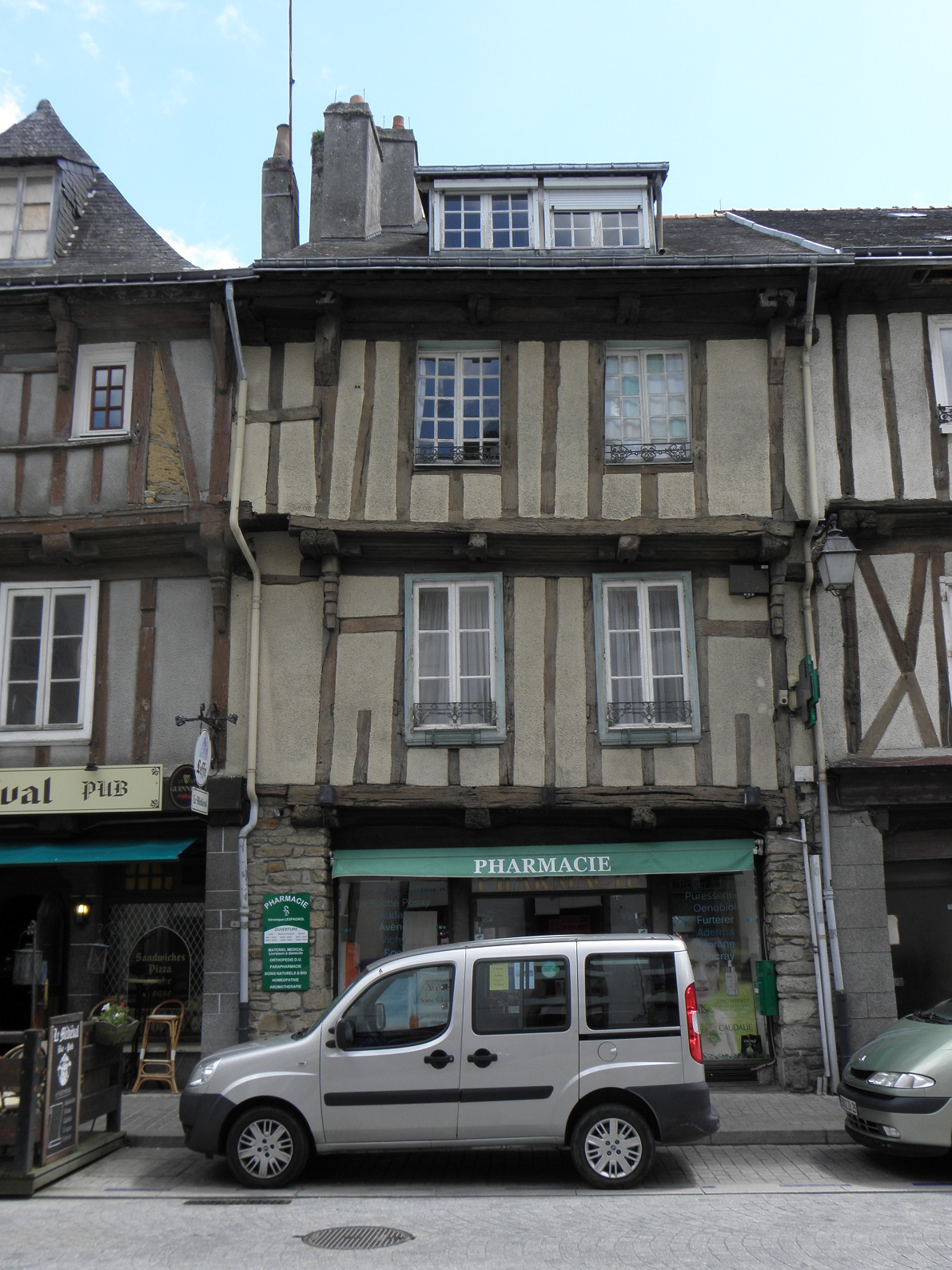
La maison du no 10, rue Brémond-d'Ars.
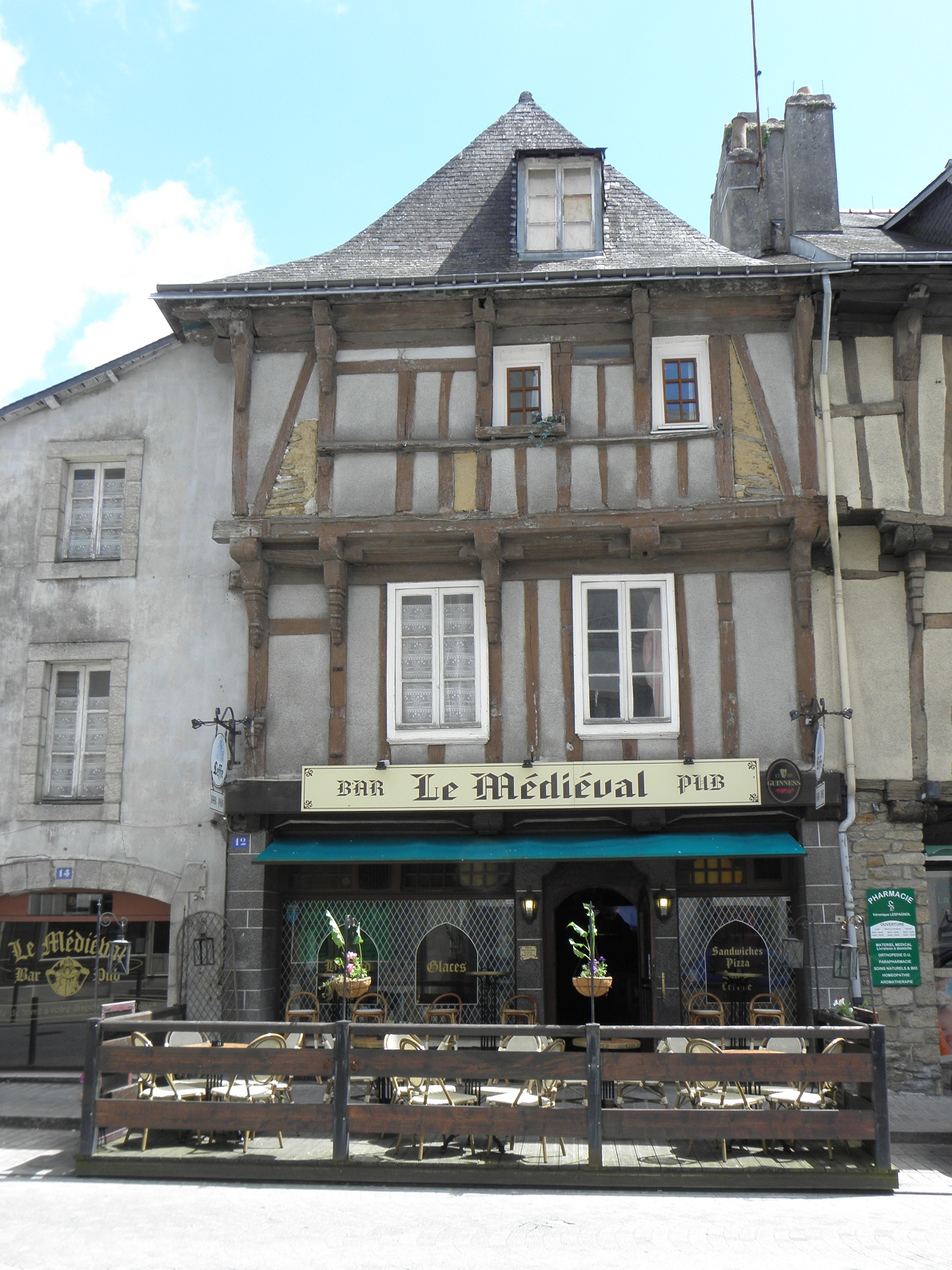
La maison du no 12, rue Brémond-d'Ars.
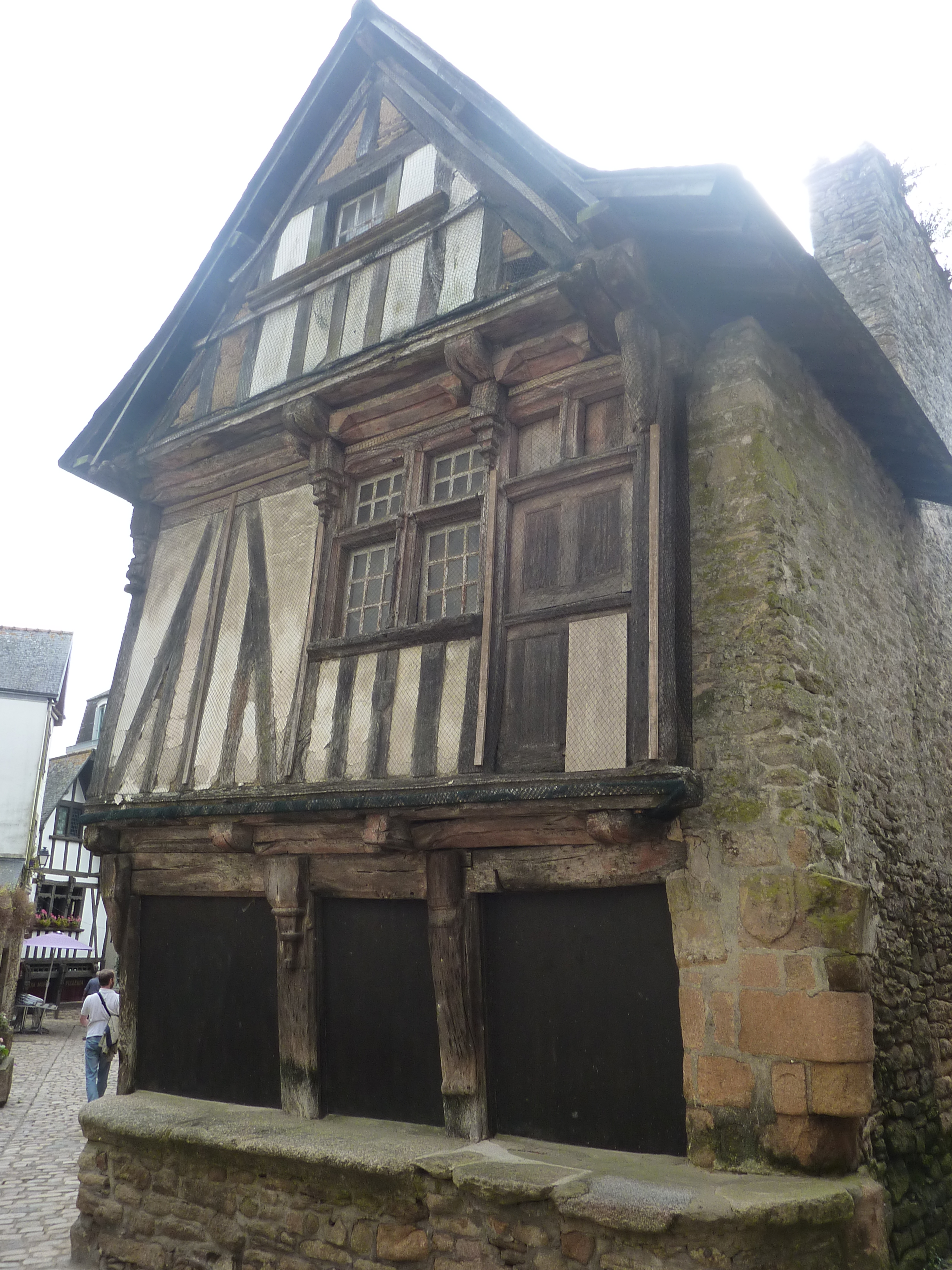
La maison du no 4, rue Dom-Morice.
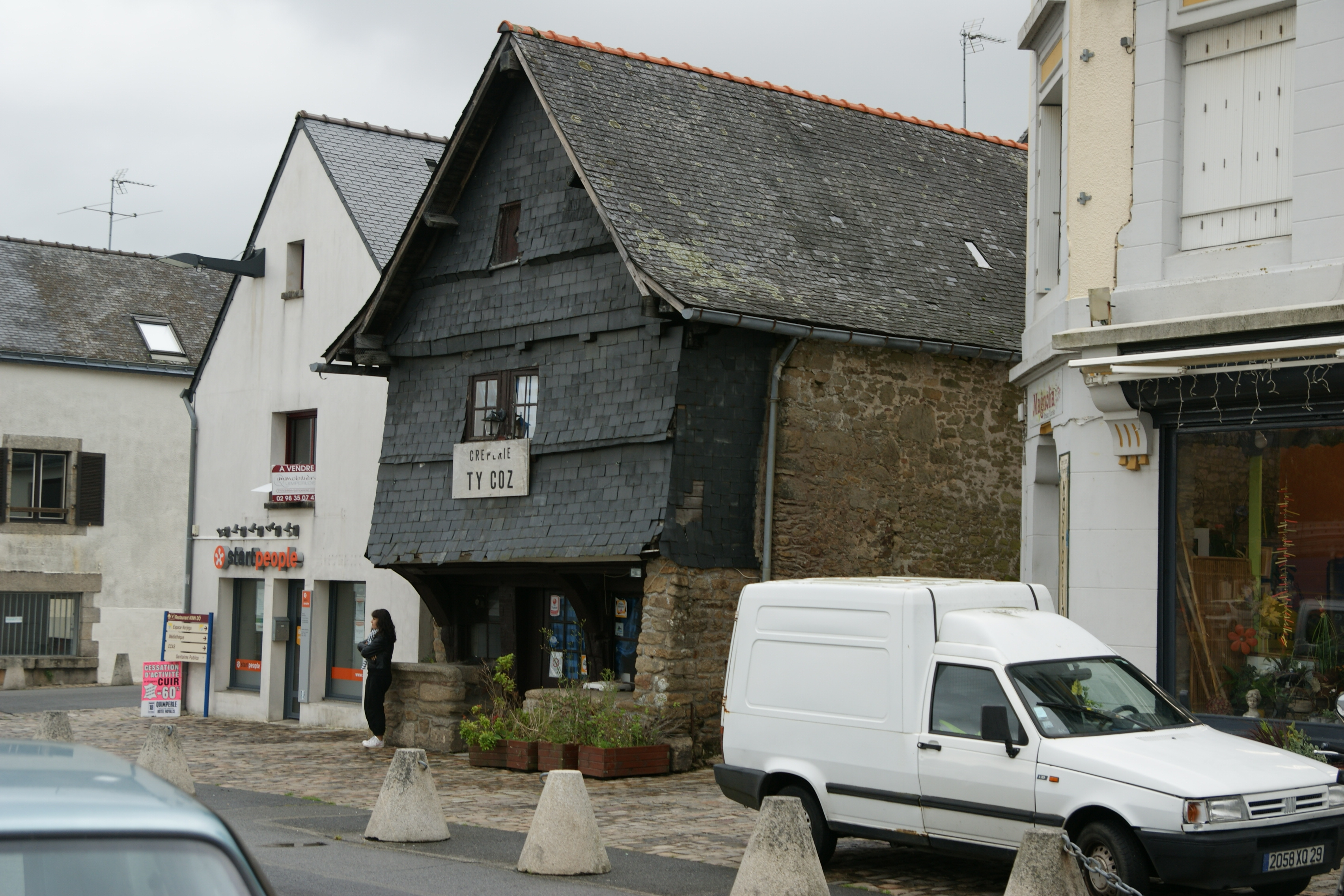
La maison du no 15, place Saint-Michel.
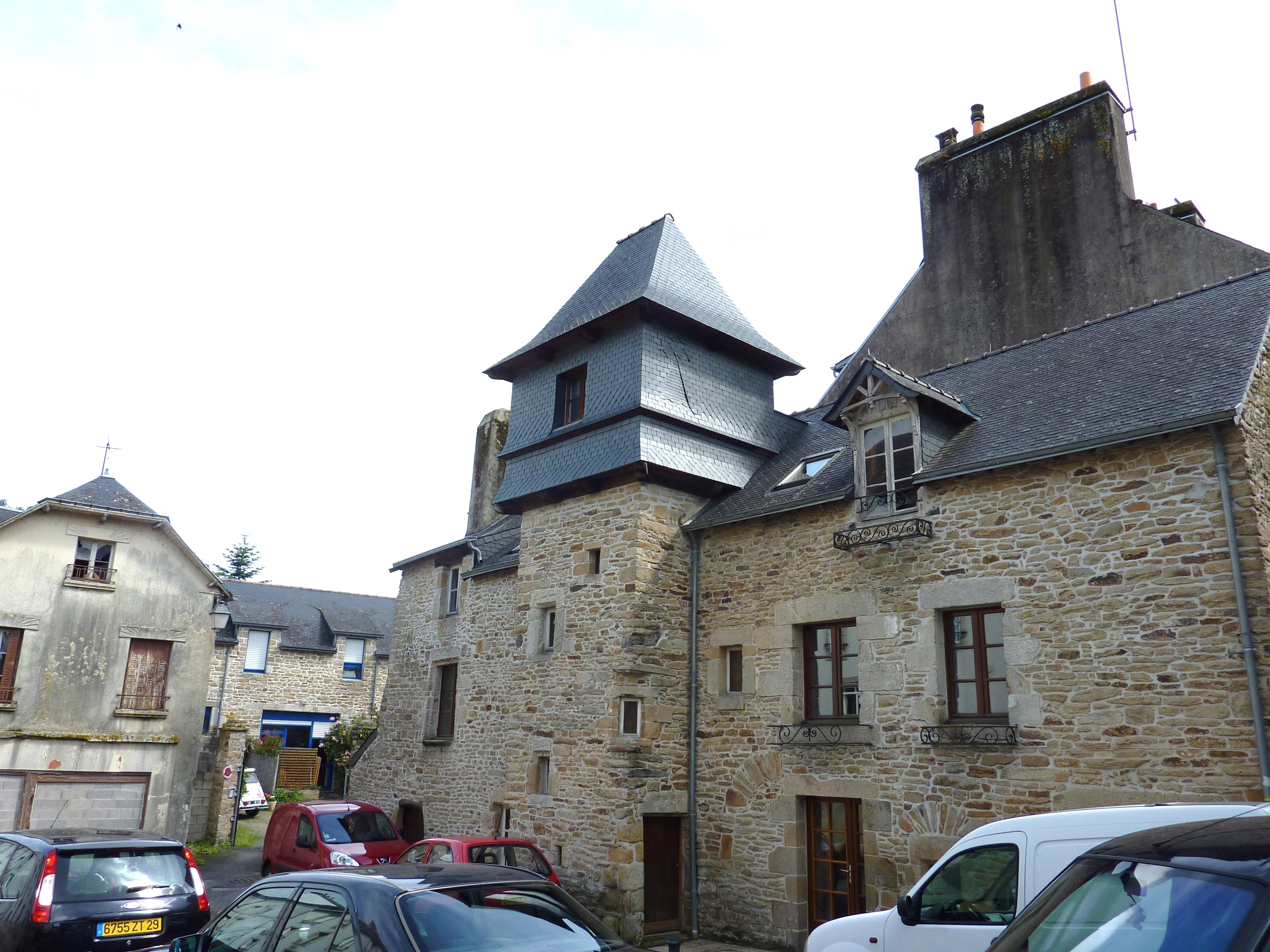
Ancien hôtel particulier sur les bords de l'Isole.
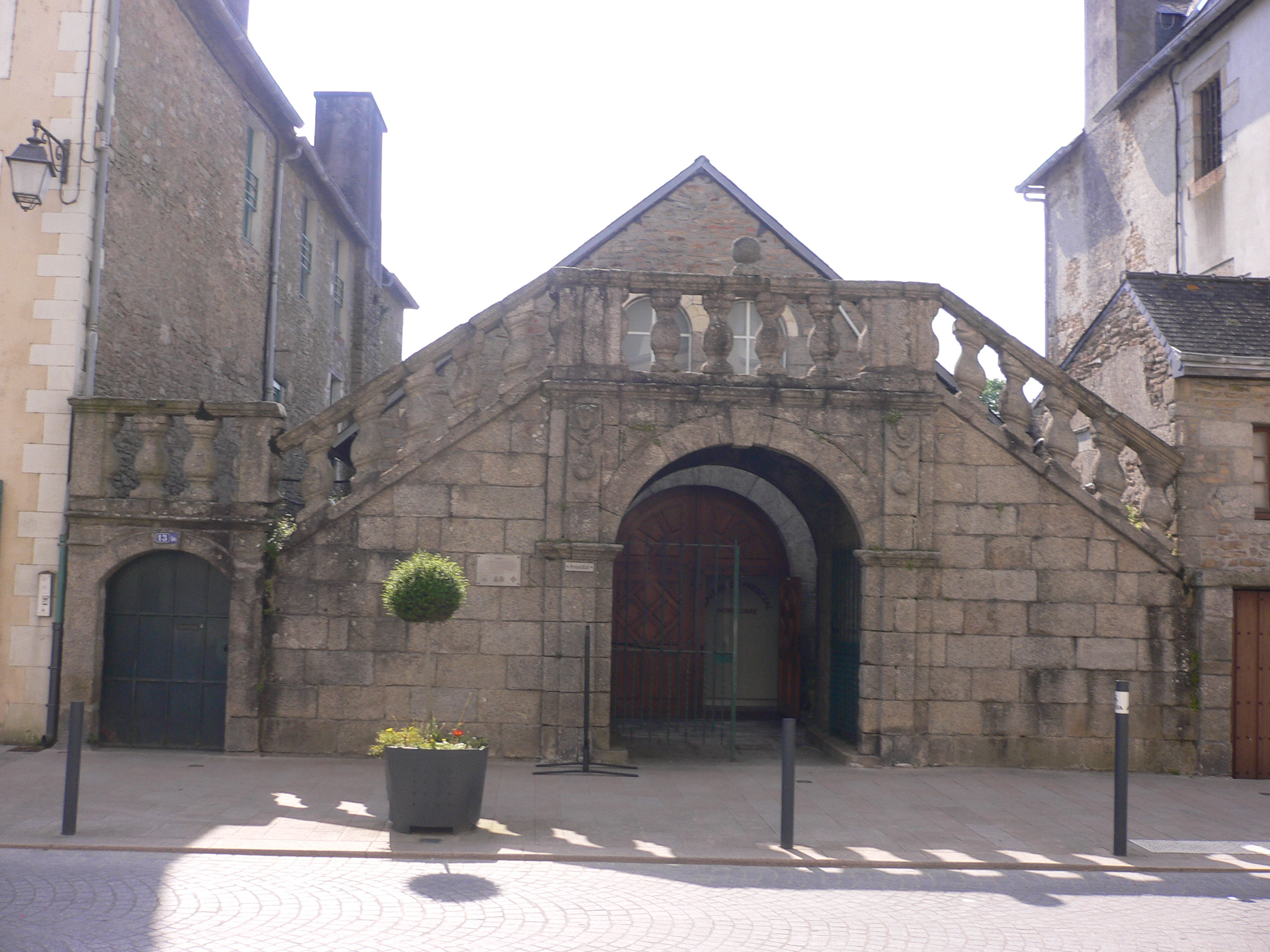
Le perron doté d'escaliers de l'ancien présidial aujourd'hui disparu.

- L'ancien couvent des Ursulines de Quimperlé.
- Le manoir de Québlen du XVIe siècle, dont les « hautes terrasses » sont toujours en place, non loin des rivages de la Laïta. Le manoir fut décrit à la fin du XVIIIe siècle par Jacques Cambry[125].
- Le quartier du Bel-Air : maisons de « maçons italiens », de l'entre-deux-guerres.
- L'hôpital Frémeur[126] est le dernier hôpital de structure médiévale encore existant dans l'ouest de la France. Il est, depuis 2002, inscrit à l'Inventaire des monuments historiques ; construit initialement entre 1318 et 1423, c'était sans doute à l'origine une léproserie. Les bâtiments actuels, chapelle incluse, ont été construits au début du XVIe siècle, mais une importante restauration de la chapelle a été effectuée par l'architecte diocésain Joseph Bigot entre 1874 et 1876. L'hôpital est resté en fonction jusqu'en 1976. La chapelle Saint-Europe et l'ensemble de l'hôpital Frémeur, acquis par la ville en 2002 pour l'euro symbolique, sont classés par arrêté du 24 mai 2004. La restauration est décidée à la fin de 2012. Le bâtiment principal, en pierres de taille, est une longère construite sur plusieurs époques, au bord du Dourdu. La distribution des pièces a pu changer au cours des temps : à un moment, au sous-sol, se trouvaient les réserves et la cuisine, au rez-de-chaussée le dortoir des femmes, au premier étage celui des hommes et au deuxième étage les chambres du personnel et des malades contagieux. La chapelle de l'hôpital, dite « chapelle Saint-Eutrope », est une chapelle hospitalière médiévale caractéristique : petite mais très haute afin de permettre aux malades d'entendre les cérémonies religieuses depuis les tribunes ou de leur lit grâce à des hagioscopes[127]. Elle possède un mobilier datant, pour partie, d'avant la Révolution ; pour l'autre partie, le mobilier résulte des transformations apportées à la chapelle et à son décor, en 1874, par l'architecte Joseph Bigot[112].
- Le pont Lovignon (XVIIe siècle), appelé aussi pont Fleuri, possédait six arches gothiques dont il n'en reste que deux, une à chaque extrémité ; les quatre arches, détruites lors des crues de 1746, sont remplacées par deux grandes arches marinières, avec des avant-becs importants. Le pont garde sa structure ancienne en dos d'âne.
- Le pont Salé, ou Isole, détruit lors des crues de 1746, il est reconstruit en pierre, avec un arc en anse de panier, vers 1754-1755 puis disparaît en 2006, victime des crues de 2000-2001 remplacé par une passerelle métallique. Des sentences de la justice de l'abbaye Sainte-Croix y étaient rendues, au Moyen Âge, sur la « pierre du poissonnier ».
- La maison du no 15, place Saint-Michel. Cette belle maison à encorbellement dotée d'un étal appartenait au milieu du XVIIe siècle à Jean Briant, seigneur de Penquelen, brigadier à la compagnie du comte de Fiasque. En 1924, Pierre et Marie Pengloan y ont ouvert une crêperie reprise par leurs descendants. Il s'agirait de la plus ancienne maison à pans de bois de Bretagne. Sa construction s'étalerait entre 1394 et 1409. C'est ce que permettent de conclure des analyses récentes en dendrochronologie[128].
- Le viaduc ferroviaire qui franchit la Laïta date de 1862.
- Le viaduc de la voie express N 165, au sud de Quimperlé.
- La médiathèque, de la fin du XXe siècle, place Saint-Michel.

### Dans les environs
- la chapelle de Lothéa à la lisière de la forêt de Carnoët : en ruines dans les années 1950-1960, elle fait l'objet d'une reconstruction depuis les années 1990 ;
- La forêt domaniale de Carnoët, où se tint pendant longtemps, à la Pentecôte, le pardon des Oiseaux ;
- Les Roches du Diable, sur l'Ellé, au nord de Quimperlé.

## Quimperlé et sa région vus par les peintres

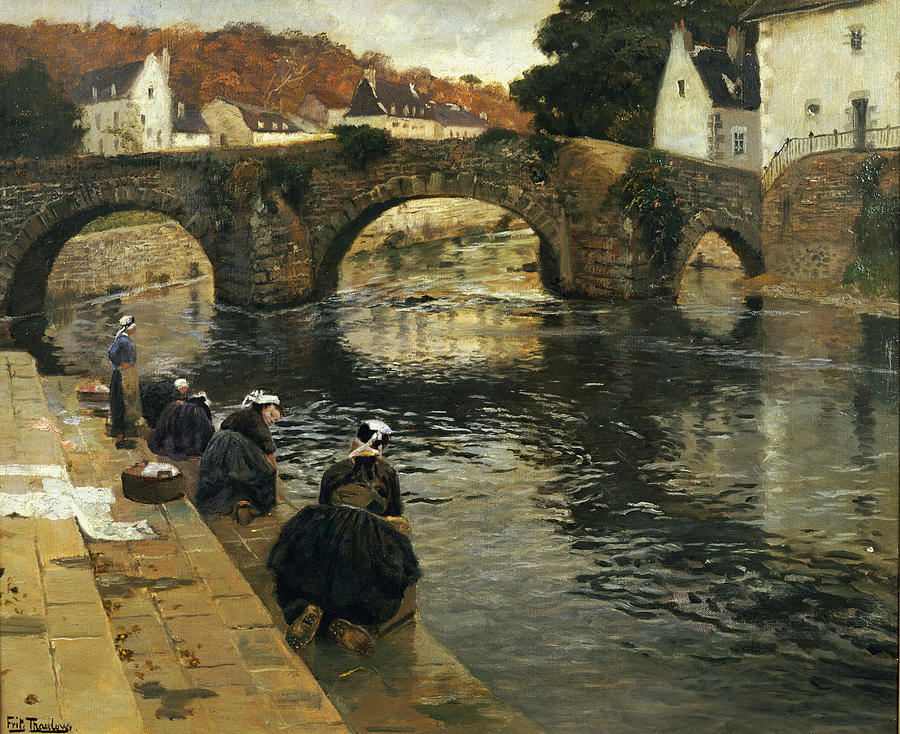
Frits Thaulow : Laveuses à Quimperlé (1902), localisation inconnue.
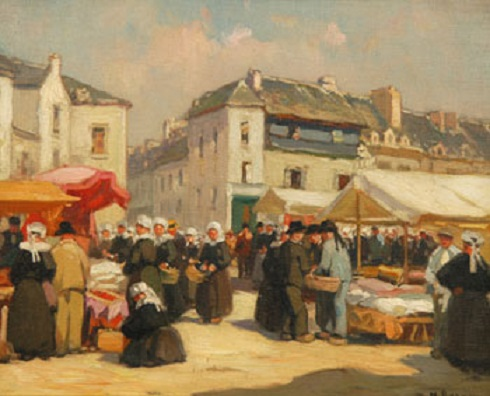
Henri Alphonse Barnoin, Le Marché aux étoffes à Quimperlé, localisation inconnue.
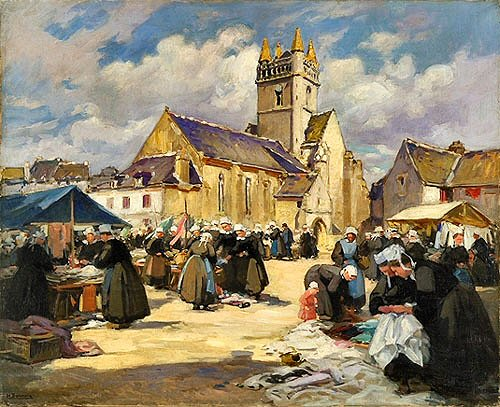
Henri Alphonse Barnoin, Marché à Quimperlé (vers 1928), musée des beaux-arts de Quimper.
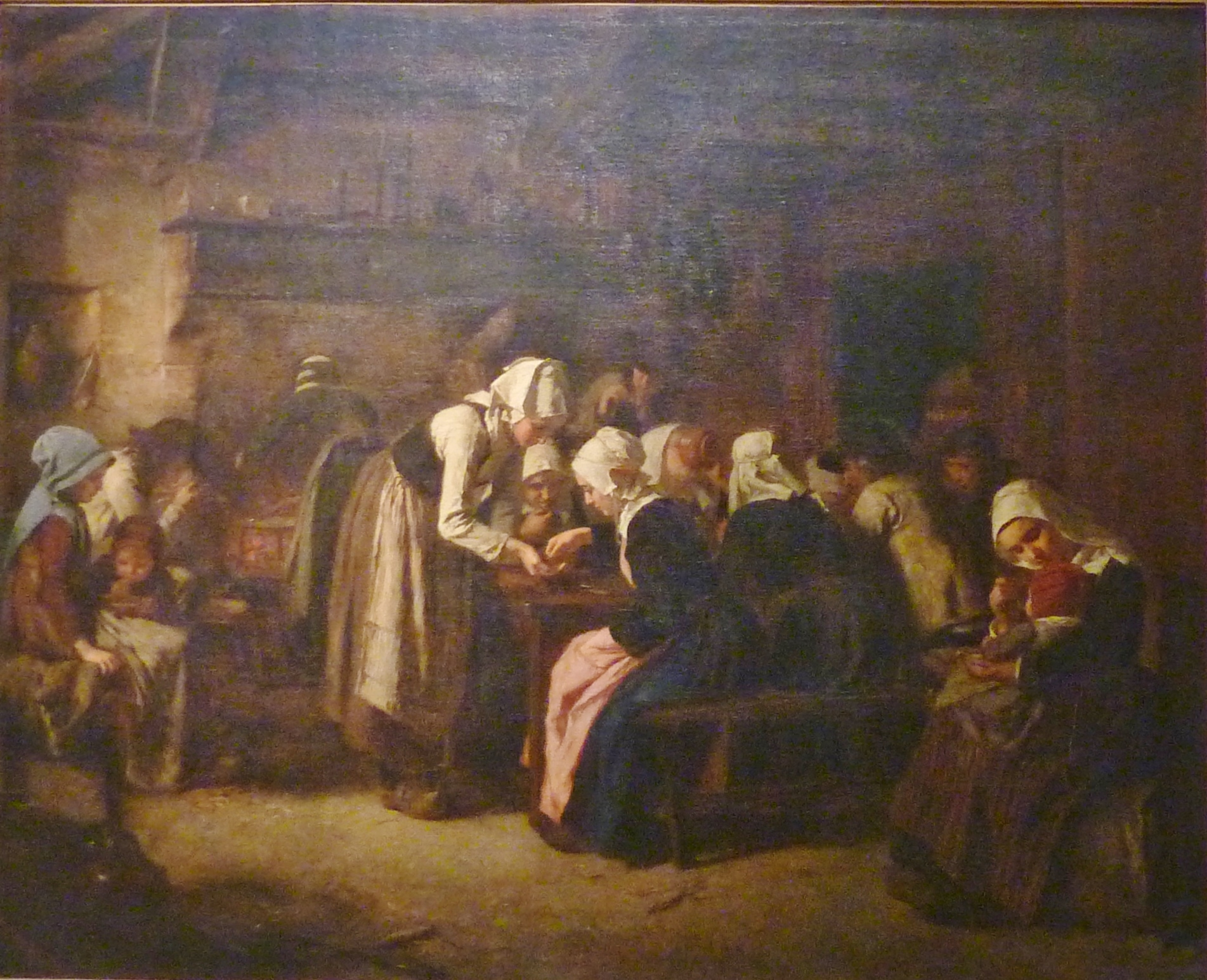
Jules Trayer : La marchande de crêpes à Quimperlé (1863, musée des beaux-arts de Quimper).
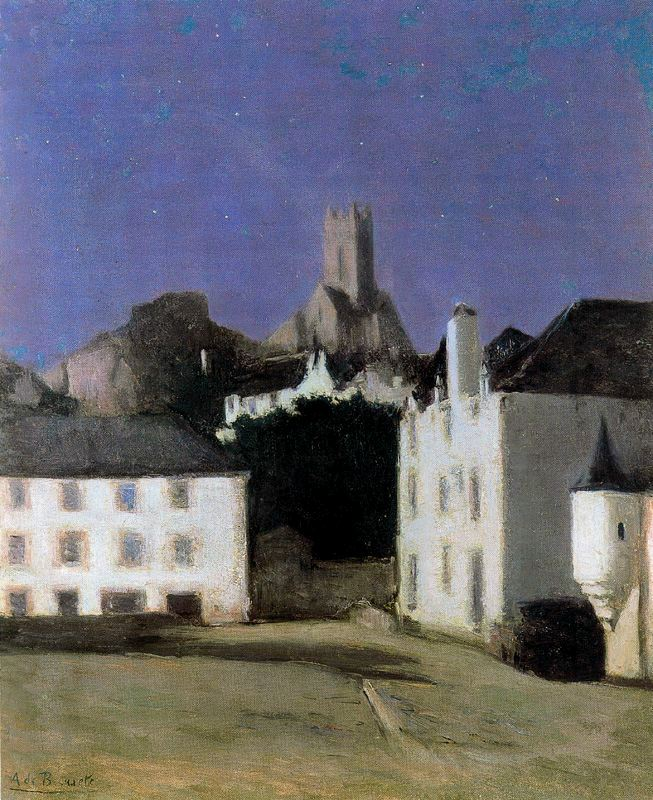
Aureliano de Beruete, Quimperlé la nuit (1901), localisation inconnue.
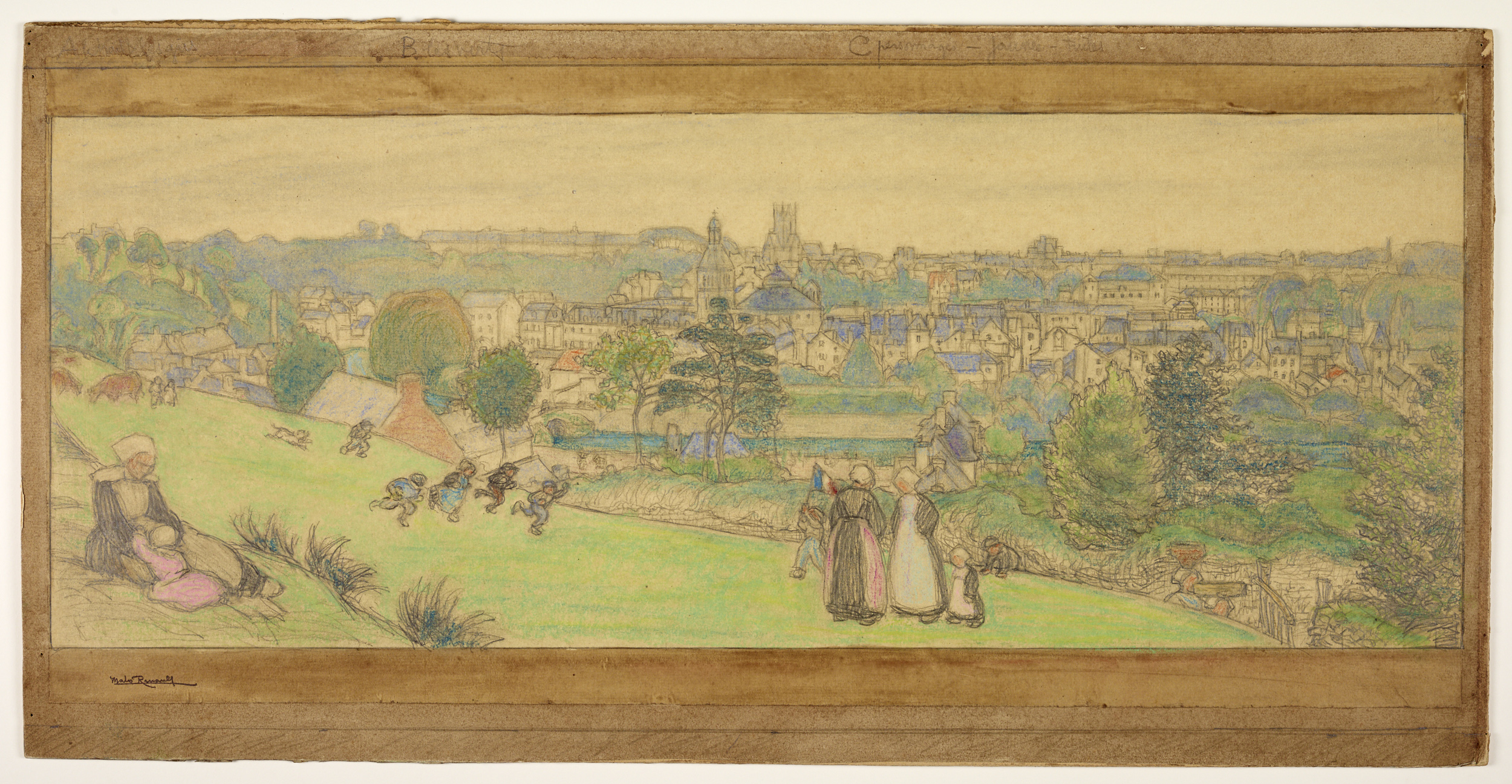
Émile Malo-Renault, Vue de Quimperlé, 1917, Musée de Bretagne, Rennes.
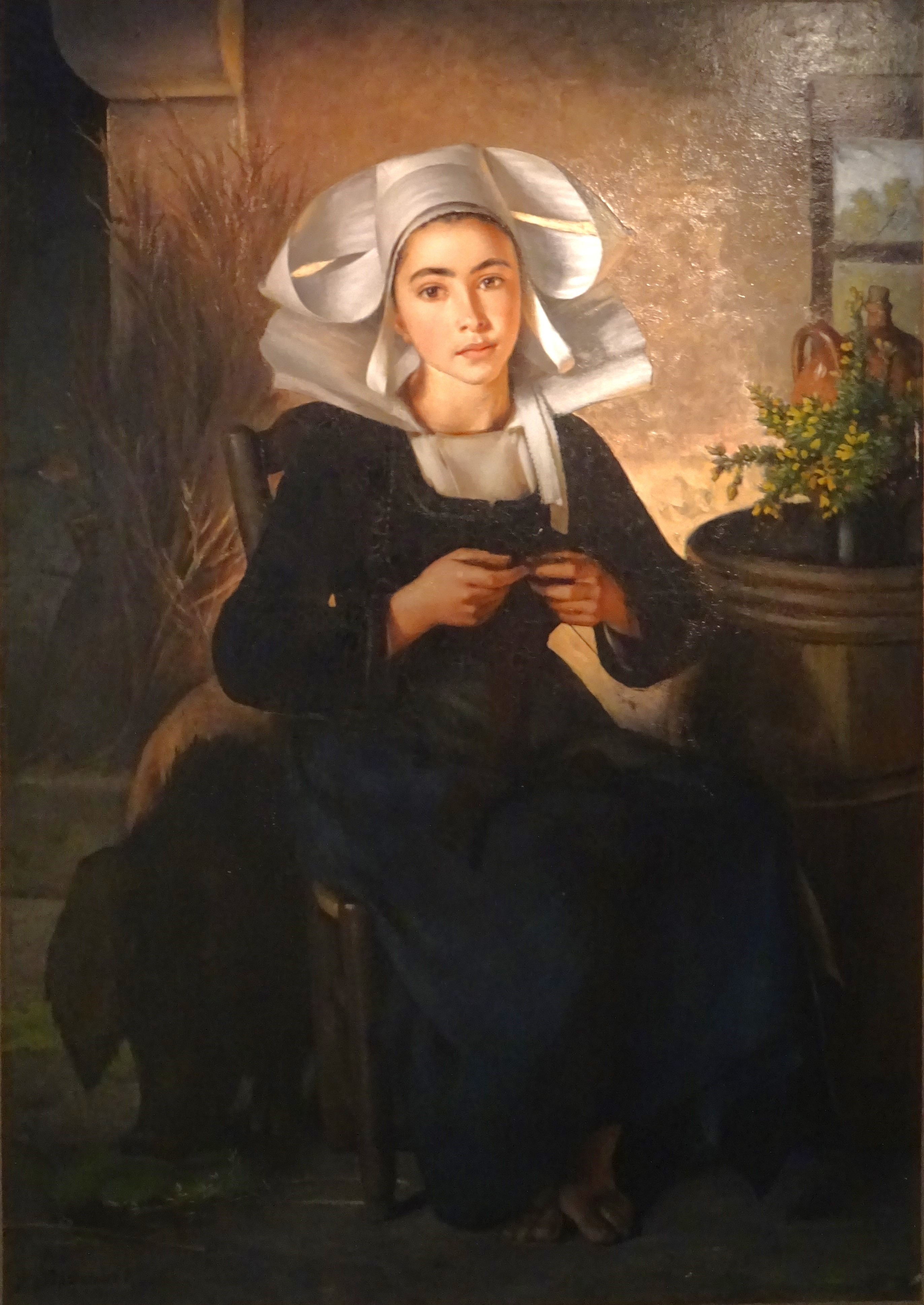
Léon Moricourt[Note 8] : La Tricoteuse (collection Ville de Quimperlé).

- Paul de Lassence : Le pont fleuri à Quimperlé (Quimperlé, collection municipale)[129].

## Personnalités notables liées à Quimperlé
- Alain Canhiart (vers 1000-1058), comte de cornouaille. Inhumé à Quimperlé (dans l'église abbatiale Sainte-Croix) ;
- Jean de Montfort (1294-1345 ?), un des deux adversaires du début de la guerre de Succession de Bretagne. Fondateur de la dynastie ducale des Montfort. Inhumé à Quimperlé (dans l'église abbatiale Sainte-Croix) ;
- Claude Lancelot (1615-1695), janséniste et grammairien, mort à Quimperlé et inhumé dans l'église abbatiale Sainte-Croix ;
- Pierre-Hyacinthe Morice de Beaubois (1693-1750), moine bénédictin, historien de la Bretagne né à Quimperlé (Lothéa en fait) ;
- Charles Louis du Couëdic, (1739-1780), officier de marine, héros, en 1779, de la Surveillante (1778), domicilié à Quimperlé (manoir du Lézardeau) ;
- Louis Marie du Couëdic de Kergoaler, (1810-1898), comte né à Quimperlé au château du Lézardeau puis membre du conseil général du Finistère, Représentant du peuple à l'Assemblée législative, maire de Quimperlé, chevalier de l'ordre national de la Légion d'honneur puis officier, élu député en 1837, réélu en 1863. Ayant quitté la France, est mort à Clabecq en Brabant wallon (Belgique) dans une propriété de sa belle-famille, les (marquis) de la Croix de Chevrière de Sayve ;
- Vincent Samuel Billette de Villeroche (1729-1811) fut maire de Quimperlé de 1768 à 1772, puis député aux États généraux (pour les sénéchaussées de Carhaix, Châteaulin, Châteauneuf-du-Faou et Quimperlé) devenus Assemblée constituante de 1789 à 1791, à nouveau maire de Quimperlé en 1792 ;
- Louis-Jacques-Hippolyte Coroller du Moustoir (1742-1807), homme de loi et homme politique, né à Quimperlé, député du tiers état aux États généraux de 1789.
- Jacques Tanguy Marie Guermeur (1750 - 1798), avocat à Quimperlé, procureur fiscal de l'abbaye de Sainte-Croix de Quimperlé, procureur du Roi à la sénéchaussée de Quimperlé en 1788, élu commissaire du roi auprès du tribunal du district de Quimperlé en novembre 1790, élu député du Finistère à la Convention nationale le 9 septembre 1792, membre du Conseil des anciens en octobre 1795 ;
- Claude Marie d'Hervo (1766-1809), né à Quimperlé, général de brigade et baron du Premier Empire, titulaire de la Légion d'honneur, chef d'état-major de Davout (commandant en chef du 3e Corps de l'armée napoléonienne), mort le 21 avril 1809, au début de la bataille d'Eckmühl. Son nom a été donné à une place de la basse ville et est gravé sur l'arc de triomphe de l'Étoile à Paris ;
- Jacques Kerguelen de Kerbiguet militaire ;
- Yves Joseph Marie Frogerays (1773-1831), homme politique né à Quimperlé, député du Morbihan en 1815 pendant les Cent-Jours.
- Pierre Hersart de La Villemarqué (1775-1843), député, sous-préfet de Quimperlé, mort à Quimperlé ;
- Mathurin Furic, dit Matilin an Dall (Mathurin l'Aveugle), célèbre joueur de bombarde aveugle (à la suite de la variole), né à Quimperlé en 1789 et mort en 1859 ; il joua notamment aux Tuileries devant Louis-Philippe Ier et, en 1858, à Quimper, devant Napoléon III ;
- Théodore Hersart de La Villemarqué (1815-1895), né et mort à Quimperlé, auteur du Barzaz Breiz ;
- Sarah Bernhardt (1844-1923), comédienne de théâtre, a passé sa première enfance à Quimperlé ;
- Émile Jourdan, (1860-1931), artiste peintre, né à Vannes et mort à l'hospice de Quimperlé ;
- Paule Gobillard (1876-1946), née à Qimperlé, peintre post-impressionniste française, nièce de la peintre Berthe Morisot.
- Adolphe Beaufrère, peintre et graveur français, né à Quimperlé le 24 mars 1876 et mort à Larmor-Plage le 16 février 1960 ;
- Wil (Wilhelm) Drexler, écrivain d'origine allemande né à Quimperlé en 1895 et mort en 1977 ;
- Xavier Krebs, peintre et céramiste, né à Quimperlé en 1923 ;
- Georges Rocher (1927-1984), artiste peintre, mort à Quimperlé ;
- Xavier Grall (1930-1981), journaliste, poète et écrivain, mort à Quimperlé ;
- Jacques David ; né en 1930, acteur et militant Breton, il s'installa à Quimperlé, ville d'origine de son père, pour sa retraite ;
- Émile Le Scanff, dit Glenmor (1931-1996), auteur-compositeur-interprète, écrivain et poète, mort à Quimperlé ;
- Maurice Pierre Gourrier - Musicien - Ensemble les Musiciens du Prince de Conti - né en 1940 à Quimperlé ;
- Joëlle Kauffmann, née en 1943, médecin gynécologue et militante pour les droits des femmes ;
- Louis Cardiet, footballeur, né en 1943 à Quimperlé ;
- Soizic Corne, ancienne journaliste, animatrice et productrice radio et de télévision, artiste peintre, né en 1946 à Quimperlé ;
- Albert Le Tyrant, archer, né en 1946 à Quimperlé ;
- Georges Courtois, truand né en 1947, mort à Quimperlé en 2019 où il vécut ses dernières années, connu pour avoir pris en otage la cour d'assises de Nantes en 1985 pendant 36 heures, aidé par deux complices ;
- Michel Tonnerre (1949-2012), auteur-compositeur-interprète, né en 1949 à Quimperlé ;
- Marie-Josée Christien, poète et critique littéraire, a fréquenté le lycée Kerneuzec de 1972-73 à 1975.
- Alain Le Beuze, poète, né en 1958 à Quimperlé ;
- Lionel Prat, footballeur, né en 1971 à Quimperlé ;
- Vincent Gragnic, footballeur né en 1983 à Quimperlé ;
- Jérémy Morel, footballeur né en 1984 à Quimperlé ;
- Jean-Marc Bideau, coureur cycliste, né en 1984 à Quimperlé ;
- Pierre-Emmanuel Barré, humoriste, né en 1984 à Quimperlé.